# الحرب الفلسطينية الإسرائيلية (2023 – الآن)
مَعْرَكَةُ طُوفَانِ الأَقْصَى أو حَرْبُ السُّيُوفِ الحَدِيدِيَّةِ أو الحرب الفلسطينية الإسرائيلية أو الحرب على غزة أو العدوان الإسرائيلي على غزة هو النِزاع العسكري المُسلَّح والمستمر الدائر منذ 7 أكتوبر 2023 بين فصائل المقاومة الفلسطينية بقيادة حركة حماس من جهة والجيش الإسرائيلي من جهة أخرى في قطاع غزة وإسرائيل. وهي الحرب الخامسة منذ عام 2008 في صراع غزة وإسرائيل، وهي أهم اشتباك عسكري في المنطقة منذ حرب أكتوبر عام 1973، وأثارت أزمة مستمرة في الشرق الأوسط. كان اليوم الأول من الحرب هو الأكثر دموية بالنسبة لإسرائيل، وهي الحرب الأكثر دموية بالنسبة للفلسطينيين في تاريخ الصراع العربي الإسرائيلي.
بدأت الحرب في 7 تشرين الأول/أكتوبر 2023م بعد هجوم مفاجئ شنَّته حركة حماس على إسرائيل والذي أسمته بعملية طوفان الأقصى. حيث استطاع المسلحون من حماس والفصائل الفلسطينية اختراق الحاجز بين غزة وإسرائيل وسيطروا على عددٍ من المواقع العسكريَّة، وقَتلوا خلال الأحداث قرابة 1195 إسرائيليًّا وأجنبيًّا، من بينهم 797 مدنيًّا، كما أسَرُوا ما لا يقل عن 251 إسرائيليًّا واقتادوهم لغَزَّة. وردًّا على ذلك، بدأت إسرائيل هجومها باستعادة السيطرة على المستوطنات التي سبق لقوات حماس السيطرة عليها، وشنَّت هجمات انتقامية قبل أن تعلن الحرب رسميًّا على حماس في اليوم التالي. كما نَفَّذَت غارات جوية على قطاع غزة، وشدَّدت حصارها وبدأت غزوا بريًا لقطاع غزة في 27 أكتوبر بأهداف معلنة وهي القضاء على القدرات العسكرية لحماس واستعادة الأسرى، وشنَّت واحدة من أكثر حملات القصف دموية وتدميرًا في التاريخ الحديث، وشنَّت القوات الإسرائيلية العديد من الحملات خلال الاجتياح، بما في ذلك هجوم رفح منذ مايو 2024، وثلاث معارك حول خان يونس، وحصار شمال غزة منذ أكتوبر 2024. ومن أبرز الهجمات التي جذبت انتباه العالم مجزرة مستشفى المعمداني، ومجزرة دوار النابلسي التي تسمّى أيضًا بـ«مجزرة الدقيق»، ومجزرة مخيم تل السلطان، ومقتل الطفلة هند رجب البالغة من العمر خمس سنوات. وقد تم التوصل إلى وقف إطلاق النار المؤقت في أواخر نوفمبر 2023، إلا أنه انتهى في الأول من ديسمبر من نفس العام.
وفي مساء يوم الأربعاء 15 يناير 2025، أعلنت قطر التوصل لاتفاق وقف إطلاق نار في غزة على لسان وزير خارجيتها محمد بن عبد الرحمن آل ثاني. حيث دخل الاتفاق حيِّز التنفيذ يوم الأحد 19 يناير على الساعة 8:30 صباحاً. وفي 18 مارس 2025، خرق الاحتلال الإسرائيلي الاتفاق واستأنف الحرب وشنت طائراته غارات جوية مفاجئة واسعة النطاق على جميع أنحاء قطاع غزة أسفرت عن استشهاد أكثر من 400 شخصٍ منهم 174 طفلًا وإصابة المئات وفقًا لوزارة الصحة في غزة. وهو اليوم الأكثر دموية لعدد الشهداء الفلسطينيين منذ اندلاع الحرب في غزة في أكتوبر 2023.
وبحلول أوائل عام 2025، تسبّبت إسرائيل في دمار غير مسبوق في غزة وجعلت أجزاء كبيرة منها غير صالحة للسكن، ممّا أدّى إلى تدميرٍ كاملٍ للمدن، وتدمير النظام الصحي والأراضي الزراعية والمعالم الثقافية والدينية، والمرافق التعليمية، والمقابر. وتمّ تهجير ما يقرب من جميع سكان القطاع البالغ عددهم 2.3 مليون فلسطيني قسراً. تمّ تهجير أكثر من 100 ألف إسرائيلي داخليًّا اعتبارًا من فبراير 2024.
منذ بداية الهجوم الإسرائيلي، تمّ الإبلاغ عن استشهاد ما لا يقلُّ عن 50 ألف فلسطيني غالبيتهم من النساء والأطفال، حيث بلغ عدد الشهداء من النساء أكثر من 12 ألف امرأة، ومن الأطفال أكثر من 17 ألف طفل، وأُصِيب ما لا يقلُّ عن 114 ألف فلسطيني. وقد قدّرت مجلة ذا لانسيت الطبية أن عدد الوفيات لا يقلُّ عن 70 ألف حالة وفاة مباشرة بسبب الإصابات المؤلمة. بالإضافة إلى أكثر من 10 آلاف آخرين في عداد المفقودين تحت الأنقاض. وكانت الأمم المتحدة قد أدرجت إسرائيل ضمن القائمة السوداء للدول التي تقتل الأطفال. كما أفادت الأمم المتحدة أن جميع السكان الفلسطينيين في قطاع غزة البالغ عددهم 2.3 مليون نسمة تقريبًا قد نزحوا داخليًّا. وأدَّى الحصار الإسرائيلي المُشدَّد إلى قطع الضروريات الأساسية من الغذاء والمياه والكهرباء والوقود عن غزة والهجمات على البنية التحتية ممّا تسبّب في انهيار الرعاية الصحية والمجاعة الوشيكة وأزمة إنسانية والتي كانت بالفعل محاصرة من قبل إسرائيل التي هدَّدت بقصف أي مساعدات إنسانية تدخل إلى القطاع. وأرسلت إسرائيل رسائل تحث مليوناً ومئة ألف شخص من سكان غزة على إخلاء شمال غزة إلى الجانب المصري في سيناء، وهو ما رفضته مصر بشدّة، حيث يعتبر هذا تهجيراً قسرياً من شأنه أن يرقى إلى جريمة حرب. فيما دعت الأمم المتحدة والعديد من الدول إلى وقف فوري لإطلاق النار وحذّرت من خطر التطهير العرقي الجماعي للشعب الفلسطيني.
بحلول يوم الجمعة 25 يوليو 2025، أكّدت وزارة الصحة بغزّة ارتفاع حصيلة الشهداء الذين قضوا بسبب المجاعة وسوء التغذية إلى 122 شخصاً بينهم 83 طفلاً، مع استمرار فرض الاحتلال الحصار الخانق ومنع دخول المساعدات لقطاع غزّة واتخاذ سياسة التجويع، وقد حذّرت منظمة الصحة العالمية، والأمم المتحدة وعدد من المنظمات الدولية من ارتفاع عدد الوفيات، ومن موجة موت جماعي ستضرب القطاع حال استمرار الاحتلال الإسرائيلي منع دخول المساعدات الإنسانية.
لا يزال للحرب تداعيات دولية كبيرة، فقد اندلعت احتجاجات كبيرة في جميع أنحاء العالم، معظمها مؤيدة للفلسطينيين تطالب بوقف إطلاق النار وإنهاء الاحتلال الإسرائيلي. وفي ديسمبر/كانون الأول 2023، بدأت جنوب أفريقيا إجراءات أمام محكمة العدل الدولية تتهم فيها إسرائيل بارتكاب إبادة جماعية في غزة. وتلقَّت إسرائيل دعمًا كبيرًا من حلفائها الغربيين التقليديين، وأبرزهم الولايات المتحدة التي قدَّمت لإسرائيل مساعدات عسكرية واسعة النطاق طوال الحرب، واستخدمت حق النقض (الفيتو) ضدَّ العديد من قرارات مجلس الأمن التابع للأمم المتحدة لوقف إطلاق النار. وقد صرّح خبراء ومنظمات حقوق الإنسان بأن إسرائيل وحماس ارتكبتا جرائم حرب وأن الأحداث في غزة كانت إبادة جماعية. وتنظر محكمة العدل الدولية في قضية تتهم إسرائيل بارتكاب إبادة جماعية، بينما أصدرت المحكمة الجنائية الدولية أوامر اعتقال بحق قادة إسرائيل بنيامين نتنياهو ويوآف غالانت والقائد في حماس محمد الضيف.
ومنذ 8 أكتوبر، كان هناك تبادل مستمر لإطلاق النار بين حزب الله وإسرائيل بعد أن أطلق حزب الله صواريخ على إسرائيل من لبنان وردت إسرائيل بغارات جوية على أنحاء لبنان. كما نشرت الولايات المتحدة مجموعتين قتاليتين من حاملات الطائرات في شرق البحر الأبيض المتوسط، وأعلنت المملكة المتحدة أنها سترسل سفنا حربية وطائرات، وبدأت ألمانيا في تقديم المساعدات العسكرية لإسرائيل.
27 يوليو 2025: انطلقت شاحنات تحمل مساعدات إنسانية من مصر باتجاه قطاع غزة، وذلك بعد إعلان إسرائيل عن "هدنة إنسانية" عقب تزايد الضغوط الدولية على حكومة بنيامين نتنياهو، التي وُجهت لها اتهامات باستخدام التجويع كسلاح في الحرب على الفلسطينيين في القطاع.

## الخلفية والأسباب
في عام 2023، اندلعت عدة أعمال عنف في الصراع الإسرائيلي الفلسطيني. وقبل الهجوم، أفيد باستشهاد ما لا يقل عن 247 فلسطينيًا على يد القوات الإسرائيلية، بما في ذلك المقاتلون والمدنيون من كلا الجانبين، في حين قُتل 32 إسرائيليًا ومواطنين أجنبيين في هجمات فلسطينية. وتزايدت هجمات المستوطنين وأدت إلى نزوح مئات الفلسطينيين؛ ووقعت اشتباكات عنيفة حول المسجد الأقصى، أحد الأماكن المقدسة في القدس.
وتصاعدت التوترات بين إسرائيل وحماس في سبتمبر/أيلول 2023، ووصفت صحيفة واشنطن بوست الاثنين «على شفا الحرب». وعثرت إسرائيل على متفجرات مخبأة في شحنة من الجينز وأوقفت جميع الصادرات إلى غزة. ورداً على ذلك، وضعت حماس قواتها في حالة تأهب قصوى، وأجرت تدريبات عسكرية مع مجموعات أخرى، بما في ذلك التدريب العلني على اقتحام المستوطنات الإسرائيلية. كما سمحت حماس للفلسطينيين باستئناف الاحتجاجات عند الحاجز بين إسرائيل وغزة. وفي 13 سبتمبر/أيلول، قُتل خمسة فلسطينيين على الحدود وسط روايات متضاربة. في 29 سبتمبر/أيلول، توسطت قطر والأمم المتحدة ومصر للتوصل إلى اتفاق بين إسرائيل ومسؤولي حماس في قطاع غزة لإعادة فتح نقاط العبور المغلقة وتهدئة التوترات.
وقبل أيام من الهجوم، قالت مصر إنها حذرت إسرائيل من أن «انفجار الوضع قادم، وقريبًا جداً، وسيكون كبيراً». وأنكرت إسرائيل تلقي مثل هذا التحذير، لكن الادعاء المصري أكده مايكل ماكول، رئيس لجنة العلاقات الخارجية بمجلس النواب الأمريكي، الذي قال إن التحذيرات صدرت قبل ثلاثة أيام من الهجوم.
وقع الهجوم خلال عطلة سيمحات توراة اليهودية يوم السبت، وبعد يوم من الذكرى الخمسين لبدء حرب أكتوبر، والتي بدأت أيضًا بهجوم مفاجئ. وصرّحت حركة حماس أن هجومها جاء ردًا على الحصار المفروض على غزة، واستمرار بناء المستوطنات، وعنف المستوطنين الإسرائيليين، والقيود المفروضة على الحركة بين إسرائيل وغزة. وفي أعقاب الهجوم، أشار محلل مكافحة الإرهاب الأمريكي بروس هوفمان إلى ميثاق حماس لعام 1988، زاعمًا أن حماس كانت لديها دائمًا نوايا «الإبادة الجماعية» وأنه ليس لديها نوايا «للاعتدال وضبط النفس والتفاوض وبناء مسارات للسلام». وقال مايكل ميلشتين، رئيس منتدى الدراسات الفلسطينية في جامعة تل أبيب وضابط سابق في المخابرات العسكرية الإسرائيلية، إن الهجمات كانت «جزءًا من رؤية حماس طويلة المدى للقضاء على إسرائيل» وأن «حماس ليست مستعدة على الإطلاق لترك الجهاد» حسب تعبيره.

### التحليلات السياسية والصحافية
قال عالم السياسة الأمريكي ستيفن إم. والت إن الفلسطينيين يشعرون أنه ليس لديهم خيار سوى المقاومة ردًا على معاملة إسرائيل القمعية للفلسطينيين منذ عقود، على الرغم من اعترافهم بأن مهاجمة المدنيين أمر خاطئ وأن الأساليب التي اختارتها حماس "غير مشروعة". وكتبت صحيفة الهندوسية أن الاحتلال الإسرائيلي كان «الأطول في التاريخ الحديث» وأحدث «بركانًا مشتعلًا». وكتبت وكالة أسوشيتد برس أن الفلسطينيين «يشعرون باليأس من الاحتلال الذي لا ينتهي في الضفة الغربية والحصار الخانق على غزة». كما ذكرت شبكة إيه بي سي نيوز أرقام الأونروا لشهر أغسطس 2023 في غزة والتي تفيد بأن 81% من الأشخاص يعيشون تحت خط الفقر، وأن 63% يعانون من انعدام الأمن الغذائي ويعتمدون على المساعدة الدولية. وذكرت الشبكة أيضًا أن أرقام مكتب الأمم المتحدة لتنسيق الشؤون الإنسانية تشير إلى مقتل ما يقرب من 6,400 فلسطيني في مقابل 300 إسرائيلي في الصراع الإسرائيلي الفلسطيني المستمر منذ عام 2008 حتى سبتمبر 2023، قبل هذه الحرب.
كتب روجر كوهين أن السيطرة الإسرائيلية المتزايدة على ملايين الفلسطينيين «أدت إلى إراقة الدماء». حذرت المملكة العربية السعودية إسرائيل، قبل الهجوم من «انفجار» نتيجة لاستمرار الاحتلال، وحذرت مصر من وقوع كارثة ما لم يُحْرَز تقدم سياسي، وصدرت تحذيرات مماثلة من قبل مسؤولي السلطة الفلسطينية. وقبل أقل من شهرين من الهجمات، أعرب العاهل الأردني الملك عبد الله الثاني عن أسفه لأن الفلسطينيين ليس لديهم «حقوق مدنية، ولا حرية تنقل». وكتب كوهين أن العديد من الإسرائيليين افترضوا أن القضية الفلسطينية أصبحت بلا قضية، وأنها اختفت من جدول الأعمال العالمي.
كما أشار سايمون تيسدال وهو محرر في صحيفة الغارديان إلى تصاعد العنف الإسرائيلي الفلسطيني في عام 2023 باعتباره نذيرًا بالحرب، وادعى أن بنيامين نتنياهو رفض التفاوض على عملية السلام، مما صب الزيت على النار، وأنه تم تجاهل حقوق الفلسطينيين. وكتب يوسف منير أن إدارة بايدن تجاهلت القضية الفلسطينية. في التاسع والعشرين من سبتمبر/أيلول، أعلن جيك سوليفان، مستشار الأمن القومي الأمريكي، أن "منطقة الشرق الأوسط أصبحت اليوم أكثر هدوءاً مما كانت عليه طوال عقدين من الزمن". تفاخر المسؤولون الإيرانيون علنًا لسنوات بدورهم في تسليح المقاومين في غزة، وذكر تقرير لوزارة الخارجية الأمريكية لعام 2020 أن إيران تقدم ما يقرب من 100 مليون دولار سنويًا إلى حماس. وفي مؤتمر صحفي بالبيت الأبيض في 12 أكتوبر، قال سوليفان إن إيران «متواطئة» في الهجمات، لكن الولايات المتحدة لم تستطع تأكيد ما إذا كانت إيران على علم بالهجوم مقدمًا أو ساعدت في تنسيقه.
وفقاً لتحليل نشرته صحيفة الإندبندنت، أدى الحصار المفروض على غزة إلى خلق حالة من اليأس بين الفلسطينيين، الأمر الذي «استغلته» حماس، لإقناع الشباب الفلسطيني بأن العنف هو الحل الوحيد. كتب داود كتاب أن المحاولات الفلسطينية لحل الصراع عن طريق المفاوضات أو المقاطعة السلمية لم تكن مثمرة. كما كتب تال شنايدر لصحيفة تايمز إسرائيل: «على مدى سنوات، اتبعت الحكومات المختلفة بقيادة بنيامين نتنياهو نهجًا أدى إلى تقسيم السلطة بين قطاع غزة والضفة الغربية - مما جعل رئيس السلطة الفلسطينية محمود عباس يركع على ركبتيه بينما يقوم بتحركات تدعم حركة حماس "الإرهابية". وكانت الفكرة هي منع عباس – أو أي شخص آخر في حكومة السلطة الفلسطينية في الضفة الغربية – من التقدم نحو إقامة دولة فلسطينية».

### الأوضاع الإقليمية
أثناءَ الهجوم، كانت إسرائيل والمملكة العربية السعودية تجريان مفاوضات لتطبيع العلاقات؛ وقال ولي العهد السعودي الأمير محمد بن سلمان إن التطبيع أصبح "حقيقيا للمرة الأولى". كما صرّحت وزارة الخارجية السعودية في بيان لها أنها «حذرت مرارا وتكرارا أن الاحتلال الإسرائيلي المستمر لغزة سيؤدي إلى مزيد من العنف». وفي أعقاب الانقلاب المصري عام 2013 الذي أطاح فيه الجنرال العسكري عبد الفتاح السيسي بالرئيس محمد مرسي، توترت العلاقات بين مصر وحماس، حيث أشارت حكومة السيسي إلى أن العلاقات المحتملة بين حماس والإخوان المسلمين المصريين يمكن أن تشكل تحديًا وتهديداً أمنيًا وطنياً.

## السياق التاريخي

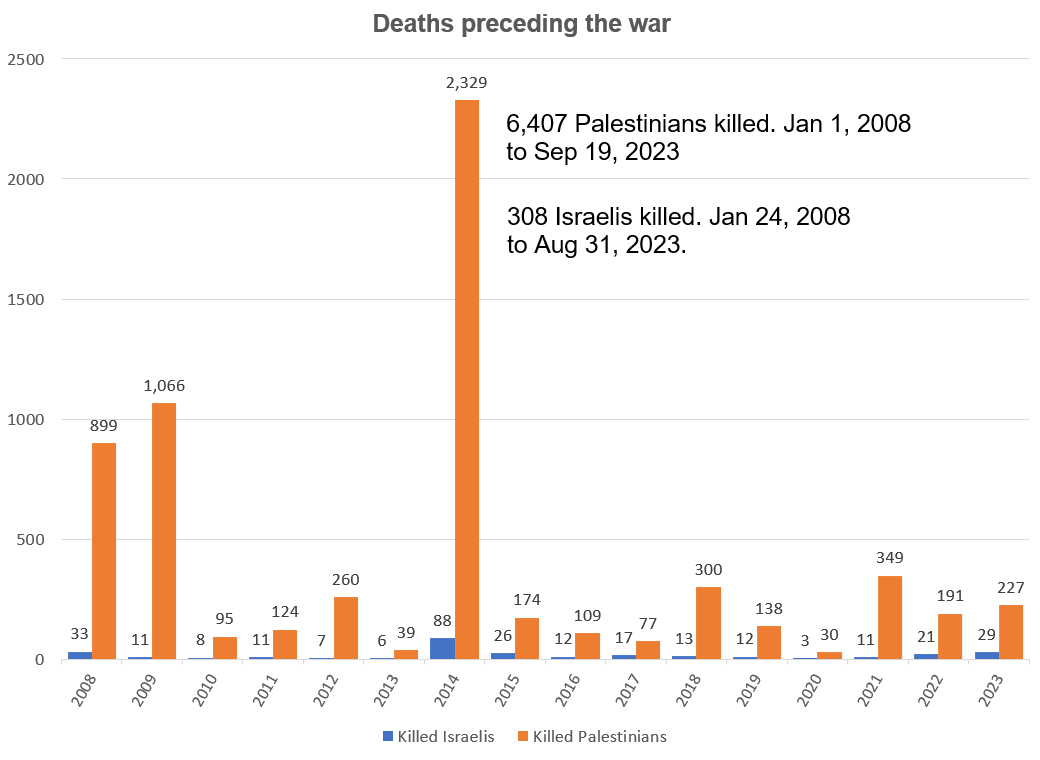
الخسائر البشرية الفلسطينية والإسرائيلية قبل الحرب. معظمهم من المدنيين.

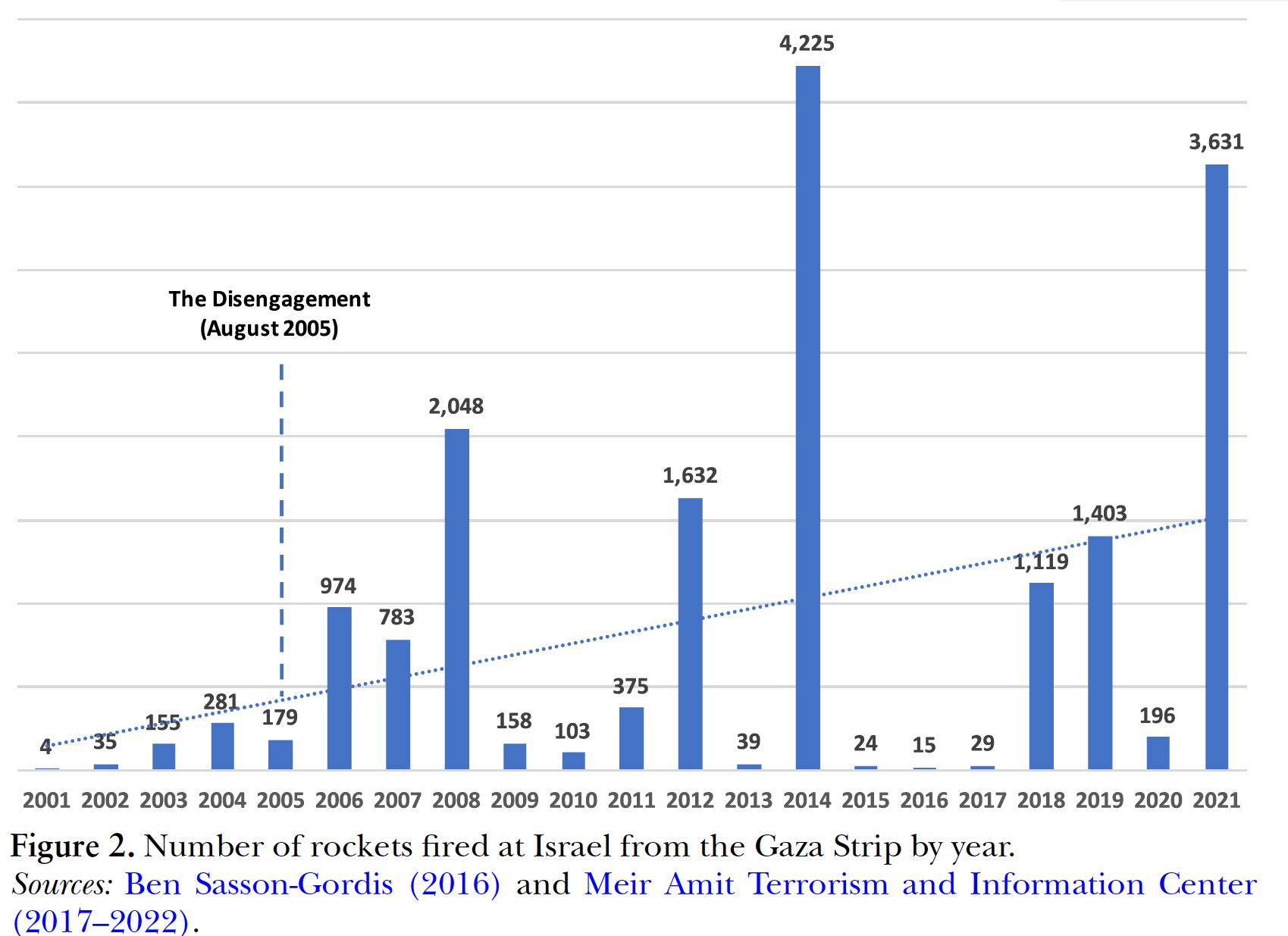
الهجمات الصاروخية التي أطلقت على إسرائيل من قطاع غزة، 2001-2021

شهدت حرب فلسطين عام 1948 تأسيس إسرائيل على معظم ما كان فلسطين التي كانت تحت الانتداب البريطاني، باستثناء منطقتين منفصلتين أصبحتا تُعرفان بالضفة الغربية وقطاع غزة، والتي كانت تحت سيطرة الأردن ومصر على التوالي. في أعقاب حرب الأيام الستة عام 1967، احتلت إسرائيل الأراضي الفلسطينية في الضفة الغربية وقطاع غزة. شهدت الفترة التالية انتفاضتين شعبيتين للفلسطينيين ضد الاحتلال الإسرائيلي؛ الانتفاضتان الأولى والثانية في عامي 1987 و2000 على التوالي، وعُقب الانتفاضة الفلسطينية الثانية، سحبت إسرائيل قواتها ومواطنيها من قطاع غزة عام 2005، وفرضت مع ذلك حصاراً على غزة، وفي عام 2006، فازت حركة حماس في الانتخابات التشريعية الفلسطينية، تبعه اندلاع صراع عنيف على السلطة بين حماس وفتح في عام 2007 في بلغ ذروته بسيطرة حماس على غزة «بالقوة». ففرضت حكومة مصر وإسرائيل حصاراً مفتوح الأمد وواسع النطاق على قطاع غزة أدى إلى تدمير اقتصادها. وقد شجبت جماعات حقوق الإنسان الدولية الحصار باعتباره شكلاً من أشكال العقاب الجماعي، بينما دافعت إسرائيل عنه باعتباره ضروريًا لمنع دخول الأسلحة والسلع ذات الاستخدام المزدوج إلى المنطقة. ومنذ فرض الحصار، حصلت عمليات عسكرية واسعة من أبرزها الحرب على غزة (2008–2009) والحرب على غزة 2012 والحرب على غزة 2014، وحفرت حماس أنفاقا تحت الجدار الحدودي وشنت هجمات عبر الحدود وأطلقت حماس بانتظام الصواريخ على إسرائيل، بما في ذلك على المناطق المدنية، بينما قامت إسرائيل بحملات من القصف المكثف، فأطلقت كتائب عز الدين القسام -الجناح العسكري لحركة حماس- صواريخ ضمن الاشتباكات الإسرائيلية الفلسطينية 2021 التي عرفت بأحداث الشيخ جراح في القدس، وأخرى كرد على عملية "الفجر الصادق" التي نفذتها إسرائيل على قطاع غزة عام 2022. وتسبب ذلك في دمار للمدنيين من كلا الجانبين، وتزايد عدد القتلى الفلسطينيين. لكن رغم تزايد العنف، وجدت القيادة الإسرائيلية أن هذا الترتيب يمكن التحكم فيه، بالاعتماد على نظام الدفاع الصاروخي القبة الحديدية للدفاع واستخدام الضربات المستهدفة، والتي يطلق عليها مجازاً «جز العشب» (بالإنجليزية: mowing the grass)، لإبقاء حماس «تحت السيطرة»، بهدف تقليل التهديد المسلح إلى حد مقبول.
مذ تلك الإنتخابات عام 2006، لم تقم السلطة الفلسطينية بإجراء انتخابات وطنية منذ سنوات ويرجع ذلك جزئيًا حسب خبراء إلى المخاوف من فوز حماس مرة أخرى. وفقاً للتيارات اليهودية، وجدت استطلاعات الرأي باستمرار أنه على الرغم من أن حكم حركة حماس مثير للجدل بين الفلسطينيين، إلا أن المنظمة يُنظر إليها على أنها القوة العسكرية الوحيدة التي يمكنها الحصول على تنازلات من إسرائيل. كما أشار استطلاع للرأي أجري في مارس 2023 للفلسطينيين في قطاع غزة والضفة الغربية إلى أن الأغلبية تؤيد استخدام «الكفاح المسلح»، وإنشاء «جماعات مسلحة»، والانتفاض ضد إسرائيل.

### المشهد السياسي الإسرائيلي
يعتبر رئيس الوزراء الإسرائيلي بنيامين نتنياهو الزعيم الأطول فترة خدمة في إسرائيل، حيث تولى منصبه ست مرات وهو رقم قياسي. أصبح نتنياهو رئيسًا للوزراء لأول مرة في الانتخابات العامة الإسرائيلية عام 1996. خسر في عام 1999 ولكن بعد عشر سنوات في عام 2009، وافق الكنيست على تعيين نتنياهو رئيسًا للوزراء مرة أخرى، وأُعيد انتخابه في الأعوام 2013، 2015، 2019، و2020. وشكّلت حكومة ائتلافية في عام 2021 بقيادة نفتالي بينيت ويائير لابيد، ولكنها حُلَّت بعد فوز نتنياهو في انتخابات 2022 وأصبح رئيسًا للوزراء مرة أخرى في 29 ديسمبر 2022. وبعد تولي الحكومة اليمينية بقيادة نتنياهو السلطة، كثفت الحكومة بناء المستوطنات في الضفة الغربية التي تحتلها إسرائيل. في عام 2023 حكم نتنياهو الحكومة الأكثر يمينية في تاريخ إسرائيل، مما أدى إلى فوضى سياسية بما في ذلك احتجاجات واسعة النطاق ضد الإصلاحات القضائية الكبرى. وفقًا لاستطلاع أجراه المعهد الإسرائيلي للديمقراطية في فبراير 2023، أيدت هذه التغييرات أقلية فقط من الإسرائيليين. ومع ذلك، صدر في يوليو/تموز 2023 قانون يلغي قدرة المحكمة العليا الإسرائيلية على مراجعة تصرفات الحكومة على أساس المعقولية.
منذ الهجوم الذي شنته حماس، شَكَّلَ نتنياهو حكومة وحدة طوارئ، مع تعليق الإصلاح القضائي وجميع التشريعات والسياسات الأخرى غير الطارئة إلى أجل غير مسمى. وتتألف حكومة الحرب الإسرائيلية التي شكّلت في 11 تشرين الأول/أكتوبر من خمسة مشرعين معارضين من بينهم بيني غانتس، وزير الدفاع السابق ورئيس الأركان العامة السابق.
نظام الحكم الإسرائيلي نظام برلماني، هيمن فيه حزب العمل الإسرائيلي وسلفة السياسي الأساسي حزب ماباي (المحسوبين على الديمقراطية الاجتماعية والعلمانية) على السياسة الإسرائيلية منذ إعلان الدولة عام 1948 وحتى منتصف تسعينيات القرن العشرين (في مقابل حكم أحزاب القومية المحافظة الليكود وسلفة حيروت السنوات بين 1977–1984 و1986–1992)، وهي بزعامة حزب العمل وحكومة إسحاق رابين، التي وقعت بعد الانتفاضة الأولى وسمتها العصيان المدني ورشق الحجارة - على اتفاقيات أوسلو مع الفلسطينيين عام 1993 فيما عُرف بعملية السلام. وتراجعت شعبية ونفوذ هذا الإتجاه السياسي في إسرائيل خلال بداية الألفية الثانية، ويرى البعض ارتباط ذلك بالانتفاضة الثانية 2000-2005، وأن السلطة الوطنية الفلسطينية قد أعلنت فيها الحرب على إسرائيل، كانت التفجيرات الانتحارية الفلسطينية سمة بارزة للقتال واستهدفت بشكل رئيسي المدنيين الإسرائيليين، فنشرت صحيفة نيويورك تايمز مقالاً لباتريك كينجزلي قال فيه "بدأ تراجع [محاولات عملية السلام] في العقد الأول من القرن الحادي والعشرين، عندما فسر العديد من الإسرائيليين موجة من العنف الفلسطيني على أنها رفض للجهود [التي يبذلها الفلسطينيون] لحل الصراع الإسرائيلي الفلسطيني سلميًا". لقد أفقد ذلك مصداقيته الدفعة السابقة [في إسرائيل] من أجل المزيد من السيادة الفلسطينية وعزز... السرد القائل بأن إسرائيل لا تستطيع الاعتماد على الفلسطينيين للتفاوض على سلام دائم."

## الأحداث

### هجوم حماس والفصائل الفلسطينية (7 أكتوبر)

خارطة تظهر توغل قوات الفصائل الفلسطينية بالمستوطنات الإسرائيلية (غلاف غزة) في (7-8 أكتوبر).

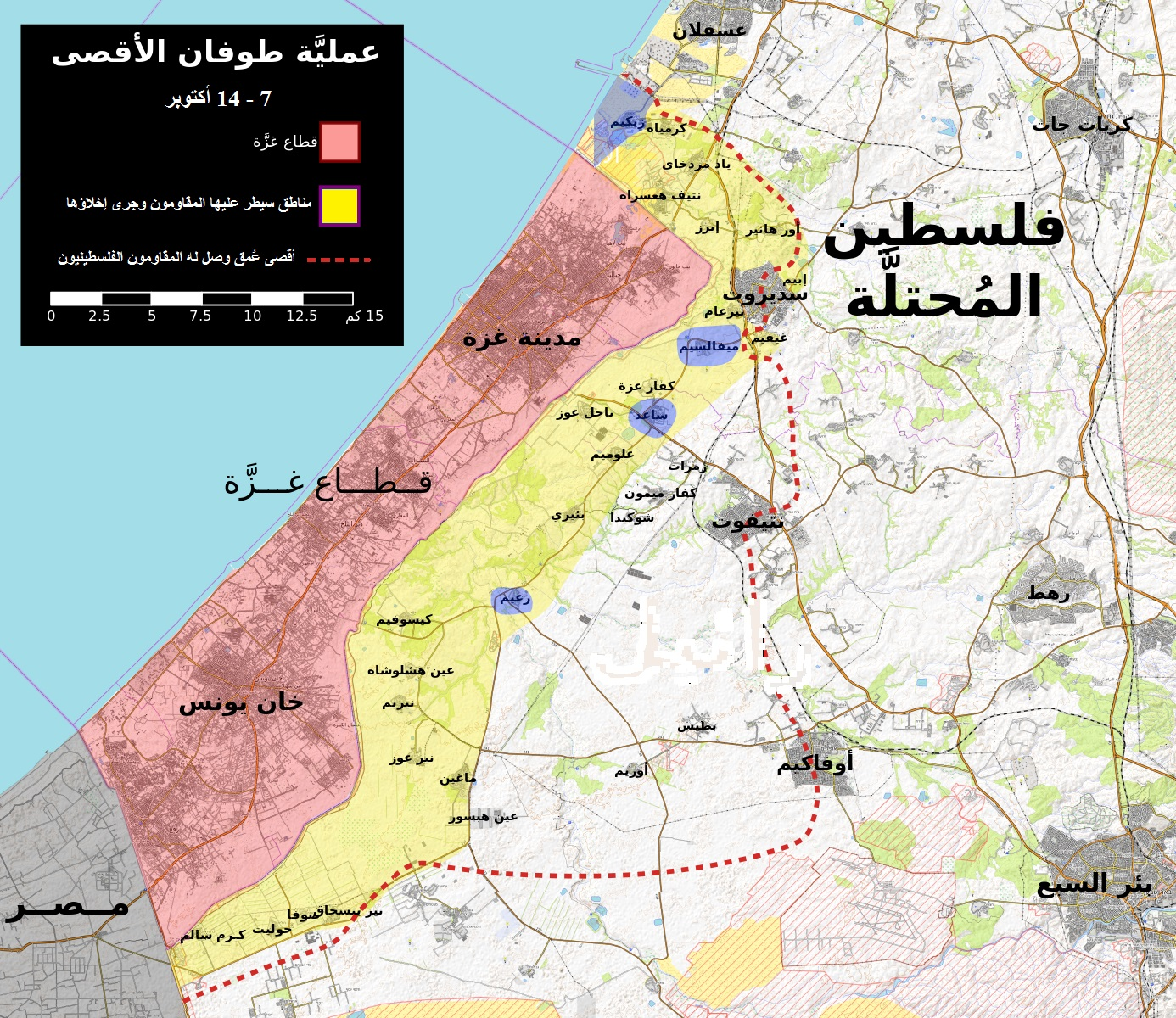
خريطة تُصوِّر المناطق والأراضي التي سيطرت عليها المُقاومة الفلسطينيَّة خلال عمليَّة طوفان الأقصى خلال السابع والثامن من شهر أكتوبر 2023م، وتطور الوضع حتى 14 أكتوبر

بدأت العملية بهجوم مفاجئ خلال الأعياد اليهودية العرش اليهودي سيمحات توراة وشميني أتزريت يوم السبت، والمصادف لبعد يوم واحد من الذكرى الخمسين لبدء حرب السابع من أكتوبر 1973، والتي بدأت أيضًا بهجوم مفاجئ. في حوالي الساعة 6:30 صباحًا بالتوقيت الصيفي الإسرائيلي (UTC+3) في 7 أكتوبر/تشرين الأول 2023، أعلنت حماس بدء ما أسمته «عملية طوفان الأقصى»، وأعلنت أنها أطلقت أكثر من 5000 صاروخ من قطاع غزة إلى إسرائيل في غضون 20 دقيقة، وأفادت مصادر إسرائيلية أنه أُطْلِقَت ما لا يقل عن 3000 قذيفة من غزة. وقُتل ما لا يقل عن خمسة أشخاص جراء الهجمات الصاروخية. وأُبْلِغَ عن انفجارات في المناطق المحيطة بالقطاع وفي مدن سهل شارون بما في ذلك جيديرا، هرتسليا، تل أبيب، وعسقلان. أُطْلِقَت صفارات الإنذار في بئر السبع والقدس ورحوفوت وريشون لتسيون وقاعدة بالماخيم الجوية. في تمام الثامنة صباحًا ألقى القائد العام لكتائب الشهيد عز الدين القسام محمد الضيف بيانًا، وفيه أعلن بدء العمليّة العسكرية مؤكّدًا أنّ الضربة الأولى استهدفت مواقع العدو ومطاراته ومواقعه العسكرية وقد تجاوزت الـ5000 صاروخًا، وشرحَ الضيف في بيانه سبب بدء العمليّة حيث استرسل في الحديث عن «تدنيس الإسرائيليين للمسجد الأقصى وتجرؤهم على مسرى الرسول» مضيفًا أنّ هذه العملية جاءت لوضعِ حدٍ للانتهاكات الإسرائيلية، وشددَ على أنّه بدءًا من يوم السابع من أكتوبر ينتهي التنسيق الأمني مع الاحتلال، وأنّ الشعب الفلسطيني سيستعيد بدءًا من اليوم أيضًا ثورته ويعود لمشروع إقامة الدولة. وطالبَ الضيف باتحاد كل القوى العربية والإسلامية لكنس الاحتلال، كما طالبَ كلّ من يملك بندقيّة بإخراجها فقد آن أوانها كما جاء في بيانه، وختمَ الضيف بمطالبة الجميع مُتابعةَ التوجيهات والتعليمات عبر البيانات العسكرية المتتابِعَة.
استخدمت حماس أساليب مثل الطائرات بدون طيار لتعطيل مراكز المراقبة الإسرائيلية وأظهرت مقاطع فيديو استخدام الطائرات الشراعية للتسلل إلى إسرائيل، والدراجات النارية. أطلق مسلحون فلسطينيون النار على القوارب الإسرائيلية، بينما اندلعت اشتباكات بين الفلسطينيين والجيش الإسرائيلي على طول السياج المحيط بغزة. في المساء، أطلقت حماس وابلًا آخر من 150 صاروخًا باتجاه إسرائيل، مع وقوع انفجارات في يفنه، وجفعتايم، وبات يام، وبيت داغان، وتل أبيب، وريشون لتسيون. وبنفس الوقت، دخل حوالي 3000 من مقاتلي حماس إلى إسرائيل من غزة باستخدام الشاحنات والشاحنات الصغيرة والدراجات النارية والجرافات والزوارق السريعة والطائرات الشراعية. استولوا على نقاط التفتيش في كرم أبو سالم وإيريز، وفتحوا فتحات في السياج الحدودي في خمسة أماكن أخرى. ونفذوا عملية إنزال برمائية في زيكيم حسب ما نشرت كتائب القسّام. أظهرت صور ومقاطع فيديو مسلحين ملثمين يستقلون شاحنات صغيرة ويطلقون النار في سديروت، كما استولى المسلحون على قاعدة عسكرية بالقرب من ناحال عوز، مما أسفر عن مقتل جنديين إسرائيليين على الأقل وأسر ستة آخرين، وقال الجيش الإسرائيلي إنه قتل مهاجمين اثنين على الشاطئ ودمر أربع سفن، من بينها زورقين مطاطيين.[بحاجة لمصدر]
قتل المسلحون المدنيين في نير عوز وبئيري ونتيف هاعسارا وغيرها من المجتمعات الزراعية، حيث أخذوا رهائن وأشعلوا النار في المنازل. قُتل 52 شخصًا في هجوم كفار عزة، و108 في هجوم بئيري و15 في هجوم نتيف هاعسارا. في سديروت، استهدف المسلحون المدنيين وأشعلوا النار في المنازل. في أوفاكيم، تم أخذ الرهائن خلال أعمق توغل لحماس. في بئيري، أخذ مسلحو حماس ما يصل إلى 50 شخصًا رهائن.قُتل ما لا يقل عن 325 شخصًا وأصيب المزيد في مهرجان موسيقي في الهواء الطلق بالقرب من قرية رعيم، واحتجزت حماس ما لا يقل عن 37 من الحضور كرهائن. وفي المجموع، تم احتجاز 251 شخصًا كرهائن خلال الهجمات،
وُصِف هجوم السابع من أكتوبر بأنه "فشل استخباراتي لا يُنسى" و"فشل في الخيال" من جانب الحكومة الإسرائيلية. وعلق تقرير لهيئة الإذاعة البريطانية حول الفشل الاستخباراتي قائلاً: "لا بد أن الأمر قد استلزم مستويات غير عادية من الأمن العملياتي من جانب حماس". وفي وقت لاحق، أفاد مسؤولون إسرائيليون بشكل مجهول لوكالة أكسيوس أن الجيش الإسرائيلي وجهاز الأمن الداخلي قد اكتشفا تحركات غير طبيعية من جانب حماس في اليوم السابق للهجوم، لكنهما قررا انتظار معلومات استخباراتية إضافية قبل رفع مستوى التأهب العسكري. كما لم يُبلغوا الزعماء السياسيين بتقارير الاستخبارات. وذكر مسؤولون استخباراتيون وأمنيون من عدة دول غربية إن حماس بدأت الحرب من أجل خلق حالة حرب «دائمة» وإحياء الاهتمام بالقضية الفلسطينية.

### الحصار والقصف الإسرائيلي
بعد يومين من الهجوم المفاجئ، إدعت إسرائيل ضرب 426 هدفًا لحماس، بما في ذلك تدمير بيت حانون، ومنازل مسؤولي حماس، ومسجدًا، ومركزًا للإنترنت. كما أعلنت إسرائيل إرجاع رهينتين قبل إعلان حالة الحرب للمرة الأولى منذ حرب السادس من أكتوبر عام 1973. استمرَّ التجييش الإسرائيلي على القطاع حيث أعلن وزير الدفاع الإسرائيلي غالانت عن ما أسماهُ حصاراً «شاملاً» على قطاع غزة، وقطع الكهرباء ومنع دخول الغذاء والوقود. بل وصفَ المقاومين والفلسطينيين ممن تُحاربهم إسرائيل بـ «الحيوانات البشريّة». وأثار هذا انتقادات من هيومن رايتس ووتش التي وصفت الأمر بأنه «بغيض» و«دعوة لارتكاب جريمة حرب». واتهمت منظمة هيومن رايتس ووتش إسرائيل باستخدام ذخائر الفسفور الأبيض فوق غزة يومي 10 و11 أكتوبر/تشرين الأول، وقالت أنها تنتهك القانون الدولي. أنكرت إسرائيل هذه الاتهامات.
الغارات الجوية الإسرائيلية، 17 أكتوبر
في 17 أكتوبر، أفاد مسؤولو وزارة الصحة في غزة بأن القصف العنيف للجيش الإسرائيلي أثناء الليل أدى إلى مقتل أكثر من 80 شخصاً، بينهم عائلات أُجْلِيَت من مدينة غزة في الشمال. أدت إحدى الغارات الجوية إلى استشهاد القائد العسكري الكبير في حماس أيمن نوفل. وإستمراراً للمجازر وفي فترة ما بعد الظّهر، ضربت غارة إسرائيلية مدرسّة تابعة للأونروا في مخيم المغازي للاجئين، مما أسفر عن مقتل ستّة أشخاص وإصابة 12 آخرين. وفي مساء نفس اليوم، ارتكبت قوات الاحتلال الإسرائيلي مجزرةً داميةً بقطاع غزة عبر قصف ساحة مستشفى الأهلي المعمداني والتي استشهدَ على إثرها حسب ما أعلنت وزارة الصحة الفلسطينية أكثر من 500 ضحيةً، معظمهم من النساء والأطفال.

### إخلاء شمال غزة

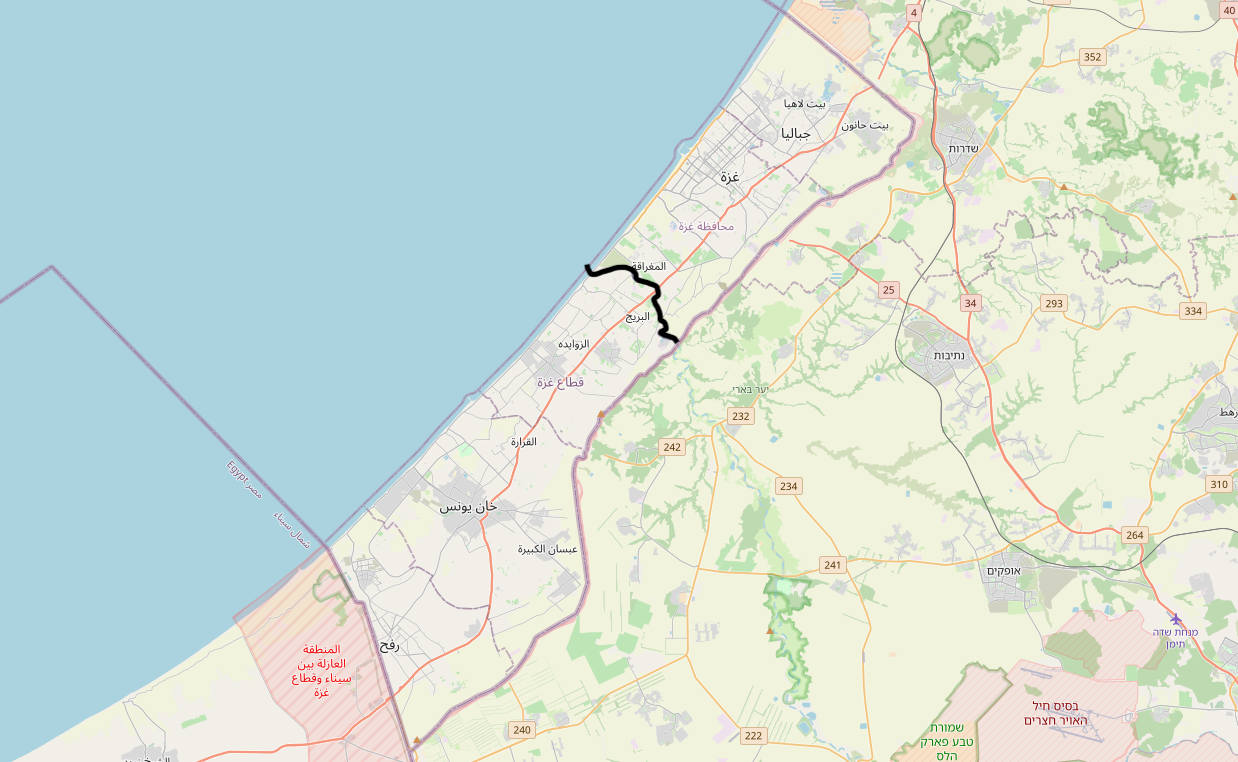
الخط الأسود يمثل الحدود التي وضعها جيش الاحتلال الإسرائيلي في وادي غزة لإخلاء شمال قطاع غزة

وبعد مرور ما يقرب من أسبوع على الهجوم الأولي على إسرائيل، في الثالث عشر من أكتوبر/تشرين الأول، دعا الجيش الإسرائيلي إلى إخلاء جميع المدنيين في مدينة غزة إلى المنطقة الواقعة جنوب وادي غزة. وأعطى جميع الفلسطينيين في تلك المنطقة، بما في ذلك أولئك الموجودون في مدينة غزة مهلة 24 ساعة للإخلاء إلى الجنوب، وردت هيئة شؤون اللاجئين التابعة لحماس بإخبار السكان في شمال غزة «بالبقاء صامدين في منازلهم والوقوف بثبات في وجه هذه الحرب النفسية المثيرة للاشمئزاز التي يشنها الاحتلال». ووُجِه البيان الإسرائيلي بردود فعل عنيفة على نطاق واسع؛ حيث أدانت العديد من الوكالات، مثل أطباء بلا حدود، ومنظمة الصحة العالمية، ومكتب المفوض السامي للأمم المتحدة لحقوق الإنسان، من بين آخرين، الأمر ووصفته بأنه «شائن» و«مستحيل» بينما دعت إلى التراجع الفوري عن الأمر.

### الاجتياح البري الإسرائيلي لقطاع غزة (27 أكتوبر حتى الهدنة)

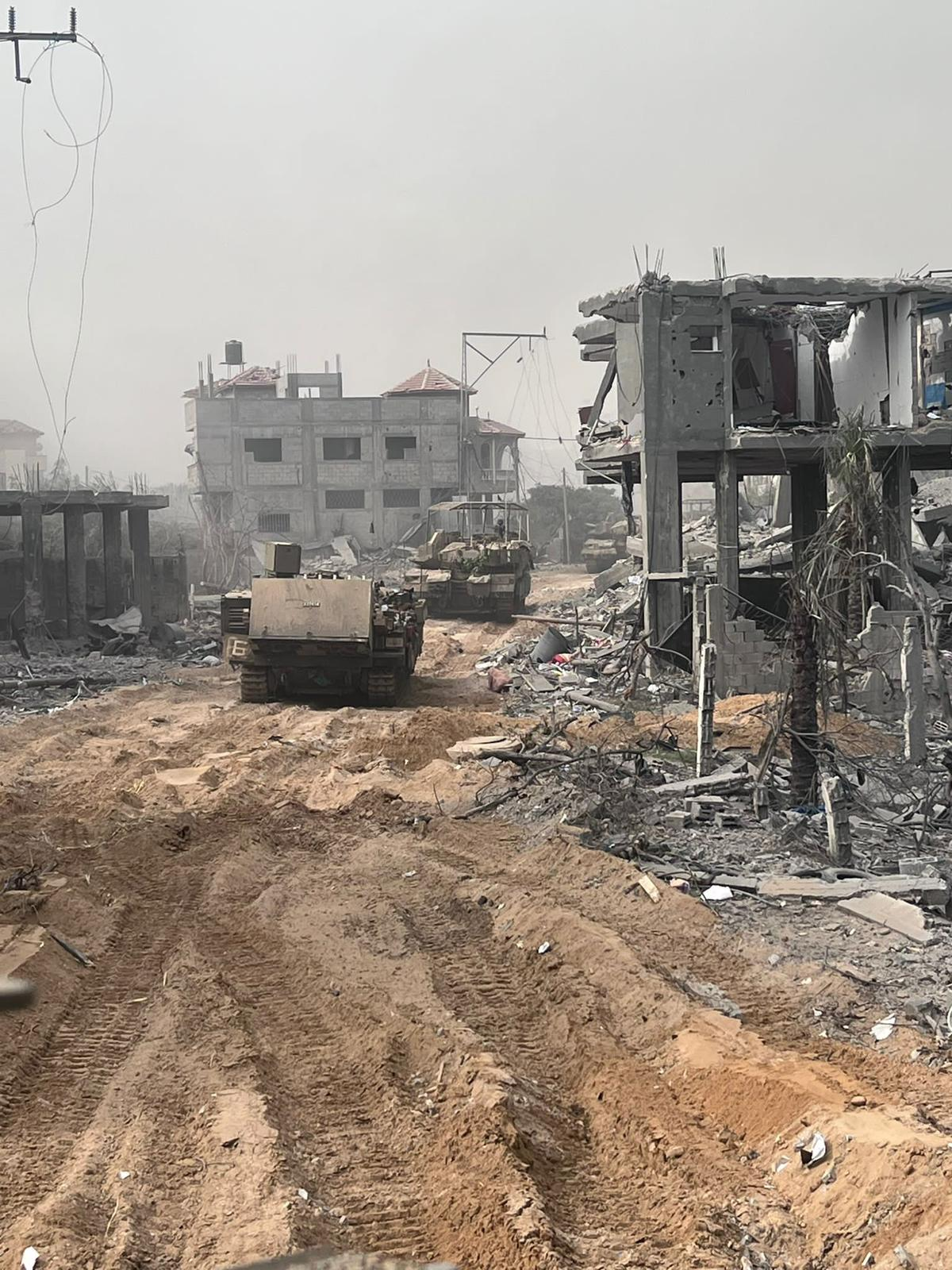
القوات الإسرائيلية وسط مباني مدمرة في مدينة غزة (31 أكتوبر).

في 27 أكتوبر، شن جيش الإحتلال الإسرائيلي توغلًا بريًا واسع النطاق ومتعدد المحاور في أجزاء من شمال غزة، وكان الجيش يحشد قوة تضم أكثر من 100,000 جندي في مدن عسقلان وسديروت وكريات جات. ووردت أنباء عن وقوع اشتباكات بين حماس والقوات الإسرائيلية بالقرب من بيت حانون والبريج. استهدفت الغارات الجوية الإسرائيلية المنطقة المحيطة بمستشفى القدس.

### فترة هدنة (24 نوفمبر -1 ديسمبر 2023)
تم الإعلان عن إتفاقٍ لوقف إطلاق النار بين حركة حماس وإسرائيل بوساطة قطريّة - مصرية بدأ في 24 نوفمبر بالسابعة صباحاً تم فيه الإفراج عن بعض الأسرى لدى الحركة مقابل الإفراج عن عدد قليل من الأسرى الفلسطينيين لدى إسرائيل، وخلال الهدنة وفي الساعات الأولى من وقف إطلاق النار، أفادت وزارة الصحة بغزة أن جيش الاحتلال فتح النار على الفلسطينيين العائدين إلى مدينة غزة، فقُتل اثنان.

### عودة المعارك وإستئناف القصف الإسرائيلي (1 ديسمبر - الآن)
ومع انتهاء الهدنة في 1 ديسمبر، ما هي إلا ساعات حتى قام الطيران الإسرائيلي بشنِ غاراتٍ جوية على مناطق متفرقة من قطاع غزة وقالت وزارة الصحة بغزة أن أكثر من 178 شهيداً و589 جريحاً سقطوا نتيجة الغارات بنفس اليوم.
وفي 8 و9 ديسمبر/كانون الأول، نشر الجيش الإسرائيلي لقطات لما قال إنه جنوده وهم يشتبكون مع مقاتلين بالقرب من مدرستين في الشجاعية وداخلهما. وزعم اكتشاف المقاتلون أيضًا نفقًا يؤدي من إحدى المدارس إلى مسجد قريب. كما نشر لقطات لما زعم أنها لأسلحة قال أنه عثر عليها في حرم جامعة الأزهر، بالإضافة لممر نفق يؤدي إلى مدرسة على بعد كيلومتر واحد مبررًا تدميره لمباني الجامعة بغزة. قال الجيش الإسرائيلي إنه منذ أن خصص منطقة إنها إنسانية للمدنيين في قطاع غزة وفي يوم 18 أكتوبر/تشرين الأول، تم إطلاق 116 صاروخا من هناك باتجاه إسرائيل، منها 38 سقط داخل غزة. وفي 9 ديسمبر/كانون الأول أعلن البنتاغون أن إدارة بايدن في جهودها للدعم الكامل واللا محدود لإسرائيل سمحت ببيع حوالي 14 ألف طلقة من ذخيرة الدبابات لإسرائيل دون الحصول على إذن من الكونغرس باستخدام قوة الطوارئ.
في 15 ديسمبر، أصدر الجيش الإسرائيلي بيانًا أعلن فيه أنه قتل ثلاثة من الرهائن الإسرائيليين بنيران صديقة. حيث إدعى أنهم «حددوا بالخطأً ثلاثة رهائن إسرائيليين على أنهم يشكلون تهديداً» خلال العمليات في الشجاعية ثم أطلقوا النار عليهم، مما أدى إلى مقتلهم. وذكر مسؤول عسكري إسرائيلي في 16 ديسمبر/كانون الأول، أن الرهائن الثلاثة كانوا بلا قمصان ويحملون «عصا عليها قطعة قماش بيضاء» عندما أعلن جندي إسرائيلي أنهم «إرهابيون» وبعد أن شعر «بالتهديد»، أَطْلَقَ النار فقتل رهينتين وأصاب الثالث الذي قتلته التعزيزات الإسرائيلية.

### الانسحاب من شمال غزة (يناير-فبراير 2024)

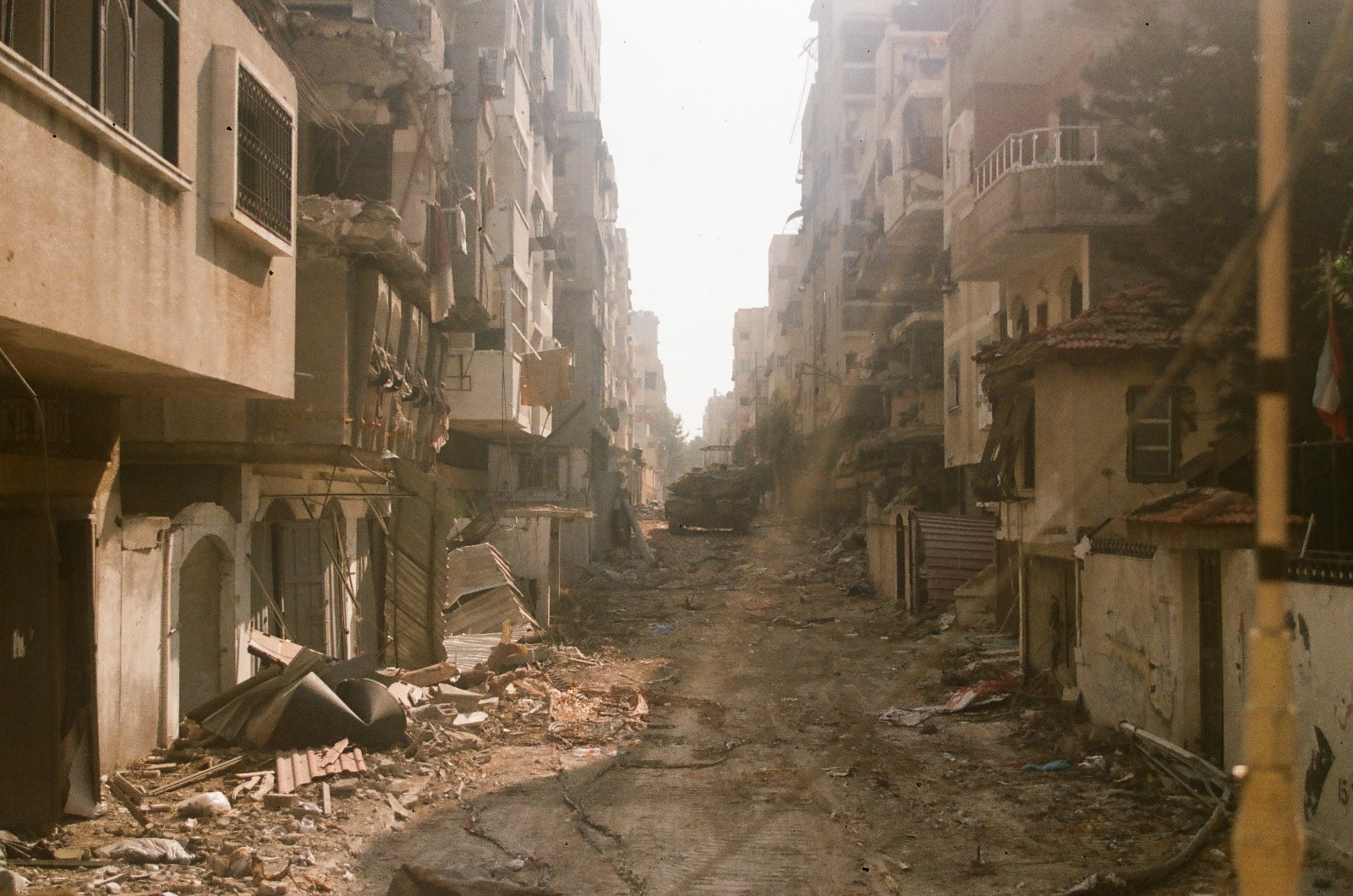
دبابة ميركافا إسرائيلية في أحد شوارع غزة، 4 يناير 2024

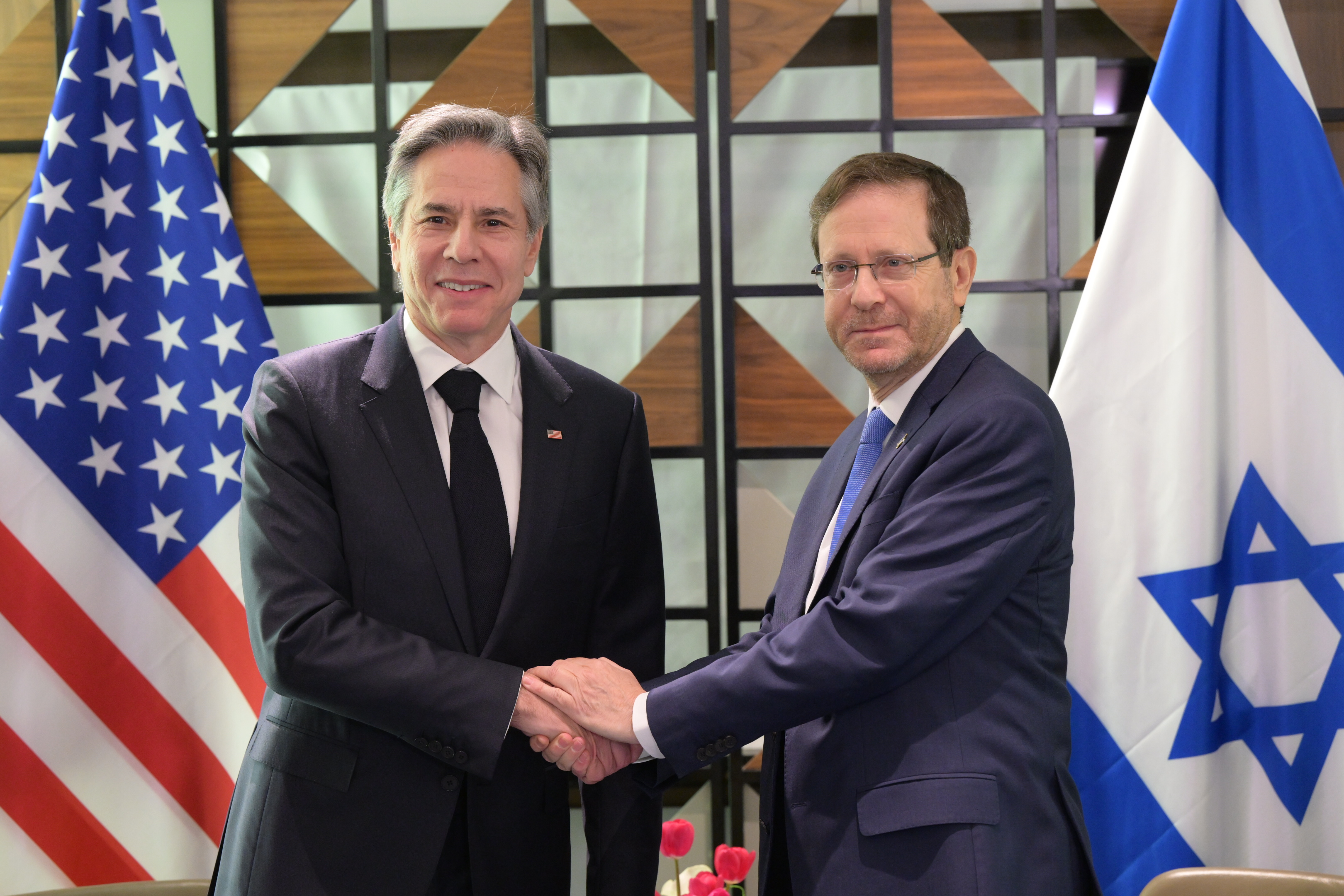
وزير الخارجية الأمريكي أنتوني بلينكن والرئيس الإسرائيلي إسحاق هرتسوغ في تل أبيب، إسرائيل، 9 يناير 2024

في 1 يناير 2024، انسحبت إسرائيل من أحياء شمال غزة. وفي 7 يناير، نفذ الجيش الإسرائيلي ضربة صاروخية مستهدفة على سيارة تقل صحفيي شبكة الجزيرة حمزة الدحدوح ومصطفى ثريا؛ مما أدى إلى استشهادهما وسائقهما.
انخفضت الهجمات الصاروخية على المدن الإسرائيلية من قبل حماس خلال هذه الفترة مع الهجمات في ليلة رأس السنة الجديدة و 29 يناير 2024.
وفي 2 يناير /كانون الثاني أغتيل القيادي بحركة حماس ونائب رئيس المكتب السياسي للحركة صالح العاروري، إثر غارة جوية إسرائيلية استهدفت مكتبًا لحركة حماس في المشرفية بضاحية بيروت الجنوبية، أسفرت عن مقتله مع اثنين من قادة القسام وأربعة عناصر من الحركة كانوا في نفس المكان، إضافة لجرح 10 من السكَّان والمارَّة في المِنطقة.
وفي 8 يناير، أطلقت دبابة إسرائيلية النار على منشأة أطباء بلا حدود التي تضم 100 عامل إغاثة وعائلاتهم، مما أسفر عن استشهاد فتاة تبلغ من العمر 5 سنوات. في 15 يناير، قال وزير الدفاع الإسرائيلي يوآف غالانت إن القتال الأكثر كثافة في شمال قطاع غزة قد انتهى، وأن مرحلة جديدة من القتال منخفض الكثافة على وشك أن تبدأ. في 13 يناير، أطلقت دبابة إسرائيلية النار على قافلة من عمال إصلاح شركة الاتصالات الفلسطينية "بالتل" عائدين إلى رفح من المكاتب المركزية لشركة بالتل في خان يونس. قُتل اثنان، على الرغم من الموافقة مسبقًا على العمل الذي أكملوه والطريق الذي سلكوه من قبل وحدة تنسيق أعمال الحكومة في المناطق.
وبحلول الثامن عشر من يناير/كانون الثاني، أعلن الجيش الإسرائيلي أن حماس بدأت في إعادة بناء جيوشها في الأجزاء المحتلة سابقاً من شمال غزة وأن قوتها القتالية استعادت قوتها بشكل كبير، وكان الجيش الإسرائيلي قد زعم في وقت سابق بأن سيطرة حماس على شمال غزة "تفككت" دون تقديم أي دليل. وضربت غارة جوية إسرائيلية مجمعاً سكنياً يضم عمال إغاثة تابعين للجنة الإنقاذ الدولية والمساعدات الطبية للفلسطينيين في المواصي، وبسبب تدمير المجمع، اضطر ستة من العاملين الطبيين في الخطوط الأمامية إلى ترك مواقعهم، واضطر جراحو لجنة الإنقاذ الدولية والمساعدات الطبية للفلسطينيين إلى تعليق عملهم في مجمع ناصر الطبي.
وفي 15 يناير/ كانون الثاني قام الجيش الإسرائيلي بسحب الفرقة 36 التي تضم عدداً من الأولوية من غزة.
وفي 22 يناير، قُتل 24 جنديًا من الجيش الإسرائيلي في اليوم الأكثر دموية بالنسبة له منذ بدء الغزو البري. حيث قتل 21 شخصًا في حادثة واحدة أطلق فيها مسلحون من كتائب القسام قذائف «آر بي جي» على دبابةٍ وعلى مباني مجاورة بعد أن أجهزها الجنود الألغام المتفجرة ما أدى لسقوطها عليهم. بينما قتل 3 جنود آخرون بالمعارك في خان يونس.
في 29 يناير، قتلت القوات الإسرائيلية هند رجب وستة من أفراد أسرتها عندما أصابت دبابة إسرائيلية ونيران مدفع رشاش السيارة التي كانوا يقودونها. وفي وقت لاحق، قتلت القوات الإسرائيلية اثنين من عمال الإنقاذ الذين حاولوا استعادة رجب من سيارة عائلتها. ونشر الهلال الأحمر الفلسطيني التسجيل الصوتي للمكالمة الهاتفية التي أجرتها رجب مع عمال الإنقاذ، مما تسبب في غضب دولي بسبب مقتلها. في 31 يناير، قصفت القوات الإسرائيلية مكاتب وكالة التنمية البلجيكية إنابل، مما أدى إلى تدمير المبنى بالكامل، بعد أن أعلنت بلجيكا في وقت سابق من ذلك اليوم أنها لن تعلق تمويل الأونروا، وردًا على ذلك استدعى مسؤولون بلجيكيون سفير إسرائيل.

### الإستعدادات للهجوم على رفح (فبراير-مارس 2024)
خلال الفترة من فبراير إلى أوائل مايو 2024، أصبحت الاستعدادات الإسرائيلية لغزو رفح قضية مهيمنة في الخطاب العام للمسؤولين الإسرائيليين. وفي 12 فبراير، بدأت إسرائيل حملة قصف عنيف على رفح ما أدى لاستشهاد أكثر من 100 فلسطيني. في 5 فبراير، قصفت الزوارق الحربية الإسرائيلية قافلة تحمل علامات واضحة للأونروا، مما أجبر الأونروا على تعليق عملياتها لمدة 3 أسابيع تقريبًا، مما أثر على 200000 شخص. في 15 فبراير، ذكرت صحيفة وول ستريت جورنال وصحيفة نيويورك تايمز أن مصر تبني مخيمًا للاجئين لأكثر من 100000 شخص جنوب رفح، محاطًا بجدران خرسانية بارتفاع خمسة أمتار. نفى محمد عبد الفضيل شوشة، محافظ شمال سيناء، هذه الشائعات في بيان نشرته العربية. في 20 فبراير، قُتل اثنان من أفراد أسرة أحد موظفي أطباء بلا حدود عندما قصفت إسرائيل ملجأ يحمل علامات واضحة لأطباء بلا حدود.
وفي 29 فبراير/شباط، وقعت مجزرة أستشهد فيها أكثر من 112 فلسطيني وأصيب 760 آخرين بعد أن فتحت القوات الإسرائيلية النار على الفلسطينيين الذين كانوا ينتظرون الحصول على المساعدات الغذائية في دوار النابلسي في شارع جنوب غربي مدينة غزة. ووصف الناجون الأمر بأنه كمين، وذكروا أن القوات الإسرائيلية فتحت النار عندما اقترب الناس من شاحنات المساعدات، مما أدى إلى اندفاعهم بعيدًا عن إطلاق النار مما أضاف إلى حصيلة الشهداء. في الأول من مارس، أعلنت الولايات المتحدة أنها ستبدأ عملية إسقاط مساعدات غذائية جواً على غزة، ووصف بعض الخبراء عمليات الإنزال الجوي بأنها تمثيلية وقالوا إنها لن تخفف من حدة الوضع الغذائي وخلال خطابه عن حالة الاتحاد، أعلن بايدن عن مبادرة جديدة لتوفير الغذاء والأدوية إلى غزة عن طريق البحر، وإنشاء ميناء مؤقت على ساحل غزة لتمكين تسليم المساعدات.
بحلول السادس من مارس، كانت إسرائيل قد أكملت شق طريق جديد في غزة يمتد من الشرق إلى الغرب. وأفاد الجيش الإسرائيلي أن الطريق كان "طريقًا لوجستيًا نشطًا، ويتم صيانته باستمرار". وكان من المفترض استخدامه لتعبئة القوات والإمدادات، وربط مواقع القوات الإسرائيلية والدفاع عنها في شارعي الرشيد وصلاح الدين، ومنع الناس في جنوب قطاع غزة من العودة إلى الشمال. في التاسع من مارس، قُتل موظف في أنيرا وابنه البالغ من العمر ست سنوات إلى جانب العديد من الجيران عندما أصيب منزلهم بغارة جوية.

#### اقتحام وحصار مستشفى الشفاء للمرة الثانية والانسحاب من جنوب غزة (مارس - أبريل 2024)
وفي 18 مارس/آذار فجرًا اقتحمت القوات الإسرائيلية مجمع الشفاء الطبي بحي الرمال في مدينة غزة والذي يضم آلاف المرضى والنازحين وعشرات من أفراد الطواقم الطبية المحاصرون داخله مرة أخرى بعد أن إقتحمه الجيش الإسرائيلي في نوفمبر/تشرين الثاني الماضي، وسط إطلاق نار كثيف وغارات جوية من الطائرات المسيرة الإسرائيلية ما أدى لإستشهاد وإصابة العشرات. وإدعى جيش الإحتلال الإسرائيلي أنه قتل «أكثر من 140 مسلحًا فلسطينياً وقالت مجلة تايم إنه "لم يقدم أي دليل على أن جميعهم من المسلحين، وأعلن مقتل جندي من لواء ناحال في المعارك حول المجمع. وإعتقل المئات وقال المكتب الإعلامي الحكومي بغزة أن جيش الإحتلال الإسرائيلي نفذ إعدامات في العشرات خارج المستشفى. وأفاد أن القوات الإسرائيلية قتلت 400 فلسطيني حول المستشفى، وجعلت المنشأة الطبية خارج الخدمة، وكان من بين القتلى العميد فائق المبحوح رئيس العمليات في شرطة غزة، الذي إدعى الجيش الإسرائيلي أنه رئيس العمليات في جهاز الأمن الداخلي التابع لحركة حماس، وأدانت حماس قتله وقالت إن إغتياله جاء بعد جهوده والأجهزة الأمنية لضبط حالة الأمن وأكّدت أنّه كان أيضاً مسؤول عن تأمين وصول المساعدات الإغاثية إلى محافظتي غزة والشمال وأن إغتياله هي عملية إرهابية هدفها نشر الفوضى. وأكدت عدة وكالات أنباء أن الجيش الإسرائيلي اعتدى على مراسل الجزيرة العربية إسماعيل الغول واحتجزه وأكثر من 80 شخصًا آخر بينهم طاقم طبي وصحفيين آخرين، وصادر ودمر معدات إعلامية. أطلق الجيش الإسرائيلي سراح الغول في اليوم التالي بعد 12 ساعة من إعتقاله، وقال إسماعيل الغول أنه أثناء الإقتحام قامت القوات الإسرائيلية بتجريد الصحفيين من ملابسهم وكبلتهم وأجبرتهم على الاستلقاء على بطونهم، معصوبي الأعين. وأظهرت صور المستشفى بعد الانسحاب الإسرائيلي "جدرانها متفجرة وإطارها مسودًا" بالنيران. وعُثر على مئات الجثث في أرض المستشفى، ووصف شهود فلسطينيون المجازر وفقًا لتقرير الهندسة المعمارية الجنائية، قامت القوات الإسرائيلية بتدنيس مقابر مؤقتة داخل مجمع المستشفى ودفن الفلسطينيين الذين قتلوا خلال الغزو الثاني في مقابر جماعية باستخدام جرافات عسكرية.
في 10 مارس، وردت أنباء عن مقتل نائب القائد العسكري لحماس مروان عيسى، في غارة جوية. وفي 23 مارس، قُتل 19 فلسطينيًا على يد الجيش الإسرائيلي أثناء انتظارهم مساعدات إنسانية في دوار الكويت في مدينة غزة. وفي 25 مارس 2024، أصدر مجلس الأمن التابع للأمم المتحدة قراراً يدعو إلى وقف فوري لإطلاق النار في قطاع غزة، يستمر حتى نهاية شهر رمضان. بينما امتنع مندوب الولايات المتحدة عن التصويت، وصوت جميع المندوبين الآخرين بمجلس الأمن لصالح القرار. وظلت أنشطة الجيش الإسرائيلي في قطاع غزة دون تغيير بعد اعتماد القرار. وفي 28 مارس/آذار، أطلق الجيش الإسرائيلي النار على رجلين مدنيين فلسطينيين فقتلهما بالقرب من شارع الرشيد في وسط غزة قبل أن يدفن جثتيهما في الرمال بواسطة جرافة، مدعياً في بيان أنه أطلق النار عليهم لأنهم إقتربا من ما أسماها منطقة عمليات. ودعا مجلس العلاقات الأمريكية الإسلامية إلى إجراء تحقيق من جانب الأمم المتحدة في "جريمة الحرب الشنيعة".

سيارة المطبخ المركزي العالمي بعد غارة الجيش الإسرائيلي، أبريل 2024

وفي 1 أبريل /نيسان، قُتل سبعة من عمال الإغاثة من جمعية «المطبخ المركزي العالمي» الخيرية، بما فيهم مواطنون بريطانيون وبولنديون وأستراليون وأيرلنديون وفلسطينيون، في غارة جوية إسرائيلية جنوب دير البلح. وقالت المنظمة إن سيارات فريقها كانت تفرغ شحنات أطنان من المساعدات أتت من عبر الطريق البحري وأن الجيش الإسرائيلي تعمد قصف سياراتهم وأنه كان يعلم بمكانها. وبعد الغارة أعلنت عدة وكالات ومنظمات اغاثة بما فيها المطبخ العالمي ومنظمة أنيرا ومشروع الأمل وقف عملياتها في غزة. لم يتم توزيع 240 طنًا من المساعدات من منظمة مطبخ العالم المركزي بسبب انسحابها. في الرابع من أبريل، فتحت إسرائيل معبر إيريز للمرة الأولى منذ 7 أكتوبر/تشرين الأول بعد ضغوط أمريكية. وقال مكتب رئيس الوزراء بنيامين نتنياهو أن المعبر سيفتح مؤقتًا.
في 7 أبريل، انسحبت إسرائيل من جنوب قطاع غزة، ولم يتبق سوى لواء واحد في ممر نتساريم في الشمال. بدأ الفلسطينيون النازحون من تلك المدينة في العودة من جنوب قطاع غزة. خططت إسرائيل لبدء هجومها البري في رفح في منتصف أبريل تقريبًا، لكنها أرجأت ذلك للنظر في ردها على الضربات الإيرانية على إسرائيل. في 25 أبريل، كثفت إسرائيل ضرباتها على رفح قبل الغزو المهدد.
وفي 1 أبريل 2024، شن الطيران الإسرائيلي غارةً على المبنى الملحق للقنصلية الإيرانية في دمشق في سوريا، مما أسفر عن مقتل 14 شخصًا، من بينهم القائد الكبير في فيلق القدس التابع للحرس الثوري الإسلامي الإيراني العميد محمد رضا زاهدي وسبعة ضباط آخرين في الحرس الثوري. فيما أدانت إيران الهجوم وتوعد المرشد الأعلى علي خامنئي بالرد. كما تقدمت إيران بطلبٍ إلى مجلس الأمن التابع للأمم المتحدة تطلب عقد اجتماع للبحث في الهجوم ورسالة تقول فيها إنها «تحتفظ بحقها المشروع والأصيل في الرد بشكل حاسم».
وفي 6 أبريل/ نيسان وقع كمينٌ محكم عندما استهدف مقاتلون من كتائب القسام في حماس جنودًا في الجيش الإسرائيلي في منطقة الزنة شرقي خان يونس ما أسفر عن مقتل أربعة منهم بينهم ضابط وبحادث متصل، أطلقت مجموعة أُخرى من المهاجمين قذيفة آر بي جي على إحدى الدبابات الإسرائيلية القريبة من الموقع وقالت كتائب القسام أنها قتلت بالمجموع 14 جندياً إسرائيلياً بكافة العمليات بهذا اليوم.
وأعلن الجيش الإسرائيلي انسحابه من خان يونس بما فيها الفرقة 98 بجميع ألويتها مع بقاء لواء واحد فقط (لواء ناحال) في ممر نتساريم الذي أنشئه في الشمال.
وفي 26 أبريل/نيسان، أعلن الجيش الإسرائيلي سحب لواء ناحال من قطاع غزة وقال إنه سيتم استبدال اللواء المنسحب بلوائي احتياط آخرين.
وفي 5 مايو 2024، أعلنت كتائب القسام أنها استهداف تحشدات للقوات الإسرائيلية في موقع عسكري ومحيطه قرب معبر كرم أبو سالم الحدودي بصواريخ من طراز «رجوم»، وأعلن الجيش الإسرائيلي مقتل 4 جنود وإصابة 14 آخرين نتيجة القصف ووصفت مصادر إسرائيلية الحدث بـ«الخطير».

### هجوم رفح
الوسط: لواء جفعاتي شرق رفح
في 6 مايو، وافقت حماس على المقترح المصري القطري لوقف إطلاق النار. وشمل الاتفاق وقف إطلاق النار لمدة 6 أسابيع وتبادل الأسرى، وأمر الجيش الاسرائيلي النازحين في شرق رفح بالذهاب لمنطقة المواصي غرب خان يونس، ما أثر على أكثر من 100,000 شخص وأدى لانتقال الآلاف من المنطقة. ومع ذلك، رفضت إسرائيل هذه الصفقة. وقالت إنها وجدت الشروط غير مقبولة، لكنها ستواصل التفاوض أثناء تنفيذ العملية العسكرية على رفح "لممارسة الضغط العسكري على حماس". وصرح بنيامين نتنياهو أن الشروط التي قبلها مفاوضو حماس كانت «بعيدة عن المتطلبات الأساسية لإسرائيل». وشنت إسرائيل سلسلة غارات جوية عنيفة على رفح أدت لإستشهاد وإصابة العشرات، مع تصويت مجلس الوزراء الحربي الإسرائيلي على اجتياح رفح. وفي نفس اليوم، وفي توغل محدود دخل الجيش الإسرائيلي إلى ضواحي من رفح واقترب من معبر رفح والحدود المصرية. وفي 7 مايو، إقتحم الجيش الإسرائيلي وسيطر على الجانب الفلسطيني من معبر رفح الحدودي على الحدود مع مصر. وأدانت وزارة الداخلية بغزة وقالت «أن هذا الاقتحام أدى إلى وقف حركة سفر المواطنين ومنع دخول شاحنات المساعدات إلى قطاع غزة» وقال المكتب الإعلامي الحكومي بغزة أن «الإحتلال الإسرائيلي يتعمّد تأزيم الوضع الإنساني بإيقاف إدخال المساعدات وإغلاق معبري رفح وكرم أبو سالم». ذكرت صحيفة هآرتس أنه مع استمرار المحادثات، تعهدت إسرائيل لمصر والولايات المتحدة بأنها ستقتصر القتال على معبر رفح وتنقل السيطرة على المنطقة إلى شركة أمنية أمريكية. ومع ذلك، نفت وزارة الخارجية والبيت الأبيض أي علم بهذا الالتزام. في الأسبوع السابق، أوقفت الولايات المتحدة شحنة قنابل إلى إسرائيل بسبب مخاوف بشأن الهجوم. وفي 11 مايو، أمر الجيش الإسرائيلي المزيد من السكان بإخلاء رفح الشرقية والوسطى،
وفي 24 مايو 2024، أمرت محكمة العدل الدولية بوقف إسرائيل هجومها العسكري أو أي أعمال أخرى «على الفور» في رفح وبفتح معبر رفح الحدودي لدخول المساعدات الإنسانية للقطاع. وقالت الأمم المتحدة أنه لم يدخل لقطاع غزة سوى 906 شاحنة مساعدات منذ بدء عملية الجيش الإسرائيلي في رفح.
وفي 26 مايو 2024، أطلقت كتائب القسام وابلًا من الصواريخ باتجاه تل أبيب وسط إسرائيل للمرة الأولى منذ شهور. وشن الجيش الإسرائيلي قصفًا على مخيمٍ للنازحين في رفح ما أدى لإستشهاد 45 شخصًا وإصابة العشرات. وبعد القصف إندلعت اشتباكات بين جنود مصريين وإسرائيليين على الحدود مع غزة أدت لإستشهاد جنديين مصريين حسب الجيش المصري. وعلى الرغم من الغضب والإدانة العالمية ودعوات المسؤولين الحكوميين من جميع أنحاء العالم لوقف هجوم رفح، وبعد أقل من 48 ساعة من مجزرة الخيام بتل السلطان برفح، في 28 مايو قصف الطيران الإسرائيلي مخيم المواصي للاجئين، وهو منطقة حددها الجيش الإسرائيلي منطقة إخلاء مدنية أخرى، مما أدى إلى إستشهاد ما لا يقل عن 21 شخصاً، ثلاثة عشر منهم من النساء والأطفال. وعلى الرغم من ذلك نفى الجيش الإسرائيلي تورطه في الهجوم. وفي 31 مايو، أعلنت الولايات المتحدة إطار وقف إطلاق النار لإنهاء الحرب.

### استمرار العمليات في مختلف أنحاء غزة (يونيو 2024 - حتى الآن)
وفي 6 يونيو/حزيران، شنت إسرائيل مجزرة حين قصفت مدرسة تديرها الأمم المتحدة لإيواء النازحين في مخيم النصيرات للاجئين وسط قطاع غزة، ما أسفر عن سقوط ما بين 35 و45 شهيدًا منهم 14 طفلاً و9 نساء وعشرات الجرحى. وإدعت إسرائيل أنها قصفت مجمع لحماس في المدرسة، ووجدت التحليلات أنه تم استخدام ذخائر وأجزاء أمريكية الصنع في الهجوم. وفي 8 يونيو/ حزيران وبعد يومين من مجزرة النصيرات، شنت إسرائيل هجومًا داميًا على مخيم النصيرات للاجئين قالت فيها أنها أنقذت أربع رهائن، وكانت هذه عملية مشتركة بين الجيش الإسرائيلي والشباك ويمام. وكما قتل خلال العملية ضابط إسرائيلي في اليمام. وأدى الهجوم إلى إستشهاد 274 فلسطينيا، من بينهم 64 طفلا و57 امرأة حيث أغلبهم من النساء والأطفال وإصابة أكثر من 698 آخرين. وذكر شهود عيان أن مباني سكنية دمرت بالكامل. وصف رئيس السلطة الفلسطينية محمود عباس العملية بأنها «مذبحة». فيما أدانت حركة حماس المجرة وقالت أنها ما زالت تحتفظ بالعدد الأكبر من الأسرى وأنها قادرة على زيادة عددهم، وقالت أن إسرائيل قتلت بعض الرهائن خلال العملية. وفي 20 يونيو/حزيران، قال المتحدث باسم الجيش الإسرائيلي دانييل هاجاري، إن «حماس فكرة... متجذرة في قلوب الناس ـ وأي شخص يعتقد أننا قادرون على القضاء على حماس فهو مخطئ». وفي 21 يونيو/حزيران، استشهد 45 فلسطينياً في هجمات إسرائيلية على رفح ووسط غزة، حيث استشهد 22 شخصاً وجرح 45 آخرين في قصف بالقرب من مكتب ومستشفى الصليب الأحمر الميداني في مواصي خانيونس الذي تحيط به خيام اللاجئين. وفي 22 يونيو/حزيران، قُتل 50 فلسطينيًا في غارات إسرائيلية على مدينة غزة، حيث استشهد 24 شخصًا في مخيم الشاطئ و17 في حي التفاح، و7 في حي الزيتون بمدينة غزة. وفي 23 يونيو/حزيران، قال رئيس الوزراء الإسرائيلي بنيامين نتنياهو إن «المرحلة الأكثر شدة من القتال ضد حماس في غزة تقترب من نهايتها، مما يسمح لبعض القوات بالانتقال إلى الحدود اللبنانية، حيث تصاعدت عمليات تبادل إطلاق النار مع حزب الله». كما صرح بأنه «منفتح على اتفاق جزئي مع حماس لإعادة بعض الرهائن، لكن الحرب ستستمر بعد فترة توقف من أجل القضاء على حماس»، وقالت حماس إن أي اتفاق يجب أن يتضمن وقف إطلاق نار دائم وانسحاب القوات الإسرائيلية من غزة، وأن موقف نتنياهو يؤكد رفضه لاتفاق وقف إطلاق النار الذي طرحته الولايات المتحدة وقرار مجلس الأمن التابع للأمم المتحدة الأخير. وفي 27 يونيو، أعادت القوات الإسرائيلية غزو حي الشجاعية. وفقًا لموقع Middleميدل إيست مونيتور وموقع ريليف ويب، هاجمت إسرائيل في الفترة من 4 يوليو إلى 10 أغسطس 21 مدرسة في غزة، مما أسفر عن استشهاد 274 شخصًا. وفي 6 يوليو/تموز، أسفرت غارة إسرائيلية على مدرسة تديرها الأونروا في النصيرات عن مقتل 16 شخصًا على الأقل. في 9 يوليو، وبعد أيام من المجازر استشهد ما لا يقل عن 31 شخصًا وجُرح 53 في غارة إسرائيلية على خيام تأوي نازحين بجوار مدرسة العودة التي تديرها الأونروا في عبسان الكبيرة شرقي خان يونس، واستُخدمت ذخائر أمريكية الصنع من إنتاج شركة بوينج في الهجوم. نفذ الجيش الإسرائيلي سلسلة من الهجمات المنسقة في مدينة غزة ودير البلح. وقالت الأجنحة المسلحة لحماس والجهاد الإسلامي إنها قاتلت الجنود الإسرائيليين بذخائر مضادة للدبابات وقذائف الهاون. وأسفر القتال عن استشهاد ما لا يقل عن 50 فلسطينيًا.
في 13 يوليو، استشهد ما لا يقل عن 90 شخصًا وجرح 300 في غارة إسرائيلية على مواصي خانيونس، وقُتل 22 شخصًا في غارة إسرائيلية استهدفت أشخاصًا تجمعوا للصلاة بالقرب من أنقاض مسجد في مخيم الشاطئ للاجئين. وإدعى الجيش الإسرائيلي اغتيال محمد الضيف القائد العام لكتائب القسام ونائبه رافع سلامة، بينما نفت حماس هذا ووصفت إدعاءات إسرائيل حول ما جرى في المواصي بأنها «مجرد كذبة لتبرر قتل المدنيين». وفي 15 يوليو، دمرت الغارات الجوية الإسرائيلية مقر الأونروا في غزة. دمرت القوات الإسرائيلية مستشفى الصداقة التركي الفلسطيني، ما دفع الحكومة التركية إلى المطالبة بإجراء تحقيق. في 31 يوليو، إستشهد صحفي قناة الجزيرة إسماعيل الغول ومصوره في غارة إسرائيلية في غرب مدينة غزة، وكانا يغطيان اغتيال إسماعيل هنية، الذي حدث في وقت سابق من ذلك اليوم، من المنطقة القريبة من منزل هنية في غزة.

### أغسطس 2024
بحلول أغسطس 2024، كان ما يقرب من 84٪ من غزة تحت أوامر الإخلاء من إسرائيل، في 1 أغسطس، قتلت ثلاثة صواريخ إسرائيلية ما لا يقل عن 15 شخصًا في ملجأ للمدنيين النازحين في مدينة غزة، وإدعت إسرائيل أنها استهدفت مسلحي حماس. إستشهد روحي مشتهى ومسؤولان آخران من حماس في غارة جوية إسرائيلية، حيث زعمت إسرائيل قتله. بعد يومين فقط، قُتل ما لا يقل عن 17 فلسطينيًا في غارتين جويتين إسرائيليتين على مدرسة تم تحويلها إلى ملجأ في مدينة غزة. في 4 أغسطس، استشهد خمسة فلسطينيين على الأقل في قصف إسرائيلي للخيام خارج مستشفى شهداء الأقصى. وأسفرت غارتان جويتان إسرائيليتان استهدفتا ملاجئ في مدينة غزة عن استشهاد 30 فلسطينيًا على الأقل. في 8 أغسطس، أُستشهد ما لا يقل عن 15 فلسطينيًا في قصف إسرائيلي لمدرستين تؤويان فلسطينيين نازحين في قطاع غزة. وبعد يومين فقط، إستشهد ما لا يقل عن 100 فلسطينيًا في مجزرة كبيرة استهدفت بغارات جوية إسرائيلية مدرسة تستخدم كمأوى للنازحين الفلسطينيين في مدينة غزة. في 17 أغسطس، أصابت ثلاثة صواريخ إسرائيلية مستودعًا تستخدمه عائلة نازحة كمأوى في الزوايدة، مما أسفر عن مقتل 16 فلسطينيًا. أصابت غارة جوية إسرائيلية منزلًا في دير البلح، مما أسفر عن مقتل أربعة أشخاص على الأقل. في 20 أغسطس، قصفت إسرائيل مدرسة مصطفى حافظ التي تؤوي فلسطينيين نازحين في مدينة غزة، مما أسفر عن استشهاد 12 شخصًا على الأقل. في 24 أغسطس، أدى قصف إسرائيلي على منطقة الكتيبة في خان يونس إلى مقتل 11 شخصًا على الأقل.

### حملة التطعيم ضد شلل الأطفال
تحليل الأمم المتحدة الذي يغطي فقط الفلسطينيين القتلى والذي تم التحقق منه من قبل ثلاثة مصادر مستقلة على الأقل على مدى ستة أشهر بين نوفمبر 2023 وأبريل 2024، حيث كان العمر الأكثر شيوعًا بين الضحايا من 5 إلى 9 سنوات.

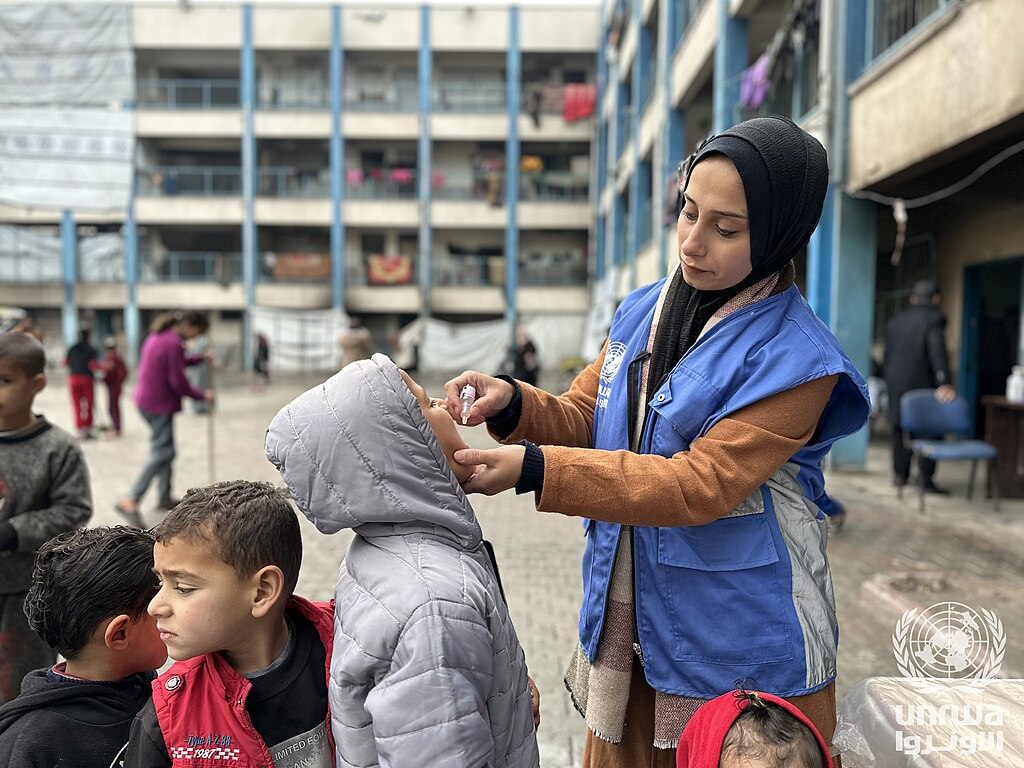
طفل نازح يتلقى لقاح شلل الأطفال في مركز إيواء الأونروا بمخيم الشاطئ بقطاع غزة

في 16 أغسطس، أصيب طفل يبلغ من العمر 10 أشهر بأول حالة شلل أطفال في غزة منذ 25 عامًا. بدأت عمليات التطعيم ضد شلل الأطفال في 31 أغسطس في مستشفى ناصر. في 4 سبتمبر، قال المدير العام لمنظمة الصحة العالمية تيدروس أدهانوم غيبريسوس إن عمليات التطعيم ستستمر في "أربعة مواقع ثابتة في وسط غزة لمدة ثلاثة أيام أخرى". في 5 سبتمبر، قالت وزارة الصحة في غزة إن إسرائيل تعرقل عمليات التطعيم ضد شلل الأطفال برفضها تنسيق دخول الفرق الطبية إلى جنوب قطاع غزة. في 9 سبتمبر، احتجز جنود إسرائيليون في شمال غزة موظفي الأمم المتحدة العاملين في حملة التطعيم ضد شلل الأطفال، واحتجزوهم تحت تهديد السلاح وألحقوا أضرارًا بمركبات الأمم المتحدة بالجرافات. في 16 سبتمبر، قال لازاريني إن المرحلة الأولى من التطعيم ضد شلل الأطفال كانت ناجحة ووصلت إلى 90٪ من الأطفال. في 12 أكتوبر، تمكنت منظمة الصحة العالمية من بدء حملتها للتطعيم في وسط غزة على الرغم من الضربات على مستشفى شهداء الأقصى. كما أدت الضربات على مدرسة المفتي في النصيرات إلى تأخير توزيع لقاحات شلل الأطفال. في 17 أكتوبر، اكتملت حملة التطعيم في وسط غزة. في 23 أكتوبر، تأجلت عمليات التطعيم في شمال غزة بسبب القصف الإسرائيلي والنزوح الجماعي وانعدام الوصول. في 2 نوفمبر، بدأت منظمة الصحة العالمية حملتها للتطعيم في شمال غزة. أطلقت طائرة رباعية الدفع إسرائيلية النار على عيادة الشيخ رضوان، مما أدى إلى إصابة ستة أشخاص. وإدعى الجيش الإسرائيلي عدم مسؤوليته عن الهجوم. في 6 نوفمبر، أعلن رئيس منظمة الصحة العالمية تيدروس أدهانوم غيبريسوس أن حملة التطعيم ضد شلل الأطفال في شمال غزة اكتملت قبل يوم واحد. وقال إن ما يصل إلى 10 آلاف طفل لم يتمكنوا من الحصول على الجرعة الثانية وأضاف أن "الجهود ستستمر للوصول إلى المزيد من الأطفال من خلال الخدمات الصحية العادية".

### معركتا خانيونس الثانية والثالثة (22 يوليو – 30 أغسطس 2024)
في 22 يوليو، بدأ الجيش الإسرائيلي توغلًا ثانيًا لخان يونس. استشهد 73 شخصًا وأصيب أكثر من 270 شخصًا بما في ذلك المدنيون خلال اليوم الأول فقط من الهجوم. ظهرت لقطات من طائرة بدون طيار إسرائيلية تُظهر تدمير المسجد الكبير في خان يونس. في 30 أغسطس، سحب الجيش الإسرائيلي الكتيبة 98 من خان يونس ودير البلح بعد عمليته التي استمرت شهرًا، زاعمًا إنه قتل أكثر من 250 مسلحًا فلسطينيًا.

### استمرار العمليات منذ سبتمبر

#### عملية برية في رفح
في الأول من سبتمبر، قصفت إسرائيل مدرسة تؤوي فلسطينيين نازحين، مما أسفر عن مقتل 11 شخصًا. وزعم الجيش الإسرائيلي أنه قتل 200 مسلح واكتشف عشرات الأسلحة في تل السلطان في أسبوع واحد في عمليته في رفح. في 10 سبتمبر، أدت الغارات الصاروخية الإسرائيلية على مخيم خيام في المواصي إلى إستشهاد 19 إلى 40 شخصًا. وزعم وزير الدفاع يوآف غالانت أن الجناح المسلح لحماس لم يعد موجودًا كتشكيل عسكري منظم ويشارك الآن في تمرد ضد الجيش الإسرائيلي، وفي وقت لاحق، صرح أن الحكومة الإسرائيلية تخطط لتحويل تركيزها للعمليات العسكرية في شمال إسرائيل ضد حزب الله. ونفت حماس هذا الادعاء. في 11 سبتمبر 2024، قتلت غارة جوية إسرائيلية على منزل عائلي في شرق خان يونس ما لا يقل عن 13 فلسطينيًا. تحطمت مروحية بلاك هوك يو إتش-60 تابعة للقوات الجوية الإسرائيلية في رفح أثناء محاولتها إجلاء مهندس قتالي مصاب بجروح خطيرة، مما أسفر عن مقتل 4 جنود إسرائيليين وإصابة سبعة آخرين.

### هجمات في وسط غزة
أدت مجزرة إسرائيلية بغارة جوية على مدرسة تديرها الأونروا تحولت إلى مأوى في مخيم النصيرات للاجئين إلى استشهاد ما لا يقل عن 18 شخصًا، بما في ذلك ستة من موظفي الأونروا، وإصابة ما لا يقل عن 44 شخصًا. في 12 سبتمبر 2024، زعم الجيش الإسرائيلي أنه قام بتفكيك لواء رفح التابع لحماس، كما زعم أنه قتل ما لا يقل عن 2308 مسلحًا، ودمر أكثر من 13 كيلومترًا (8 أميال) من الأنفاق وقتل ما يقرب من 250 مسلحًا في تل السلطان في عمليته في رفح في الأسابيع الأخيرة بما في ذلك قائد كتيبة وأغلبية سلسلة القيادة. في 14 سبتمبر، أسفرت غارة إسرائيلية على منزل في حي التفاح بمدينة غزة عن مقتل 11 فلسطينيًا على الأقل. في 16 سبتمبر، أسفرت غارة إسرائيلية على منزل في مخيم النصيرات للاجئين عن مقتل 10 فلسطينيين وإصابة 15 شخصًا. قال مفوض الأونروا فيليب لازاريني إن المرحلة الأولى من التطعيم ضد شلل الأطفال كانت ناجحة ووصلت إلى 90٪ من الأطفال. في 21 سبتمبر، أدت غارة جوية إسرائيلية على مدرسة الزيتون في مدينة غزة إلى مقتل 21 فلسطينيًا على الأقل وإصابة 30 شخصًا على الأقل. في 23 سبتمبر، أدت غارة جوية إسرائيلية على مخيم النصيرات للاجئين إلى مقتل 11 فلسطينيًا. وفي 25 سبتمبر 2024، أعادت إسرائيل جثث 88 فلسطينيا في شاحنة حاوية استشهدوا في هجومها على قطاع غزة ولم تقدم أي معلومات عن الأسماء أو الأعمار أو الموقع الذي قُتل فيه الضحايا، ما دفع وزارة الصحة في غزة ومسؤولو الصحة في مستشفى ناصر لرفض دفنها قبل أن تكشف إسرائيل التفاصيل المتعلقة بهوياتهم. وفي 26 سبتمبر، أدت غارة جوية إسرائيلية على مدرسة ملجأ تؤوي مئات النازحين في مخيم جباليا إلى استشهاد 15 فلسطينيًا على الأقل منهم أطفال ونساء وعشرات الإصابات. وفي 30 سبتمبر/أيلول، أدى قصف طيران الجيش الإسرائيلي منزلين في مخيم النصيرات وسط غزة لاستشهاد 13 شخصاً على الأقل.

### أكتوبر
وفي الأول من أكتوبر، دمرت القوات الإسرائيلية العديد من المباني السكنية في لجنوبن خان يونس، مما أسفر عن ستشهاد12 فردًا على الأقل من عائلة فلسطينية، وفي الثاني من أكتوبر، عُثر على جثث أكثر من 30 فلسطينيًا والعديد من المصابين الآخرين في أعقاب انسحاب القوات الإسرائيلية بعد عدة ساعات من الهجوم البري في خان يونس. وفي السادس من أكتوبر، أسفرت الغارات الجوية الإسرائيلية على مسجد قرب مستشفى شهداء الأقصى في دير البلح ومدرسة ابن رشد في وسط غزة عن استشهاد 26 فلسطينيًا على الأقل وإصابة أكثر من 93 آخرين. وأسفرت غارة جوية إسرائيلية على منزل في شمال غزة عن استشهاد 10 فلسطينيين. وفي نفس اليوم، أستشهد الصحفي الفلسطيني حسن حعبد الرحيم حمد في غارة جوية على منزله بعد تلقيه تهديدات من ضابط إسرائيلي عبر تطبيق واتساب قائلاً إنه إذا لم يتوقف عن التصوير، "سنأتي إليك بعد ذلك ونحول عائلتك إلى [...] هذا هو تحذيرك الأخير". وفي 14 أكتوبر، أظهر مقطع فيديو لحريق نتج عن قصف إسرائيلي لمخيم خيام خارج مستشفى شهداء الأقصى في دير البلح حيث إحترق الفلسطيني "شعبان الدلو" حيًا في ألسنة اللهب، وأسفر القصف عن استشهاد أربعة بينهم إمرأة وطفل وجرح العشرات، واستشهد 22 فلسطينيا بينهم 15 طفلًا وامرأة وجرح 80 آخرين في غارة إسرائيلية استهدفت مدرسة "المفتي" التي تؤوي آلاف النازحين بمخيم النصيرات وسط القطاع. في 15 أكتوبر، أسفرت غارة جوية إسرائيلية على منزل في حي بني سهيلا بخان يونس عن استشهاد 10 أشخاص على الأقل. في 18 أكتوبر، أسفرت غارة جوية إسرائيلية على مبنى سكني في مخيم المغازي للاجئين عن مقتل 10 أشخاص على الأقل. وفي 19 أكتوبر/تشرين الأول، أدانت منظمة أوكسفام مقتل أربعة مهندسين في مجال المياه يعملون مع أحد شركائها، اتحاد مياه بلديات الساحل بالقرب من خزاعة، في غارة جوية إسرائيلية، على الرغم من التنسيق المسبق لأنشطتهم مع السلطات الإسرائيلية. وفي 24 أكتوبر/تشرين الأول، أدت مجزرة بغارات إسرائيلية على مدرسة "شهداء النصيرات" التي تعمل كمأوى للأسر النازحة في مخيم النصيرات للاجئين إلى استشهاد 18 فلسطينياً على الأقل وإصابة 52 آخرين على الأقل. وفي 29 أكتوبر، أسفرت غارة جوية إسرائيلية في وسط الزوايدة عن مقتل 10 أشخاص. في 31 أكتوبر، أدت غارة إسرائيلية منزلين في محيط مخيم النصيرات للاجئين، عن استشهاد 16 شخصًا بينهم أطفال وجرح العشرات. وفي 1 نوفمبر، أدى القصف الإسرائيلي في دير البلح ومخيم النصيرات للاجئين والزوايدة إلى استشهاد نحو 47 فلسطينيًا غالبيتهم من الأطفال والنساء وإصابة العشرات. فيما أدت غارة إسرائيلية أخرى على مدخل مدرسة تأوي نازحين في مخيم النصيرات للاجئين وسط غزة إلى استشهاد 10 فلسطينيين على الأقل. أسفرت غارة إسرائيلية على سيارة في خان يونس عن استشهاد 10 أشخاص. كما أسفرت غارة إسرائيلية على مدرسة تُستخدم كمأوى للنازحين في مخيم الشاطئ للاجئين عن استشهاد 12 شخصاً وجرح العشرات. وأدت غارة إسرائيلية بطائرة بدون طيار على مقهى صغير في منطقة إنسانية مخصصة مزعومة لإسرائيل في المواصي بخان يونس لاستشهاد 11 شخصًا وإصابة العشرات أدت الغارات الجوية الإسرائيلية لاستشهاد 20 فلسطينيًا على الأقل في مخيم النصيرات للاجئين.

#### حصار شمال غزة (5 أكتوبر – حتى الآن)

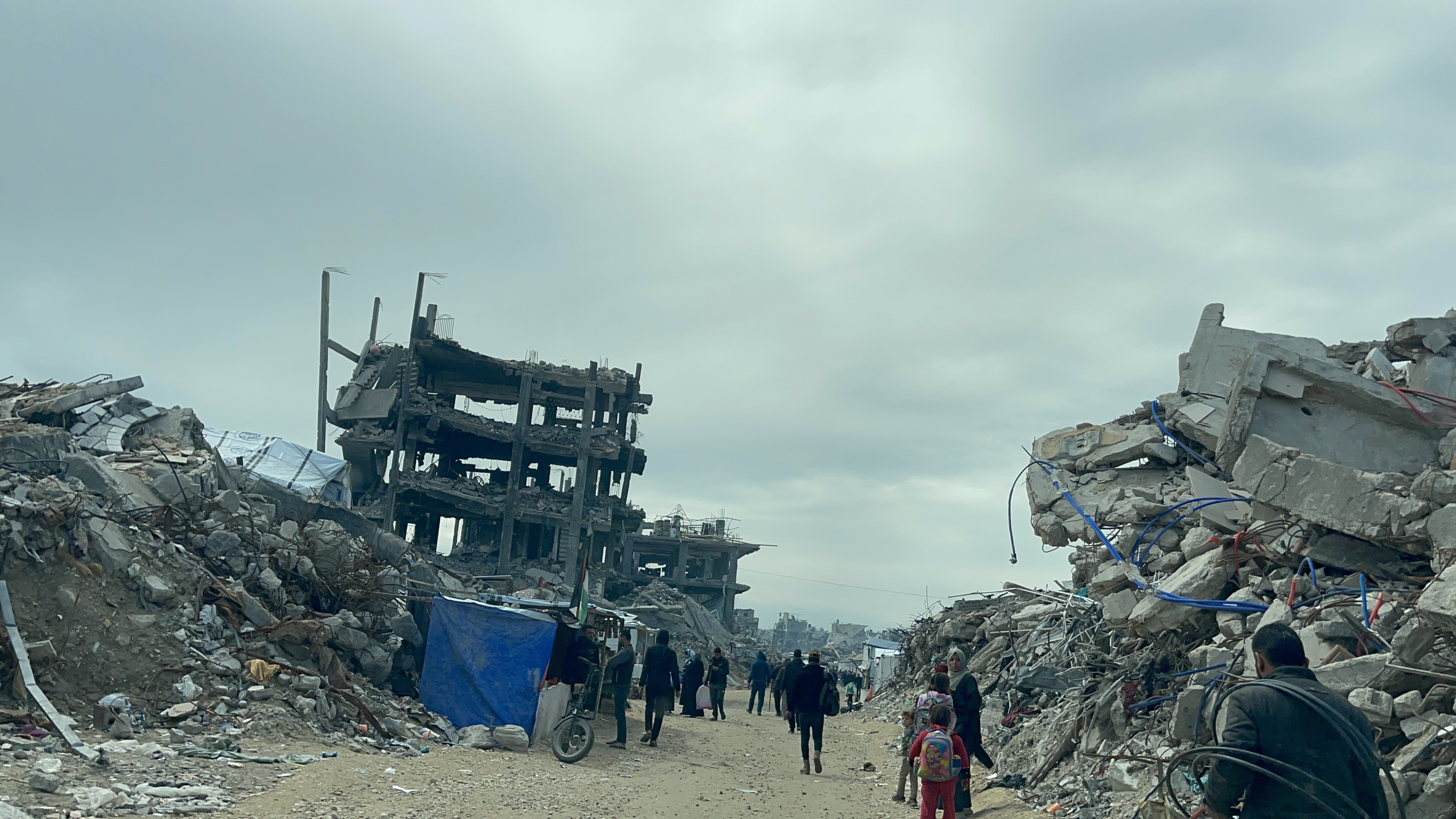
شارع في شمال غزة تم تصويره في أعقاب الحصار خلال المرحلة الأولية لوقف إطلاق النار عام 2025

في 6 أكتوبر، قصفت القوات الإسرائيلية مخيم جباليا للاجئين، مما أسفر عن مقتل 17 شخصًا. في 8 أكتوبر، بدأ جيش لاحتلالالإسرائيلي في تطويق مخيم جباليا وإدعى أنه قتل حوالي 20 مسلحًا فلسطينيًا في غارات جوية ومعارك شوارع. واستشهد ما لا يقل عن سبعة مدنيين فلسطينيين. وفي 9 أكتوبر، أسفرت غارة إسرائيلية على مستشفى اليمن السعيد في مخيم جباليا عن استشهاد 17 فلسطينيًا على الأقل وجرح العشرات. في 10 أكتوبر، أصدر ااجيش الإسرائيلي أوامر إخلاء لثلاثة مستشفيات في شمال غزة، مهددًا بأنها ستواجه "نفس مصير مستشفى الشفاء، بالتدمير والقتل الاعتقال. وأدت غارة إسرائيلية بالقرب من مستشفى كمال عدوان وفي مركز إخلاء في الجزء الغربي من جباليا إلى استشهاد 16 شخصًا على الأقل. فيما أدت غارة إسرائيلية عنيفة على مدرسة رفيدة التي كانت بمثابة مأوى للنازحين في دير البلح إلى ستشهاد28 شخصًا على الأقل وإصابة 54 آخرين. وزعم الجيش الإسرائيلي إن غارة جوية إسرائيلية على قاعدة لحماس في جباليا أدت إلى مقتل 12 قائدًا لحماس والجهاد الإسلامي في فلسطين على الأقل. في 11 أكتوبر، ضربت طائرات مقاتلة إسرائيلية مبنى سكنيًا متعدد الطوابق في جباليا مما أسفر عن استشهاد 22 شخصًا وإصابة 90 آخرين و14 مفقود تحت الأنقاض. وإدعى الجيش الإسرائيلي إنه قتل 20 من مسلحي حماس في مخيم جباليا في الساعات الأربع والعشرين الماضية. وفي 14 أكتوبر، أدت مجزرة بقصفالقوات الإسرائيلية لمدرسة "المفتي" التي تأوي نازحين في النصيرات إلى استشهاد 22 شخصًا على الأقل وبينهم 15 طفلاً إصابة 80 آخرين. ودت الغارات الجوية الإسرائيلية على مركز توزيع الأغذية في مخيم جباليا إلى ماستشهاد10 أشخاص وإصابة 30 آخرين على الأقل. وفي 15 أكتوبر/تشرين الأول، أدت غارات إسرائيلية في محيط الفالوجا في مخيم جباليا للاجئين لإستشهاد 11 شخصًا على الأقل. وفي 17 أكتوبر/تشرين الأول، أدت مجزرة إسرائيلية بشن غارات جوية على مدرسة أبو حسين التي تديرها الأونروا والتي تعمل كمأوى للنازحين في جباليا إلى استشهاد 28 شخصًا على الأقل وإصابة 160 آخرين. وزعم جيش الاحتلال الإسرائيلي إن قواته الجوية قتلت العشرات من المسلحين في جباليا في ذلك اليوم. وفي 28 أكتوبر، إدعىاالجيش الإسرائيلي إنه واصل العمليات الجوية والبرية في جباليا، مما أسفر عن "مقتل العشرات من المقاتلين". وفي 7 نوفمبر، أدت مجزرة بغارة جوية إسرائيلية على منزل في مخيم جباليا للاجئين لاستشهلد 27 شخصًا بينهم أطفال ونساء وإصابة آخرون. أسفرت مجزرة إسرائيلية بغارة استهدفت منزلًا لعائلة علوش في شارع غزة القديم شمال مخيم جباليا للاجئين عن استشهاد 36 فلسطينيًا بينهم 15 طفلًا على الأقل وإصابة آخرون من الآخرين وفقدان آخرين تحت الأنقاض. في 13 نوفمبر، أدت غارة جوية إسرائيلية على منزل في مخيم جباليا للاجئين لاستشهاد 10 فلسطينيين على الأقل. وفي 14 نوفمبر، أدى قصف إسرائيلي المكثف استهدف مدينة غزة وبلدة جباليا شمال القطاع، ومدينة رفح في الجنوب لاسشهاد 10 فلسطينيين على الأقل وجرح العشرات.
خطة الجنرالات
في 13 أكتوبر/تشرين الأول، صرح مسؤولون كبار في الجيش الإسرائيلي لصحيفة هآرتس بأن الحكومة لا تسعى إلى إحياء محادثات الرهائن وأن القيادة السياسية تدفع نحو ضم أجزاء من قطاع غزة. وفي الأسابيع الأخيرة من شهر أكتوبر/تشرين الأول، اشتد حصار إسرائيل لشمال غزة وانخفضت شحنات المساعدات اليومية بشكل كبير. وأفاد شهود عيان بقصف المستشفيات وتدمير الملاجئ واختطاف الرجال والفتيان من قبل الجيش الإسرائيلي، مما أدى إلى تكهنات بأن إسرائيل قررت تنفيذ خطة وضعها مجموعة من الجنرالات المتقاعدين لتحويل شمال القطاع إلى منطقة عسكرية مغلقة وإعلان كل من يرفض المغادرة مقاتلاً، وفي الثامن عشر من أكتوبر/تشرين الأول، أسفرت مجزرة في غارة جوية إسرائيلية على عدة منازل في محيط تقاطع ناصر في مخيم جباليا للاجئين عن استشهاد 33 شخصاً وإصابة 85 آخرين وفقدان العديد من الآخرين تحت الأنقاض. 19 أكتوبر، قصفت إسرائيل مستشفى العودة في جباليا ومستشفى الشهيد كمال عدوان الحكومي والمستشفى الإندونيسي في بيت لاهيا، واصل الجيش الإسرائيلي تطويق جباليا بإرسال الدبابات إلى بيت لاهيا وبيت حانون وإصدار أوامر الإخلاء للسكان، وقعت مجزرة دامية حيث أستشهد أو فُقد ما لا يقل عن 87 شخصًا بما في ذلك نساء وأطفال وأصيب 40 آخرون في غارة جوية إسرائيلية على عدة منازل ومبنى سكني متعدد الطوابق في بيت لاهيا. وفي 20 أكتوبر، قُتل العقيد الإسرائيلي إحسان دقسة في 20 أكتوبر أثناء القتال في جباليا عندما انفجرت بسرب دباباته عبوات ناسفة، أفغدت مصادر مدنية أيضًا موندوايس أنه في 20 أكتوبر، اعتقلت إسرائيل أكثر من 700 شخص في مدرسة أبو حسين التي تديرها الأمم المتحدة في مخيم جباليا، ثم أجبر جيش الاحتلال المعتقلين على التجمع معًا في خندق وجعل كل شخص يقف أمام كاميرا تفحص وجوههم، وتكشف عن معلومات شخصية مفصلة عنهم. تم نقل الأعضاء المشتبه بهم أو أقارب الأعضاء إلى مكان غير معروف وربما تم إعدامهم. في 24 أكتوبر، ارتكب الجيش الإسرائيلي مجزرة عندما قصف ما لا يقل عن 11 مبانٍ سكنية في منطقة الهوجا السكنية في مخيم جباليا للاجئين، ووفقًا الدفاع المدني في غزة، استشهد أو جُرح 150 شخصًا. في 25 أكتوبر، قال الدفاع المدني في غزة إن غارة بطائرة بدون طيار إسرائيلية على مجموعة من الفلسطينيين يتلقون المساعدات بالقرب من مخيم الشاطئ للاجئين أسفرت عن استشهاد 12 شخصًا. قالت منظمة الصحة العالمية إنها فقدت الاتصال بمستشفى كمال عدوان في تلك الليلة، ووصف رئيس حقوق الإنسان في الأمم المتحدة فولكر تورك التطورات الأخيرة في شمال غزة بأنها "اللحظة الأكثر قتامة" في الحرب حتى الآن. وفي بيانه، استشهد تورك بالالتزام الدولي بمنع الإبادة الجماعية، مما يمثل انحرافًا عن تردد الأمم المتحدة في استخدام هذه الكلمة فيما يتعلق بالحرب. وصلت المساعدات الغذائية إلى غزة إلى أدنى مستوى لها في أكتوبر بمعدل 30 شاحنة يوميًا، أو أقل من 6٪ من المتوسط اليومي قبل الحرب، قال سكان شمال غزة إنه لم تصل أي مساعدات إلى مدنهم منذ 5 أكتوبر. وفي 26 أكتوبر، أسفرت غارة إسرائيلية على منطقة سكنية تضم خمسة منازل على الأقل قرب الدوار الغربي في بيت لاهيا عن استشهاد أكثر من 35 فلسطينيًا على الأقل بينهم نساء وأطفال وإصابة آخرين. وفي اليوم التالي، قصفت القوات الإسرائيلية مبنى يأوي نازحين في بيت لاهيا، مما أسفر عن استشهاد عشرة أشخاص. وأسفرت غارة جوية إسرائيلية على مدرسة "أسماء" التي تديرها الأمم المتحدة وتؤوي عائلات نازحة في مخيم الشاطئ للاجئين عن مقتل 11 شخصًا منهم 3 صحفيين على الأقل وإصابة العديد من الآخرين. وفي 29 أكتوبر، ارتكبت إسرائيل مجزرة دامية حينما شنت غارة جوية على مبنىً سكنيًا من خمس طوابق في بيت لاهيا ما أسفر عن استشهاد نحو 110 فلسطينيًا بينهم أطفال ونساء وجرح العشرات الآخرين. وأسفرت غارة جوية إسرائيلية أخرى على منطقة سكنية في بيت لاهيا عن استشهاد 19 شخصًا على الأقل. وفي الثلاثين من أكتوبر، أسفرت غارات جوية إسرائيلية على أحد الأسواق الرئيسية في بيت لاهيا عن مقتل 10 فلسطينيين وإصابة 20 آخرين. وفي الأول من نوفمبر، أسفرت غارتان إسرائيليتان على مبانٍ في شمال غزة عن استشهاد 84 فلسطينيًا بينهم أكثر من 50 طفلاً. وحذرت الأمم المتحدة من أن الوضع أصبح "كارثيًا" وأن "السكان الفلسطينيين بالكامل في شمال غزة معرضون لخطر الموت الوشيك بسبب المرض والمجاعة والعنف. وفي الثاني من نوفمبر، قالت اليونيسيف إن أكثر من 50 طفلاً قُتلوا في غارات إسرائيلية على جباليا في اليومين الماضيين. وفي الرابع من نوفمبر، أسفرت غارة جوية إسرائيلية على منزل في بيت لاهيا عن استشهاد 25 شخصًا على الأقل. في الخامس من نوفمبر/تشرين الثاني، صرح العميد الإسرائيلي إيتسيك كوهين للصحافيين بأن "لا نية للسماح لسكان شمال قطاع غزة بالعودة" وإدعى أن المساعدات الغذائية لم تدخل لشمال غزة لأن "المدنيين لم يعودوا موجودين". وفي السادس من نوفمبر/تشرين الثاني، أدت غارة إسرائيلية على مبنى يستخدم كمأوى للنازحين في منطقة المنشية في بيت لاهيا إلى استشهاد 15 شخصاً على الأقل. وفي السابع من نوفمبر/تشرين الثاني، إدعى الجيش الإسرائيلي أنه قتل نحو 50 مسلحاً في جباليا وبيت لاهيا وقتل عدداً من المسلحين في رفح قبل يوم واحد. في 12 نوفمبر، انخفضت المساعدات في غزة إلى أدنى مستوى لها في 11 شهرًا على الرغم من الإنذار الأمريكي باستعادتها.
مقتل يحيى السنوار
في 16 أكتوبر عام 2024، استشهد يحيى السنوار الزعيم السياسي لحركة حماس على يد الجيش الإسرائيلي بعد اشتباك وتبادل إطلاق نار في رفح جنوبي قطاع غزة، حيث كان برفقة مسلحين فلسطينيين، حيث لم يكن الجنود المجندون الذين شاركوا في تبادل إطلاق النار على دراية في البداية بأن أحد المسلحين الذين قتلوهم كان السنوار، وتم التعرف عليه في اليوم التالي من خلال سجلات أسنانه. وكان استشهاد السنوار أثناء مشاركته في معارك برية إلى جانب مجموعة صغيرة من المسلحين معاكسًا الافتراضات ومزاعم المؤسسة الدفاعية الإسرائيلية بأنه سيختبئ تحت الأرض ومحاطًا بالرهائن لم يكن هناك رهائن في محيط السنوار وقت وفاته.
في 17 نوفمبر/تشرين الثاني، أسفرت غارة إسرائيلية على مبنى سكني متعدد الطوابق في بيت لاهيا عن استشهاد 50 شخصًا على الأقل وإصابة العشرات وفقدان آخرين تحت الأنقاض. في 18 نوفمبر/تشرين الثاني، أسفرت غارة إسرائيلية على منزل في محيط مستشفى كمال عدوان عن استشهاد 17 شخصًا على الأقل. في 20 نوفمبر/تشرين الثاني، أسفرت غارة إسرائيلية على منزل في حي الشيخ رضوان بمدينة غزة عن استشهاد 22 شخصًا بينهم 10 أطفال وجرح آخرون. وأسفرت مجزرة إسرائيلية بقصف حي سكني بالقرب من مستشفى كمال عدوان في بيت لاهيا عن استشهاد 66 شخصًا وإصابة أكثر من 100 آخرين وفقدان 3 أشخاص تحت الأنقاض. في 22 نوفمبر/تشرين الثاني، زعم الجيش الإسرائيلي وجهاز الأمن الداخلي الإسرائيلي أنهما قتلا خمسة من نشطاء حماس، بمن فيهم جهاد محمود يحيى الكحلوت، قائد سرية في قوات النخبة، ومحمد رياض علي عوكل، قائد سرية حماس الذي شارك في هجوم 7 أكتوبر/تشرين الأول في غارة جوية على بيت لاهيا قبل يوم واحد، وأسفرت الغارات الإسرائيلية في بيت لاهيا أسفرت عن مقتل 112 شخصًا في المجموع. في 23 نوفمبر/تشرين الثاني، قالت حماس إن رهينة إسرائيلي قُتل في شمال غزة في منطقة تعمل فيها إسرائيل. في 24 نوفمبر/تشرين الثاني، أصدرت إسرائيل موجة جديدة من أوامر الإخلاء، مما أدى إلى جولة أخرى من عمليات النزوح في جباليا. في 24 نوفمبر، أصدرت إسرائيل موجة جديدة من أوامر الإخلاء مما أدى لجولة أخرى من عمليات النزوح في جباليا. وفي 28 نوفمبر، قالت الأونروا أن إسرائيل رفضت تسع محاولات لتوصيل المساعدات لشمال غزة في شهر نوفمبر وعرقلت 82 محاولة أخرى؛ وأضافت أن ظروف البقاء على قيد الحياة تتضاءل بالنسبة لـ 60.000 إلى 70.000 مدني متبقٍ في شمال غزة. وفي 27 نوفمبر/تشرين الثاني، أسفرت غارة إسرائيلية على مدرسة التابعين في مدينة غزة عن استشهاد 13 شخصًا على الأقل. وفي 29 نوفمبر/تشرين الثاني، أسفرت غارتان إسرائيليتان على بيت لاهيا، إحداهما على مبنى سكني، عن استشهاد 75 شخصًا وإصابة العديد من الآخرين. وفي 30 نوفمبر، استشهاد 40 فلسطينيا على الأقل في مجزرة إسرائيلية بقصف استهدف مبنى سكني من 6 طوابق لعائلة الأعرج يؤوي نازحين ما أدى لانهيار في منطقة تل الزعتر في مخيم جباليا شمالي غزة. واستشهد الصحفي في قناة الأقصى ممدوح قنيطة بطائرة رباعية المراوح إسرائيلية في مدينة غزة.

### وقف إطلاق النار الثاني (2025)
في 15 يناير 2025، تم الإعلان عن اتفاق بين إسرائيل وحماس، بوساطة قطر، وافقت فيه حماس على إطلاق سراح عدد من الرهائن الإسرائيليين المحتجزين في قطاع غزة منذ هجوم 7 أكتوبر مقابل إطلاق سراح السجناء الفلسطينيين المحتجزين في السجون الإسرائيلية. كما وافق الطرفان على وقف إطلاق النار للمرة الثانية خلال كما وافق الطرفان على وقف إطلاق النار للمرة الثانية خلال الحرب

### استئناف الحرب من جهة إسرائيل
في 18 مارس، شنت إسرائيل غارات جوية مفاجئة على جميع أنحاء غزة، مما أسفر عن مقتل أكثر من 400 شخص منهم 174 طفلًا وإصابة المئات وفقًا لوزارة الصحة في غزة وإنهاء وقف إطلاق النار. وهو اليوم الأكثر دموية لعدد الشهداء الفلسطينيين منذ اندلاع الحرب في غزة في أكتوبر 2023. أفادت التقارير بمقتل محمود أبو وفاء، أحد أعلى أعضاء حماس رتبة في غزة، في الغارات. صرحت إسرائيل أن الهجوم كان بسبب رفض حماس تمديد المرحلة الأولى من وقف إطلاق النار بإطلاق سراح المزيد من الرهائن، وكان أيضًا ردًا على إعادة تسليح حماس وإعادة تنظيمها على مدار شهرين من وقف إطلاق النار. وقالت حماس إنها التزمت باتفاقية وقف إطلاق النار، ونفذتها بدقة، وأن إسرائيل استأنفت العدوان والحرب. وعلى الصعيد الدولي، اعتُبرت الضربات بمثابة إحباط للآمال في وقف إطلاق نار دائم. كما لاحظ المراقبون أن إسرائيل اختارت شن الهجوم في اليوم الذي سيدلي فيه نتنياهو بشهادته في محاكمته بالفساد، مما أجبر على تأجيل الإجراءات القانونية.
في 19 مارس، أعلن الجيش الإسرائيلي أنه أطلق "أنشطة برية مستهدفة" في قطاع غزة لإنشاء "منطقة عازلة جزئية" في المنطقة، مستعيدًا جزئيًا مركز ممر نتساريم. وأدت الغارات والمجازر الإسرائيلية لاستشهاد أكثر من 70 فلسطيني في جميع أنحاء غزة. وفي 21 مارس، فجر الجيش الإسرائيلي مستشفى الصداقة التركي الفلسطيني وسط قطاع غزة من خلال الهدم المتحكم فيه، وسبق أن حوله في 11 مايو 2024 لثكنة عسكرية.
وفي 24 مارس، استُشهد الصحفي الفلسطيني حسام شبات مراسل قناة الجزيرة مباشر في قصف إسرائيلي استهدف سيارته في جباليا شمالي قطاع غزة، وجاء بعد ساعة من استشهاد الصحفي محمد منصور مراسل قناة فلسطين اليوم" إثر قصف مشابه استهدف شقته في خان يونس جنوبي القطاع. وفي 27 مارس، أعلنت حركة حماس استشهاد المتحدث باسمها عبد اللطيف القانوع في غارة إسرائيلية استهدفته في خيمته وإصابة عدة أشخاص آخرين.
وفي 1 أبريل 2025، أدت غارة إسرائيلية استهدفت حي ماضي في الضاحية الجنوبية بيروت لاستشهاد 3 أشخاص بينهم القيادي في حزب الله وفيلق القدس حسن بدير امرأة وجرح 7 آخرين.
وفي اليوم نفسه، قُتل متطوع من المطبخ المركزي العالمي في غارة إسرائيلية على مطبخ مجتمعي تدعمه منظمة WCK أثناء تقديم الوجبات. في 9 أبريل، استشهد ما لا يقل عن 35 فلسطينيًا بينهم 8 أطفال في مجزرة بقصف الطائرات الحربية الإسرائيلية مبنى سكنيًا متعدد الطوابق في حي الشجاعية في مدينة غزة وجرح ما لا يقل عن 70 آخرين. في 12 أبريل، أعلن الجيش الإسرائيلي أنه أكمل تطويق محاصرة رفح، ويخطط للاستيلاء على أجزاء منها لضمها لما يسمى "المنطقة الأمنية" بينما يأمر بإخلاء سكانها على نطاق واسع. في 13 أبريل، استهدفت قوات الاحتلال الإسرائيلي بصاووخين مستشفى الأهلي العربي المعمداني في شمال غرة، مما أجبر المرضى على الإخلاء ودمر قسم الطوارئ فيه.

### الهجوم الإسرائيلي المتجدد على غزة (مايو 2025 - الآن)
في 3 مايو، أعلنت إسرائيل عن خططها لتوسيع هجوم غزة وحشدت الآلاف من جنود الاحتياط. في 7 مايو، قالت منظمة World Central Kitchen إنها اضطرت إلى وقف توزيع الطعام في غزة بسبب نفاد الإمدادات. في 8 مايو، أدت غارتان جويتان إسرائيليتان على آخر مطعم في مدينة غزة وضربة متزامنة على سوق مزدحم قريب إلى مقتل 33 شخصًا على الأقل. استشهد ما لا يقل عن 143 شخصًا في غزة في 15 مايو، مما جعله اليوم الأكثر دموية في الحرب منذ نهاية وقف إطلاق النار في مارس. في 13 مايو 2025، ضربت الغارات الجوية الإسرائيلية مجمع مستشفى غزة الأوروبي في خان يونس والمنطقة المحيطة به، مما أسفر عن مقتل 28 شخصًا على الأقل وإصابة 40 آخرين على الأقل. ادعت إسرائيل أنها قتلت محمد السنوار ومحمد شبانة في الضربة، على الرغم من أن حماس نفت ذلك.

## الهُدن

### وقف إطلاق النار الأول (نوفمبر 2023)
بعد تطبيق الهدنة التي توسطت فيها قطر ومصر في 24 نوفمبر 2023، توقف القتال النشط في قطاع غزة. واستبدلت حماس بعض الرهائن بالإفراج عن سجناء فلسطينيين تحتجزهم إسرائيل. واعتقلت إسرائيل عددًا من الفلسطينيين يقارب عدد الذين أفرجت عنهم خلال الهدنة. استمر هذا حتى 28 نوفمبر، عندما اتهمت كل من إسرائيل وحماس بعضهما البعض بانتهاك الهدنة. في 30 نوفمبر، وفي "اتفاق اللحظة الأخيرة"، أطلقت حماس سراح ثمانية رهائن مقابل إطلاق سراح 30 فلسطينيًا مسجونًا وتمديد الهدنة ليوم واحد. وفي 1 ديسمبر، أعلنت إسرائيل إستئناف القتال وانتهاء الهدنة، حيث تبادلت إسرائيل وحماس اللوم على بعضهما البعض لفشلهما في الاتفاق على تمديد. وما هي إلا ساعات حتى قام الطيران الإسرائيلي بشنِ غاراتٍ جوية على مناطق متفرقة من قطاع غزة وقالت وزارة الصحة بغزة أن أكثر من 178 شهيداً و589 جريحاً سقطوا نتيجة الغارات بنفس اليوم.

## خطط ما بعد الحرب

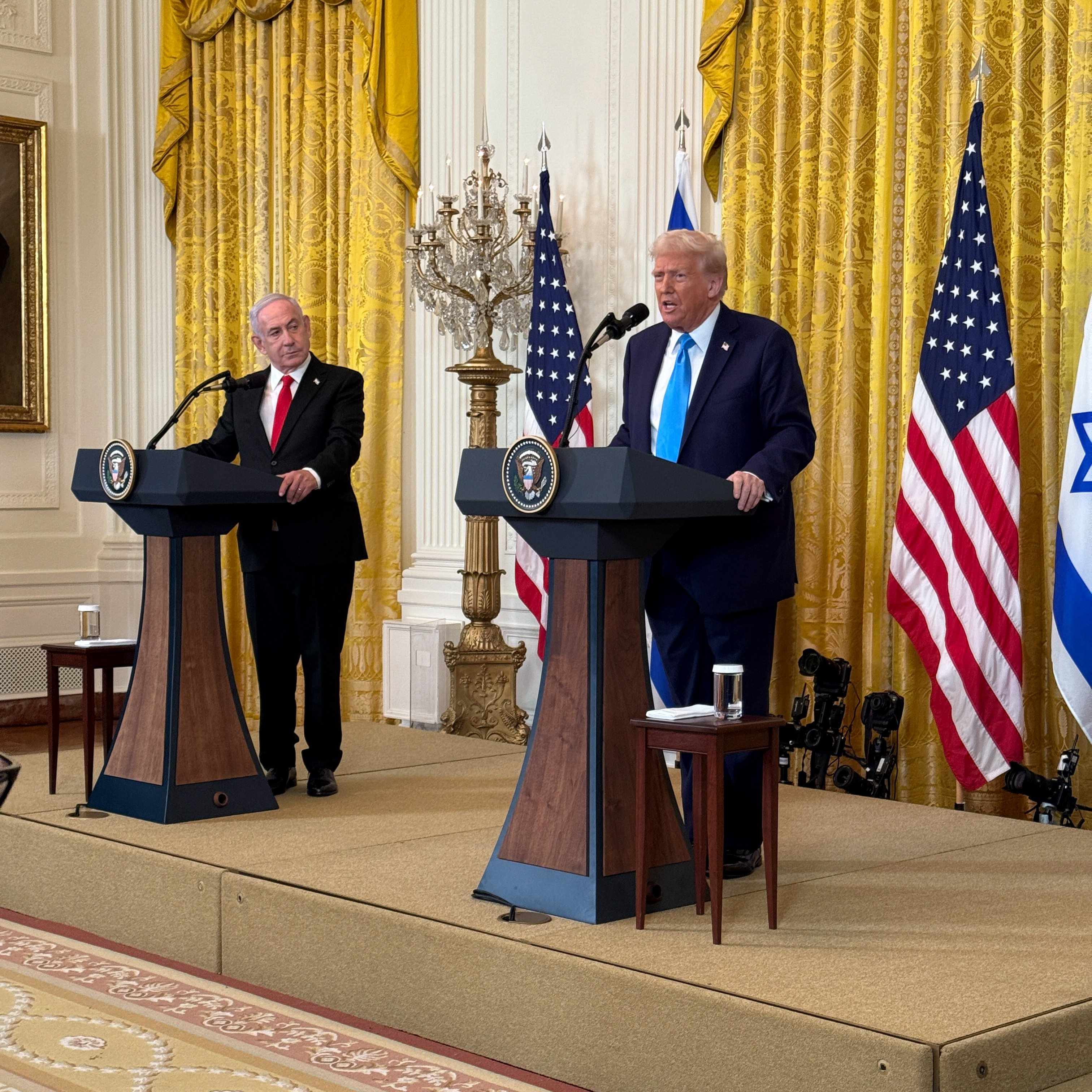
الرئيس الأمريكي دونالد ترامب، إلى جانب رئيس الوزراء الإسرائيلي بنيامين نتنياهو، يعلن عن خطته للسيطرة على قطاع غزة

بعد الإعلان عن وقف إطلاق النار الثاني في يناير 2025، أعلن دونالد ترامب عن نيته تهجير السكان الفلسطينيين في غزة، مؤكدًا موقفه بأنه يجب إعادة توطينهم في الدول العربية المجاورة ثلاث مرات أخرى في ذلك الشهر. وقبل اجتماعه مع نتنياهو في 4 فبراير، حدد ترامب نيته تهجير سكان غزة الفلسطينيين بشكل دائم، وهو ما سيكون انتهاكًا للقانون الدولي. واقترح سيطرة الولايات المتحدة على غزة في ذلك المساء خلال مؤتمر صحفي مع نتنياهو.
أصر ترامب على أن الدول المجاورة ستدفع تكاليف إعادة إعمار غزة، وأن "شعوب العالم" ستعيش هناك. ولم يستبعد نشر قوات أمريكية إذا لزم الأمر. في الخامس والسادس من فبراير، تراجع مساعدو ترامب، وحتى ترامب نفسه، عن بعض تعليقاته، بما في ذلك استعداده لنشر جنود أمريكيين. وفي العاشر من فبراير، قال ترامب "إن الفلسطينيين الذين يغادرون غزة لن يكون لهم حق العودة". وفي اجتماع مع الملك عبد الله الثاني ملك الأردن، قال ترامب إن الولايات المتحدة ستأخذ غزة بدلاً من شرائها لأنها "منطقة مزقتها الحرب. إنها غزة. لا يوجد شيء للشراء". وكان ترامب قد اقترح أن تستقبل الأردن النازحين الفلسطينيين من غزة، وهو ما رفضه وزير الخارجية الأردني أيمن الصفدي رفضًا قاطعًا، قائلاً: "إنهم لا يريدون القدوم إلى الأردن، ولا نريدهم أن يأتوا إلى الأردن".
وقد قوبلت تصريحات ترامب بإدانة من زعماء العالم؛ ومع ذلك، في إسرائيل، أشاد إيتمار بن غفير، اليميني المتطرف المتفوق اليهودي، بترامب، قائلاً إن "الهجرة" الفلسطينية هي الحل الوحيد للحرب. ووصف نتنياهو وبن غفير التهجير المخطط له لسكان غزة بأنه "هجرة طوعية"، لكن وزير الاتصالات شلومو كرعي قال إن النقل سيكون قسريًا وليس طوعيًا.
وفي فبراير/شباط، اقترح زعيم المعارضة الإسرائيلية، يائير لابيد، إدارة غزة إلى مصر لمدة تصل إلى 15 عامًا مقابل إلغاء ديونها الخارجية. رفضت مصر الاقتراح قائلة إنه يقوض القضية الفلسطينية.
رفضت الحكومات العربية خطة نقل ترامب، ودعمت بدلاً من ذلك اقتراحًا مصريًا. ووضعت جامعة الدول العربية، التي اجتمعت في 4 مارس في القاهرة، خطة بقيمة 53 مليار دولار تفصل إعادة إعمار غزة مع الحفاظ على سكانها في مكانهم. تضمن الاقتراح أيضًا مطلبًا بنزع سلاح حماس، والتنحي، وإجراء انتخابات جديدة للسلطة الفلسطينية المُصلَحة. قاطع الرئيس الجزائري عبد المجيد تبون اجتماع الجامعة وقال أنه "احتُكِرَ من قبل مجموعة محدودة وضيقة من الدول العربية" وهي الدول العربية في الخليج العربي. كما أكدت حماس أن أسلحة الجماعة غير قابلة للتفاوض ورفضت الخطة. بدوره، رفض ترامب في 5 مارس الخطة العربية مدعيًا أن "الاقتراح الحالي لا يعالج حقيقة أن غزة غير صالحة للسكن حاليًا ولا يمكن للسكان العيش بشكل إنساني في منطقة مغطاة بالحطام والذخائر غير المنفجرة"، وأن إدارة ترامب ستمضي قدمًا في الاستيلاء على المنطقة "لإحلال السلام والازدهار في المنطقة".
في مارس 2025، زعمت الولايات المتحدة وإسرائيل أنهما اتصلتا بمسؤولين من مصر والأردن والسودان والصومال وجمهورية أرض الصومال الانفصالية لمناقشة إعادة توطين سكان غزة في أراضيهم. رفضت مصر، والأردن، والسودان، الاقتراح بينما نفت الصومال وأرض الصومال أنه تم الاتصال بهما.
في 8 يوليو 2025، أعاد الرئيس الأميركي السابق دونالد ترمب طرح ملف تهجير سكان قطاع غزة، وذلك من خلال تصريح أفاد فيه بأن "دولاً محيطة بإسرائيل تقدم المساعدة" في هذا السياق. جاء ذلك تعليقاً على تصريحات رئيس الوزراء الإسرائيلي بنيامين نتنياهو، خلال زيارته إلى البيت الأبيض، حيث أشار إلى أن الولايات المتحدة وإسرائيل تتعاونان مع دول أخرى تهدف إلى توفير "مستقبل أفضل للفلسطينيين"، مضيفاً: "إذا أراد الناس البقاء، فبإمكانهم ذلك، لكن إذا أرادوا المغادرة، فيجب أن يتمكنوا منها".

## الجبهات الأخرى
وقد أدى امتداد الحرب إلى تصعيد كبير للتوترات القائمة بين إسرائيل وإيران، حيث شنت مجموعات في محور المقاومة هجمات على القواعد العسكرية الأمريكية، وهاجمت جماعة أنصار الله الحوثيون في اليمن السفن التجارية في البحر الأحمر مما أدى إلى عملية عسكرية بقيادة الولايات المتحدة. وشن حزب الله في جنوب لبنان وحركة الحوثي في اليمن هجمات محدودة ضد إسرائيل بعد وقت قصير من بدء الحرب. وتبادلت الفصائل والجماعات المدعومة من إيران في العراق وسوريا الهجمات مع الولايات المتحدة والجيش الإسرائيلي.
قصفت إسرائيل أهدافًا في دمشق في سوريا وحولها طوال الحرب، حيث شنت هجومًا على السفارة الإيرانية في دمشق في 1 أبريل 2024 مما أدى إلى شن إيران سلسلة من الغارات الجوية الانتقامية مباشرة على إسرائيل. في 31 يوليو، أغتيل الزعيم السياسي لحماس إسماعيل هنية في طهران، حيث سافر لحضور تنصيب الرئيس مسعود بزشكيان، وفي 1 أكتوبر، أطلقت إيران ما يقرب من 200 صاروخ على إسرائيل.
بحلول نهاية عام 2024، تصاعد تبادل الضربات بين إسرائيل وحزب الله الذي استمر لمدة عام إلى غزو إسرائيلي قصير للبنان، قبل أن يتوقف بعد وقف إطلاق النار. كما شهدت الأزمة سقوط نظام الأسد والغزو الإسرائيلي المستمر لسوريا.

### الضفة الغربية

خارطة السيطرة في الضفة الغربية خلال الحرب.
تحت السيطرة المدنية العسكرية الفلسطينية المناطق أ و ب
تحت السيطرة المدنية العسكرية الإسرائيلية المنطقة ج
مدينة القدس التي تحتلها إسرائيل /القدس الشرقية

شهدت الضفة الغربية عدة إشتباكات وتوغلات للجيش الإسرائيلي واقتحام للمخيمات حتى قبل الحرب، كان عام 2023 هو العام الأكثر دموية بالنسبة للفلسطينيين في الضفة الغربية منذ 20 عامًا. هَجَّرَ المستوطنون حوالي 1000 فلسطيني قسراً منذ 7 أكتوبر/تشرين الأول، وحوالي نصف الاشتباكات شملت «القوات الإسرائيلية التي ترافق المستوطنين الإسرائيليين أو تدعمهم بشكل مستمر أثناء تنفيذ الهجمات». وازداد العنف في الضفة الغربية منذ بدء الحرب حيث قُتل أكثر من 607 فلسطينيًا وأكثر من 25 إسرائيلياً. وفي الوقت نفسه، زاد عنف المستوطنين الإسرائيليين إلى حوالي 1270 هجومًا، مقابل 856 لعام 2022 بأكمله.
وفي 11 أكتوبر/تشرين الأول، هاجم المستوطنون الإسرائيليون قرية قصرة جنوبي شرق طولكرم ما أسفر عن مقتل أربعة فلسطينيين.
في 17 أكتوبر، اندلعت احتجاجات في مناطق بالضفة على قصف المستشفى الأهلي العربي مع وقوع اشتباكات في رام الله.
في 22 أكتوبر، قصفت إسرائيل مسجد الأنصار في جنين، مدعيةً أنها قتلت العديد من ما أسمتهم «النشطاء الإرهابيين» من حماس والجهاد الإسلامي زعمت أنهم كانو بداخله وكانوا يخططون لشن هجمات داخله. وبغضون أيام قليلة قُتل أيسر محمد العامر، القيادي الكبير في حركة الجهاد الإسلامي الفلسطينية، أثناء اشتباك مع الجيش الإسرائيلي بعد إقتحامه مخيم جنين للاجئين. وتَباعةً للخناق والاقتحامات من الجيش الإسرائيلي، صرح الناشط عيسى عمرو في 1 نوفمبر أن الوضع في الضفة الغربية أصبح «صعبًا للغاية»، مشيرًا إلى أن «جميع نقاط التفتيش مغلقة، ويتصرف المستوطنون والجنود الإسرائيليون بعنف مع الفلسطينيين». وأيضاً حذر مكتب الأمم المتحدة لتنسيق الشؤون الإنسانية من تزايد عنف المستوطنين الإسرائيليين ضد الفلسطينيين في الضفة.
وفي 30 تشرين الثاني/نوفمبر، قتل مسلحان فلسطينيان ثلاثة أشخاص وأصابوا 6 إسرائيليين في محطة للحافلات على تقاطع جفعات شاؤول في القدس وأعلنت حماس مسؤوليتها عن العملية.
في 9 ابريل 2024، شهدت مدينة طولكرم اقتحام من قبل القوات الاسرائيلية وعلى اثره اندلعت اشتباكات اعلنت فيها كتائب شهداء الأقصى خوضها اشتباكات ضارية مع عدة محاور، بالأسلحة الرشاشة والعبوات المتفجرة.
في 11 ابريل اقتحمت عدداً من الآليات الاسرائيلية العسكرية بلدة بيتا وشرع جنود إسرائيليين بإطلاق الرصاص وقنابل الصوت والغاز السام المسيل للدموع صوب منازل المواطنين في البلدة، ما أدى لاندلاع النيران بأحد المنازل، واحتراقها وهرعت طواقم الدفاع المدني الفلسطيني للمكان وتمكنت من إخماد الحريق.
في 12 أبريل قتل شاب وأصيب آخرين برصاص القوات الإسرائيلية خلال اقتحامها مخيم الفارعة جنوبي طوباس. واحتشد مئات المستوطنين قرب قرية المغير في رام الله، وشنّوا هجوماً واسعاً في المنطقة بحجة البحث عن مستوطن مفقود، وأطلقوا النار خلال هجومهم على أطراف القرية وواصلت القوات الاسرائيلية أعمال البحث والتمشيط عن المستوطن المفقود بالقرب من القرية واندلعت مواجهات ظهر هذا اليوم بين الأهالي والقوات الاسرائيلية والمستوطنين فيها.
وفي 15 أبريل 2024، اقتحم مجموعة من المستوطنين الإسرائيليين المسلحين قرية عقربا وقتلوا فلسطينيين اثنين بعد ساعات من مقتل فتى فلسطينيًا وإصابة ثلاثة آخرين خلال اقتحام ومداهمة القوات الإسرائيلية لمدينة نابلس.
اقتحام وحصار مخيم نور شمس (18 - 21 أبريل 2024)
وفي مساء 18 أبريل 2024، اقتحمت قوات الإحتلال الإسرائيلي مدينة طولكرم ومخيم نور شمس الواقع شرقها معززة بجرافتين وعشرات الآليات وتوجهت نحو المخيم قبل أن تندلع اشتباكات على مدخله، وفرضت قوات الاحتلال طوقًا مشددًا عليه وأطلقت قنابل ضوئية في سماءه، وبدأت بتجريف شوارعه ونفذت حملات مداهمة وتفتيش طالت عشرات المنازل بكافة حارات المخيم، واعتقلت خلالها العشرات وأخضعتهم للتحقيق الميداني، ووثقت جهات محلية تدمير قوات الاحتلال 60 منزلًا منها 15 بالكامل، وجرفت أسوار الأراضي وبنى تحتية وهدمت محلات تجارية ومرافق عامة ودفعت القوات الإسرائيلية بمزيد من التعزيزات العسكرية لداخل المخيم، وسط إطلاق كثيف للأعيرة النارية والقنابل المضيئة تزامنًا مع تحليق مكثف لطائرات الاستطلاع في سماء مدينة طولكرم والمنطقة. وأفادت وسائل إعلام فلسطينية باستشهاد القائد في كتيبة طولكرم في سرايا القدس وأحد مؤسسيها محمد جابر «أبو شجاع» بالاشتباكات في المخيم، إلا أنه ظهر خلال تشييع جثامين الشهداء في 21 أبريل. وقالت كل من كتائب شهداء الأقصى وسرايا القدس في بيانات منفصلة أنها خاضت اشتباكات مع قوات الاحتلال داخل المخيم بالأسلحة الرشاشة والعبوات المتفجرة محققين إصابات مباشرة. وقالت كتائب القسام في طولكرم إنها استهدفت آليات الاحتلال على مدخل مخيم طولكرم بعبوات ناسفة. وفي 21 أبريل 2024، انسحب جيش الإحتلال الإسرائيلي من مخيم نور شمس بعد «عملية عسكرية» استمرت لنحو 52 ساعة. فيما أعلن الهلال الأحمر الفلسطيني والصحة الفلسطينية إرتفاع عدد الضحايا إثر اقتحام وحصار الجيش الإسرائيلي للمخيم إلى 14 شهيداً بعد وصول 13 شهيداً لمستشفى الشهيد ثابت ثابت الحكومي. فيما أعلن المتحدث باسم الجيش الاسرائيلي إصابة 9 جنود في الاشتباكات بالمخيم وأن قواته «قضت على 10 ممن وصفهم بالإرهابيين» و«اعتقلت 8 مطلوبين واستولت على عبوات ناسفة وأسلحة، ودمّرت معمل لصناعة العبوّات».
وفي 4 مايو 2024، بالفجر اقتحمت قوة إسرائيلية بلدة دير الغصون شمال طولكرم، وحاصرت منزلًا بالمنطقة الشرقية، واستهدفته بالقذائف وسط اندلاع اشتباكات مسلحة ما أدى لمقتل 5 أشخاص داخل المنزل وشخص آخر، وبعد 14 ساعة من العملية العسكرية انسحبت القوات الإسرائيلية من القرية والمنزل. وأعلن الجيش الإسرائيلي إصابة جندي خلال العملية وإدعى بأن المستهدفين نفذوا عملية في نوفمبر الماضي أدت لمقتل مستوطنين.
وفي 21 مايو 2024، اقتحمت قوات إسرائيلية (المستعربون) مناطق متفرقة من مدينة جنين ومخيمها ونفذت حملات مداهمة لمنازل بالمخيم وإعتقلت العشرات ونشرت فرق القناصة ودفعت بتعزيزات عسكرية وإندلعت اشتباكات بين مقاومين والقوات الإسرائيلية. وحاصرت القوات مستشفى جنين الحكومي، ما أدى لمقتل 12 شخص من بينهم رئيس قسم الجراحة بمشفى جنين.
وفي 13 أيار/مايو، تعرضت قافلة تضم 98 من الشاحنات عند حاجز ترقوميا كانت تحمل إمدادات غذائية إلى غزة قادمة من الأردن تعرضت لهجوم من قبل مستوطنين إسرائيليين، ما أدى لإتلاف الشاحنات وألقيت الإمدادات على الأرض.
وفي 10 يونيو 2024، أطلقت قوات الاحتلال الإسرائيلي النار على مركبة قرب بلدة كفر نعمة غرب رام الله ما أدى لإستشهاد 4 أشخاص وإصابة 8 آخرين.
في 28 أغسطس، شنت إسرائيل أكبر عملية عسكرية في شمال الضفة الغربية منذ أكثر من 20 عامًا، وقال وزير الخارجية الإسرائيلي يسرائيل كاتس إن العملية كانت «حربًا كاملة الأركان»، وفي 29 أغسطس، طالب الأمين العام للأمم المتحدة أنطونيو غوتيريش بوقف العمليات. وقال رئيس السياسة الخارجية بالاتحاد الأوروبي جوزيب بوريل إن العمليات "يجب ألا تشكل مقدمة لتمديد الحرب من غزة، بما في ذلك التدمير الكامل". في 3 سبتمبر، أفادت وسائل الإعلام الإسرائيلية أن الجيش الإسرائيلي صنف الضفة الغربية على أنها "منطقة قتال" وينظر إليها الآن باعتبارها الجبهة الثانية الأكثر أهمية في الحرب. في 6 سبتمبر، قُتلت المتظاهرة التركية الأمريكية آيشنور إيجي برصاص قناص إسرائيلي في مظاهرة بالقرب من نابلس.
وفي 3 أكتوبر/تشرين الأول، أدت غارة جوية إسرائيلية على مخيم طولكرم إلى مقتل 20 شخصاً على الأقل.

#### الاستيطان الإسرائيلي
استغل المستوطنون الإسرائيليون الحرب الدائرة في غزة لتوسيع نشاط الاستيطان الذي تدعمه حكومة إسرائيلية يمينية متطرفة، بما في ذلك الاستيلاء على الأراضي وخطط الاستيطان واسعة النطاق. وفي عام 2024، تجاوزت عمليات الاستيلاء الإسرائيلية على الأراضي إجمالي ما تم الاستيلاء عليه خلال السنوات العشرين السابقة.

### هجمات في إسرائيل
خلال الحرب، وقعت عدة هجمات ضد إسرائيليين في إسرائيل منها عمليات قتل متقطعة وعنف آخر، حيث في 30 نوفمبر، قتل مسلحان فلسطينيان ثلاثة مدنيين إسرائيليين وأصابا ستة عشر آخرين في محطة للحافلات على تقاطع غفعات شاؤول في القدس المحتلة. وأعلنت حماس مسؤوليتها عن ذلك. في 16 فبراير 2024، أطلق مسلح فلسطيني النار على إسرائيليين فقتلهما وأصاب أربعة آخرين في مستوطنة كريات ملاخي، إسرائيل، وقُتل المسلح على يد جندي احتياطي في الجيش الإسرائيلي خارج الخدمة في مكان الحادث عندما أطلق النار عليه.

### السجون ومعسكرات الاعتقال الإسرائيلية
زادت إسرائيل بشكل كبير من استخدامها للاعتقال الإداري ضد الفلسطينيين من الضفة الغربية وغزة، وكذلك المواطنين الفلسطينيين في إسرائيل، منذ بداية الحرب. وكان الاعتقال الإداري قد وصل بالفعل لأعلى مستوياته منذ عشرين عامًا قبل أكتوبر 2023. وقد توفي ما لا يقل عن 60 فلسطينيًا في الاعتقال الإسرائيلي منذ 7 أكتوبر.
في ديسمبر 2023، حول الجيش الإسرائيلي قاعدة عسكرية في سدي تيمان في صحراء النقب إلى معسكر اعتقال، وأفاد المبلغون عن المخالفات والمعتقلون بضرب وتعذيب المعتقلين الفلسطينيين في المخيم، فضلاً عن بتر الأطراف بسبب الإصابات التي لحقت بهم نتيجة للتكبيل والإهمال الطبي والعقاب التعسفي والاعتداء الجنسي، وتعرض السجناء للضغوط للإدلاء باعترافات قسرية بأنهم أعضاء في حماس. بعد أن خرجت الظروف في المخيم إلى النور في مايو 2024، عقدت المحكمة العليا في إسرائيل جلسة استماع وبدأ الجيش الإسرائيلي في نقل 1200 سجين إلى سجن عوفر.
في 7 أكتوبر 2024، تم اعتقال الصحفي الأمريكي جيريمي لوفريدو وثلاثة صحفيين دوليين وإسرائيليين آخرين عند نقطة تفتيش في الضفة الغربية للاشتباه في "مساعدة العدو في الحرب" لتقاريرهم عن الضربات الإيرانية ضد إسرائيل في أكتوبر 2024، حيث تمت مصادرة كاميرات الصحفيين وهواتفهم. تم إطلاق سراح لوفريدو بعد أربعة أيام من الاحتجاز، ومنع من مغادرة البلاد حتى 20 أكتوبر.

### الولايات المتحدة الأمريكية
تعدُّ الولايات المتحدة الداعم العسكري وحليف رئيس لإسرائيل من خلال مساعدات تصل قيمتها إلى 3.8 مليار دولار من الأسلحة وأنظمة الدفاع سنوياً، مقدمة الغطاء السياسي والدبلوماسي والعسكري لإسرائيل في عدوانها على غزة، أظهر الرئيس الأمريكي جو بايدن منذ هجوم حركة حماس على إسرائيل في أكتوبر/تشرين الأول دعمًا مطلقاً لإسرائيل وقادتها تمثل تبني السردية الإسرائيلية للأحداث، تزويد تل أبيب بالأسلحة ومنع قرارات الأمم المتحدة ضدها ومحاولة تقويض شرعية كل من محكمة العدل الدولية والمحكمة الجنائية الدولية بسبب انتقاداتهما للأفعال الإسرائيلية، ومنذ بدء الحرب استخدمت الولايات المتحدة حق النقض عدة مرات ضد وقف إطلاق النار في قطاع غزة، قبل أن تتقدم هي بمشروع قرار عارضته كلا من روسيا والصين بحق النقض أيضًا.
في 20 نوفمبر 2024، استخدمت الولايات المتحدة حق النقض ضد قرار آخر في مجلس الأمن التابع للأمم المتحدة يطالب بوقف فوري لإطلاق النار في غزة لأنه لم يتضمن إطلاق سراح الرهائن وهي المرة الثانية عشرة التي يصوت فيها مجلس الأمن على مشروع قرار منذ بدء الحرب على قطاع غزة بالرغم من وصول عدد الضحايا عن ما لا يقل عن 43,972 شخصًا في غزة منذ أكتوبر 2023، وفقًا لوزارة الصحة الفلسطينية في غزة.
وجاء استخدم الولايات المتحدة حق النقض ضد قرار لمجلس الأمن التابع للأمم المتحدة يدعو إلى وقف إطلاق النار في حرب إسرائيل على قطاع غزة، متهمة أعضاء المجلس بالرفض الخبيث لمحاولات التوصل إلى حل وسط وصوت المجلس المؤلف من 15 عضواً على مشروع قرار تقدم به أعضاؤه العشرة غير الدائمين في اجتماع دعا إلى "وقف فوري وغير مشروط ودائم لإطلاق النار" ويطالب بشكل منفصل بالإفراج عن الرهائن وصوتت الولايات المتحدة وحدها ضد القرار، مستخدمة حق النقض بصفتها عضوا دائما في المجلس لمنع صدوره.

### ألمانيا
في الثالث عشر من مارس من عام 2008، أعلنت أنجيلا ميركل، أمام الكنيست الإسرائيلي أمن إسرائيل ووجودها بمثابة "مصلحة وطنية" لألمانيا، وإن هذه المسؤولية التاريخية جزء لا يتجزأ من السياسة الأمنية لألمانيا بعد خمسة عشر عاماً من تلك الكلمة، كرر خليفها المستشار الألماني أولاف شولتس هذه العبارة من على منصة البوندستاغ الألماني في الثاني عشر من أكتوبر/تشرين الأول، بعد خمسة أيام من الهجوم الذي شنته حركة حماس. قال "في هذه اللحظة ليس لألمانيا سوى مكان واحد، وهو الوقوف إلى جانب إسرائيل، وهذا ما نعنيه عندما نقول إن أمن إسرائيل هو سبب وجود ألمانيا، إن تاريخ ألمانيا والمسؤولية التي تحملتها عن المحرقة يتطلبان منا الحفاظ على أمن ووجود إسرائيل"، وفي 17 أكتوبر أصبح المستشار الألماني ثاني رئيس حكومة أجنبية يزور إسرائيل بعد الهجوم. إضافة للدعم السياسي قدمت الحكومة الألمانية المساعدات العسكرية التي ارتفعت منذ هجمات السابع من أكتوبر وفي غضون شهر واحد وافقت على 185 عقداً لتصدير الأسلحة لإسرائيل، أي ما يقرب من ستة أضعاف ما كان عليه بين يناير/كانون الثاني وشهر سبتمبر/أيلول دون أدنى نقاش. ويذكر بأن حوالي 30% من مشتريات إسرائيل من المعدات العسكرية جاءت من ألمانيا في عام 2023، بإجمالي 300 مليون يورو (326 مليون دولار؛ 257 مليون جنيه إسترليني). وهذا يتناقض بشكل صارخ مع الجدل الذي أشعل ألمانيا بشأن شحنات الأسلحة لأوكرانيا في أعقاب الغزو الروسي في 24 فبراير 2022، في ذلك الوقت كان المستشار حذرا للغاية بشأن انتهاك مبدأ عدم إرسال ألمانيا إمدادات عسكرية إلى المناطق التي مزقتها الحرب، على حساب التوتر مع أغلبيته البرلمانية.[بحاجة لمصدر]
منذ 7 أكتوبر/تشرين الأول، لم تكتف الحكومة الألمانية باستحضار التاريخ لتبرير دعمها لإسرائيل، فقد أشارت إليها أيضًا لإضفاء الشرعية على موقفها المتصلب من الحرب الشاملة التي شنتها إسرائيل على قطاع غزة، ونائب المستشار الأخضر روبرت هابيك في خطاب حظي بتغطية إعلامية كبيرة في الأول من تشرين الثاني/نوفمبر: "إن هذه العلاقة الخاصة مع إسرائيل تنبع من مسؤوليتنا التاريخية، لقد كان جيل أجدادي"، لقد أرادت إبادة الحياة اليهودية في ألمانيا وأوروبا، بعد الهولوكوست، كان تأسيس إسرائيل بمثابة وعد بحماية اليهود - وألمانيا مضطرة للمساعدة في ضمان تحقيق هذا الوعد، وهذا هو الأساس التاريخي لجمهوريتنا إن مسؤوليتنا التاريخية تعني أيضًا أن اليهود يجب أن يكونوا قادرين على العيش بحرية وأمان في ألمانيا، وألا يخافوا أبدًا من إظهار دينهم وثقافتهم علنًا، لكن هذا الخوف بالتحديد هو الذي عاد. وأكدت الحكومة الألمانية مراراً على علاقتها الخاصة مع إسرائيل، صرحت أنالينا بيربوك وزيرة الخارجية الألمانية خلال جولتها إلى الشرق الأوسط إدانتها لهجوم حماس، كما انتقدت العنف المتزايد الذي يمارسه المستوطنون الإسرائيليون المتطرفون في الضفة الغربية، مثل هده التصريحات دون الدعوة لوقف الحرب، إضافةً لاستمرار دعم إسرائيل بالسلاح يشجعها على مواصلة عدوانها على غزة»، وقال مايكل روث رئيس لجنة الشؤون الخارجية في البرلمان إن قضية وقف إطلاق النار الإنساني في قطاع غزة تشكل قضية حساسة بالنسبة للدبلوماسية الألمانية، فقد ابتعدت ألمانيا عن دعوات وقف إطلاق النار، لن يفيد إلا إرهابيّ حماس وقد يتعزز قوتها"، من جانبة صرح المستشار الألماني أولاف شولتس التأكيد نفسه "إن الموقف الألماني يفضل "التوقفات الإنسانية بدلًا من ذلك، وأنه من المهم أن تتمكن إسرائيل من هزيمة حماس".
في 12 يناير 2024 أعلنت ألمانيا أنها ستنضم إلى محكمة العدل الدولية كطرف ثالث، للدفاع عن إسرائيل ضد دعوى جنوب أفريقيا في 29 ديسمبر 2023 ضد إسرائيل أمام محكمة العدل الدولية بتهمة انتهاك اتفاقية منع الإبادة الجماعية لعام 1948 والمعاقبة عليها في قطاع غزة، إذ رفضت الحكومة الألمانية بشدة المزاعم المقدمة أمام المحكمة العليا التابعة للأمم المتحدة بأن إسرائيل ترتكب "إبادة جماعية" في غزة، وحذرت من "الاستغلال السياسي" لهذه التهمة، قال المتحدث باسم الحكومة ستيفن هيبستريت في بيان إن إسرائيل "تدافع عن نفسها بعد الهجوم غير الإنساني الذي شنته حماس في 7 أكتوبر، وأن ألمانيا تعتزم التدخل كطرف ثالث في جلسة الاستماع الرئيسية"، كما تقدمت جنوب أفريقيا بطلب لمحكمة العدل الدولية لإصدار تدابير مؤقتة، وطلبت من المحكمة من بين أمور أخرى أن تأمر إسرائيل بتعليق عملياتها العسكرية في غزة وضدها على الفور. وفي 3 يناير 2024، حددت المحكمة جلسات استماع بشأن طلب التدابير المؤقتة المقرر عقدها يومي 11 و12 يناير 2024. قدمت جنوب أفريقيا موقفها القانوني لمحكمة العدل الدولية في 11 يناير 2024، وردت إسرائيل في اليوم التالي. بعد أقل من ساعتين من انتهاء إسرائيل من مرافعاتها بشأن التدابير المؤقتة في لاهاي، أصدرت الحكومة الألمانية الفيدرالية بيانًا أعلنت فيه نيتها التدخل بموجب المادة 63 من النظام الأساسي لمحكمة العدل الدولية في القضية المتعلقة بتطبيق اتفاقية منع ومعاقبة جريمة الإبادة الجماعية في قطاع غزة (جنوب أفريقيا ضد إسرائيل).
في الأول من مارس 2024 قدمت نيكاراغوا دعوى قضائية بتواطئ ألمانيا في ارتكاب إبادة جماعية من خلال تصدير الأسلحة لإسرائيل وحجب الأموال عن منظمة غوث وتشغيل اللاجئين الفلسطينيين "الأونروا"، وأن برلين خرقت -على أقل تقدير- التزامها القاضي ببذل كل ما بوسعها لمنع مثل هذا الممارسات، مستنداً في دعواها على اتفاقية منع جرائم الإبادة الجماعية لعام 1948، وعلى القانون الإنساني الدولي، بدأت محكمة العدل الدولية يوم 8 أبريل 2024 جلسات استماع بشأن طلب التدابير المؤقتة الذي قدمته نيكاراغوا، لدفع برلين للتوقف عن تقديم صادرات الأسلحة لإسرائيل والعدول عن قرارها بوقف تمويل وكالة الأونروا، وشددت على أن صدور هذه التدابير يعد أمرًا ضروريًا وملحًا لحماية حياة مئات آلاف الأشخاص في غزة، في المقابل رفضت الممثلة القانونية الألمانية تانيا فون أوسلار-غلايشن في المحكمة هذه الاتهامات ووصفتها بأنها لا تستند على أي أساس واقعي أو قانوني بل واتهمت نيكاراغوا بتبني وجهة نظر أحادية الجانب بشأن النزاع في الشرق الأوسط، كما رفضت وزارة الخارجية الألمانية الاتهامات الموجهة إليها من قبل نيكاراغوا. وفي 30 أبريل 2024 رفضت محكمة العدل الدولية الطلب الذي قدّمته نيكاراغوا وطالبت فيه بإتخاذ إجراءات عاجلة بعد اتهام ألمانيا بانتهاك اتفاقية 1948 لمنع الإبادة الجماعية بتزويدها إسرائيل أسلحة تستخدمها في حربها في غزة. وأوضحت المحكمة أنها "ترى أن الظروف التي عرضت على المحكمة ليست كذلك ولا تستدعي اتخاذ تدابير احترازية"، غير أن قضاة المحكمة لم يوافقوا على مطلب ألمانيا برفض دعوى نيكاراغوا ضدها، إذ إنهم بتوا فقط في طلب عاجل قدمته نيكاراغوا بتطبيق إجراءات فورية ضد ألمانيا لمنعها من تصدير الأسلحة لإسرائيل، أما الإجراء الرئيسي في هذه القضية فيمكن أن يستمر لسنوات.
مع تقدم كريم خان المدعي العام للمحكمة الجنائية الدولية بطلب للحصول على مذكرات اعتقال بحق رئيس الوزراء الإسرائيلي بنيامين نتنياهو ووزير الدفاع يوآف غالانت المتهمان بارتكاب جرائم حرب وجرائم ضد الإنسانية تشمل التجويع كسلاح من أسلحة الحرب والهجمات المتعمدة على السكان المدنيين في غزة. وقال خان إن مكتب المدعي العام جمع أدلة تظهر أن «إسرائيل تحرم المدنيين بشكل متعمد ومنهجي في جميع أنحاء قطاع غزة من المواد الأساسية لبقاء الإنسان على قيد الحياة»، وكان الرد الرسمي الألماني انتقاد وجهته وزيرة الخارجية أنالينا بيربوك بعد أن طلب المدعي العام للمحكمة الجنائية الدولية إصدار أوامر اعتقال ضد ثلاثة من قادة حماس ورئيس الوزراء الإسرائيلي بنيامين نتنياهو، وقالت إن "التطبيق المتزامن لمذكرات الاعتقال أعطى انطباعا خاطئا بوجود تساوي مع قادة حماس"، وامتنعت وزارات أخرى عن تقييم طلبات المدعي العام للمحكمة الجنائية الدولية.
صوتت أغلبية أعضاء مجلس النواب الألماني يوم 4 يوليو 2024، لصالح «حظر المثلث الأحمر التابع لمنظمة حماس الإرهابية الفلسطينية»، وبتصويت فصائل الاتحاد الديمقراطي المسيحي والحزب الاشتراكي الديمقراطي وحزب البديل من أجل ألمانيا، وامتنع حزبا الخضر واليسار عن التصويت، تضمن الاقتراح طلبًا لمجلس الشيوخ للدعوة على المستوى الفيدرالي لإضافة الحظر المفروض على أنشطة حماس ليشمل المثلث الأحمر المتجه للأسفل الذي تستخدمه لتحديد الأهداف الهجومية بتحديد جنود جيش الاحتلال الإسرائيلي وآلياته المستهدفة في مقاطع الفيديو التي توثق عملياتها العسكرية في قطاع غزة، والهدف هو منع ظهور اللافتة للجمهور والتأكد من أن استخدامها يعاقب عليه في سياق الصراع في الشرق الأوسط وحماس. وأن على مجلس الشيوخ التأكد من أن "استخدام هذا الرمز محظور قبل استيفاء المتطلبات لأنه يمثل تهديدا مباشراً لليهود وللأشخاص الذين يعملون من أجل حرية وأمن إسرائيل".

## التأثيرات الإقليمية
وبحسب دانيال بايمان وألكسندر بالمر، فقد أظهر الهجوم تراجع منظمة التحرير الفلسطينية وصعود حماس كمركز قوة في السياسة الفلسطينية وتوقعا المزيد من تراجع منظمة التحرير الفلسطينية إذا استمر الوضع الراهن. وكتب ليث العجلوني أن التأثير الفوري لهجوم حماس كان توحيد حماس ومنظمة التحرير الفلسطينية.
قال أميت سيغال، كبير المعلقين السياسيين في القناة 12 الإسرائيلية، إن الصراع سيختبر بقاء بنيامين نتنياهو كرئيس للوراء، مشيرًا إلى أن الحروب السابقة أطاحت بحكومات العديد من أسلافه مثل حكومة جولدا مائير بعد حرب أكتوبر عام 1973، ومناحيم بيجن بعد حرب لبنان عام 1982، وإيهود أولمرت بعد حرب لبنان عام 2006. مستشهدين بفشل الاستخبارات الإسرائيلية، والذي عزاه بعض المراقبين إلى تركيز الحكومة الحالية بشكل أكبر على المعارضة الداخلية، والإصلاح القضائي، والجهود المبذولة لتعميق احتلال إسرائيل للأراضي الفلسطينية، انتقد بعض المعلقين نتنياهو لتجاهله منظمة التحرير الفلسطينية ودعم حماس، ووصفوه بأنه عبء.

### التأثير الاقتصادي
وللحرب آثار اقتصادية كبيرة، ليس فقط على الأطراف المعنية ولكن أيضًا على الاقتصاد العالمي، تسببت الحرب في أضرار مدمرة للبنية التحتية والاقتصاد في غزة. وأسفرت الحرب عن اضطرابات ودمار على نطاق واسع في قطاع غزة.

#### إسرائيل
في 9 نوفمبر، أفاد بنك إسرائيل أن انخفاض المعروض من العمالة بسبب الحرب كلف الاقتصاد الإسرائيلي 600 مليون دولارًا في الأسبوع، أو 6٪ من الناتج المحلي الإجمالي الأسبوعي، كما ذكر البنك أن التقديرات لا تعكس الأضرار الإجمالية ولم تشمل الأضرار الناجمة عن غياب العمال الفلسطينيين والأجانب.
وفي 19 فبراير 2024، قال اتحاد عمال النقل المائي في الهند، وهو اتحاد عمالي يمثل 11 ميناء هنديًا رئيسيًا و3500 عامل، إنه سيرفض تشغيل شحنات تحمل أسلحة إلى إسرائيل. وجاء هذا الإعلان بعد أشهر قليلة من قيام إحدى الشركات الهندية بوقف إنتاج زي الشرطة الإسرائيلية بسبب الحرب على غزة.
غادر من إسرائيل بعد طوفان الأقصى نحو 9,855 عاملاً تايلاندياً في القطاع الزراعي، و4,331 عاملاً في قطاع البناء، و2,997 عاملاً في قطاع التمريض. إضافة لذلك، أدى منع 85 ألف عامل فلسطيني من دخول إسرائيل إلى عجز يبلغ نحو 100 ألف عامل أجنبي وفلسطيني.

## التأثير الدبلوماسي

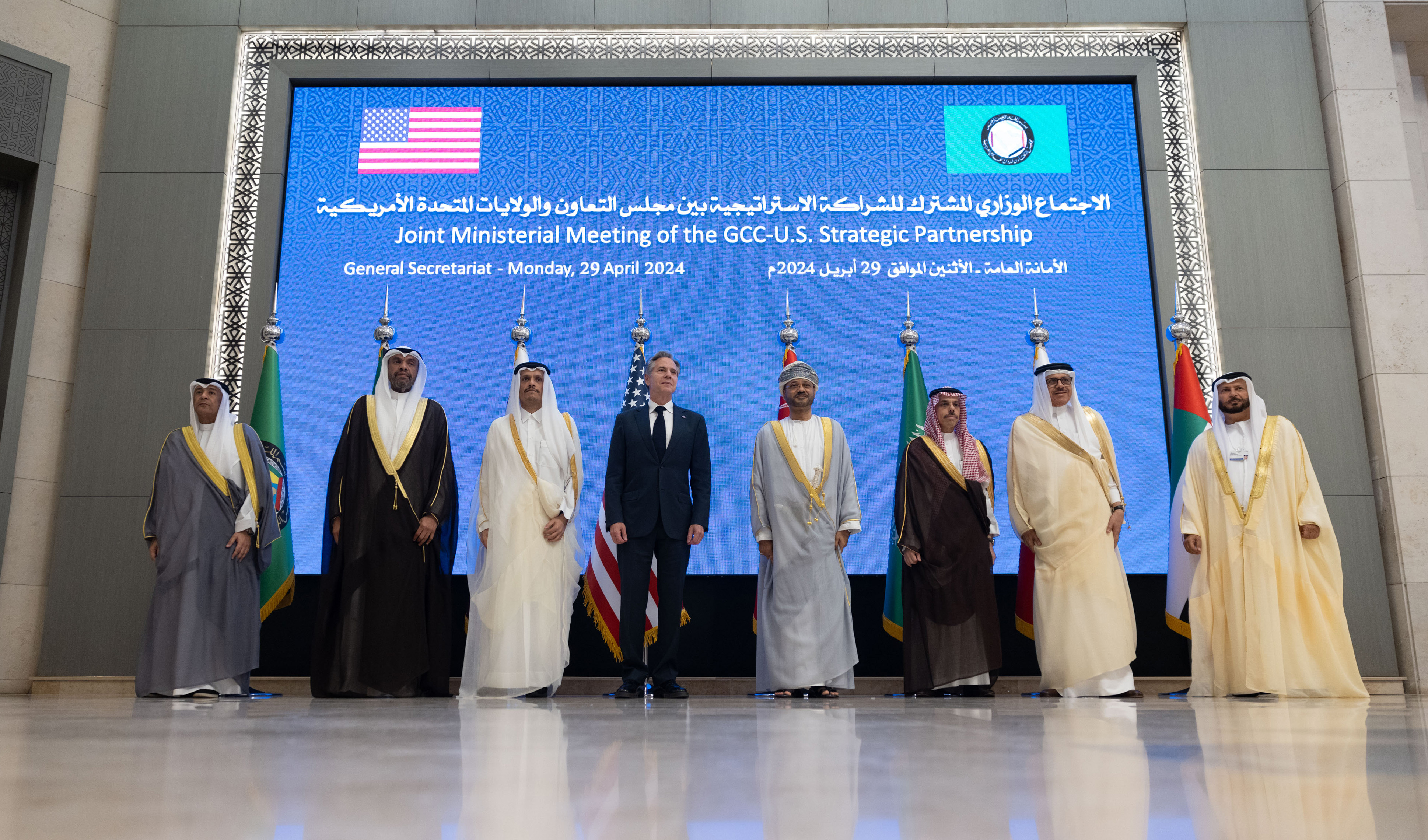
وزير الخارجية الأمريكي أنتوني بلينكن ووزراء خارجية دول مجلس التعاون الخليجي في الرياض، المملكة العربية السعودية، 19 أبريل 2024

أشعلت الحرب أزمة دبلوماسية، حيث تفاعلت دول العالم بقوة مع الصراع الذي أثر على زخم العلاقات الإقليمية. سحبت تسع دول على الأقل سفرائها وقطعت العلاقات الدبلوماسية مع إسرائيل. كما أدت الحرب إلى التركيز المتجدد على حل الدولتين للصراع الأوسع. انخفض الرأي العام العالمي تجاه إسرائيل أثناء الحرب؛ أشار استطلاع رأي أجرته شركة Morning Consult ونُشر في يناير 2024 إلى أن الولايات المتحدة كانت الدولة الغنية الوحيدة المتبقية التي حظيت فيها إسرائيل بموافقة إيجابية صافية.
ركزت المفاوضات على إمكانية وقف إطلاق النار، حيث عملت مصر وقطر كوسطاء للمفاوضات بين إسرائيل وحماس. أصدر مجلس الأمن التابع للأمم المتحدة القرار رقم 2728 في مارس 2024، مطالبًا بوقف إطلاق النار الفوري والإفراج غير المشروط عن الرهائن خلال شهر رمضان.
وفي أعقاب المحادثات التي توسطت فيها الصين، توصلت الفصائل الفلسطينية، بما في ذلك حماس وفتح، في 23 يوليو/تموز 2024، إلى اتفاق لإنهاء انقساماتها وتشكيل حكومة وحدة وطنية في غزة، وهو ما أعلنوه في إعلان بكين.
في الجمعية العامة للأمم المتحدة، أعلنت المملكة العربية السعودية عن تحالف عالمي للسعي إلى حل الدولتين للصراع الإسرائيلي الفلسطيني. وقال وزير الخارجية النرويجي إسبن بارث إيدي إن ما يقرب من 90 دولة كانت حاضرة في إطلاق التحالف العالمي لتنفيذ الدولة الفلسطينية وحل الدولتين. في 29 سبتمبر، قالت المملكة العربية السعودية إنها سترسل مساعدات إلى السلطة الفلسطينية، 60 مليون دولار على ستة أقساط وفقًا لمسؤول كبير في السلطة الفلسطينية. يُنظر إلى المساعدات كوسيلة للحفاظ على قدرة السلطة الفلسطينية على الوفاء بالتزاماتها والحفاظ على الدفع نحو حل الدولتين على قيد الحياة على الرغم من القيود المالية الإسرائيلية.

#### قطع وإلغاء العلاقات الدبلوماسية وإستدعاء السفراء
بعد الغارة الجوية الإسرائيلية على مخيم جباليا للاجئين في 31 أكتوبر/تشرين الأول، قطعت بوليفيا جميع علاقاتها الدبلوماسية مع إسرائيل، وطالب وزير الرئاسة البوليفي بوقف الهجمات على غزة، وأشار الرئيس التشيلي غابرييل بوريك إلى «العقاب الجماعي الذي تمارسه إسرائيل ضد السكان المدنيين الفلسطينيين» فيما استدعت تسع دول على الأقل، بما في ذلك الأردن والبحرين وتركيا وكولومبيا وهندوراس وتشيلي وبليز وجنوب إفريقيا وتشاد سفراءها في الأسابيع التالية.

## الخسائر
اعتبارًا من 10 ديسمبر 2024، تم الإبلاغ عن مقتل أكثر من 46000 شخص - 44786 فلسطينيًا، و1706 إسرائيليًا في الحرب، بما في ذلك 202 صحفياً وعاملًا إعلاميا و2 إسرائيليين و3 لبنانيين) و120 أكاديميًا، وأكثر من 224 عامل مساعدات إنسانية، وهو رقم يشمل 179 موظفًا في الأونروا. في نوفمبر 2024، نشرت الأمم المتحدة تحليلها الذي يغطي فقط الضحايا الذين تم التحقق منهم من ثلاثة مصادر مستقلة على الأقل على مدى 6 أشهر بين نوفمبر 2023 وأبريل 2024 ووجد أن 70٪ من القتلى الفلسطينيين في غزة هم من النساء والأطفال.
الغالبية العظمى من الضحايا كانوا في قطاع غزة، وإجمالي عدد الضحايا الذي أعلنته وزارة الصحة في غزة هو عدد الوفيات الناجمة مباشرة عن الحرب أما التوزيع الديموغرافي فهو مجموعة فرعية من أولئك الذين تم تحديدهم بشكل فردي.< وفقد أكثر من 60٪ من سكان غزة أفرادًا من عائلاتهم منذ 7 أكتوبر، وفقًا لتقرير المركز الفلسطيني للبحوث السياسية والمسحية. وتأتي أعداد القتلى التي أبلغ عنها مكتب تنسيق الشؤون الإنسانية من وزارة الصحة في غزة في 17 سبتمبر 2024، نشرت وزارة الصحة في غزة أسماء وجنس وتاريخ ميلاد 34344 فلسطينيًا تم تأكيد هوياتهم ومنهم 11،983 طفلاً، ويعكس هذا أكثر من 80٪ من الضحايا المبلغ عنهم حتى الآن؛ ومن بين هؤلاء، 60٪ لم يكونوا رجالًا في سن القتال. لا يشمل تعداد وزارة الصحة في غزة أولئك الذين ماتوا من "أمراض يمكن الوقاية منها وسوء التغذية وغيرها من عواقب الحرب". وكانت الوزارة قد أعلنت في 30 أبريل 2024 أنه تم تحديد 24686 ضحية على وجه التحديد من خلال المستشفيات وأفراد الأسرة والتقارير الإعلامية. من هؤلاء، كان 52٪ من النساء والقصر، و43٪ من الرجال فوق سن 18 عامًا، و5٪ لم يتم تحديدهم حسب العمر أو الجنس. لا يشمل تعداد وزارة الصحة في غزة أولئك الذين ماتوا بسبب «أمراض يمكن الوقاية منها وسوء التغذية وغيرها من أضرار الحرب، وتوقع تحليل أجرته مجموعة عمل توقعات الصحة في غزة آلاف الوفيات الزائدة بسبب المرض ومضاعفات الولادة.

### فلسطين

#### قطاع الرعاية الصحية
بحسب المقررة الخاصة للأمم المتحدة المعنية بالحق في الصحة، فإن مقدمي الرعاية الصحية في غزة يعملون «في أوضاع مزرية»، ووثّقت تضرّر 24 مشفى في القطاع بسبب تعرّضها لهجومٍ مباشر، واستهداف 60 سيارة إسعاف ومقتل 12 فرداً على الأقل من العاملين في المجال الصحي.
وقد أعلنت وزارة الصحة الفلسطينية في 24 أكتوبر عبر مؤتمر صحفي عقدته وزيرة الصحة الفلسطينية مي الكيلة عن انهيار المنظومة الصحية في قطاع غزة بشكل تام.
تنبأت تحليلات لمجموعة لانسيت ارتفاع عدد الضحايا (بما في ذلك الوفيات غير مباشرة المتوقعة في المستقبل) إلى أكثر من 186 ألف حالة وفاة «يمكن أن تعزى إلى الصراع الحالي في غزة».

### إسرائيل
بحسب الصحيفة الإسرائيلية يديعوت أحرونوت فإن ما لا يقل عن عشرة ألاف جندي وظابط قد قتلوا أو اصيبوا خلال المعارك الدائرة بقطاع غزة. وبحسب قسم إعادة التأهيل التابع لوزارة الدفاع الإسرائيلية، فإن نحو 1000 جندي يتعرضون للإصابات شهرياً.القادة العسكريين الاسرائيليين الذين قتلوا في الحرب على غزة

## تغطية إعلامية
بُناءً على تعليمات تتعلق بالتغطية الإعلامية للحرب على غزة أصدرتها الرقابة العسكرية الإسرائيلية والتي تُلزم بموجبها وسائل الإعلام العالمية استشارة الجهات العسكرية المكلفة قبل تناول عدة قضايا أو نشرها أو التعامل معها. وقد جاء في هذه المذكرة بأن وسائل الإعلام ملزمة بعدم نشر أي معلومات شخصية عن المحتجزين أو وضعهم الصحي وأي مواقف إسرائيلية تتعلق بالمفاوضات الرامية للإفراج عنهم، كما أن هذا القرار يرمي إلى عدم نشر أي تفاصيل عن العمليات العسكرية الإسرائيلية والهجمات الصاروخية التي تصيب أهداف حساسة في إسرائيل، بالإضافة إلى الزيارات التي يقوم بها كبار المسؤولين العسكريين لساحة المعركة، ويحظر القرار أيضًا بث أي تقارير تشمل تفاصيل أو معلومات عن اجتماعات الحكومة، مشترطًا ضرورة تقديم جميع المواد التي تشمل تلك المعلومات للرقابة قبل بثها، ووفقًا للجنة حماية الصحفيين، التي أصدرت رسالة وقعها قادة 59 مؤسسة إخبارية، فقد قتل ما لا يقل عن 94 صحفيًا في الحرب قتلهم الجيش الإسرائيلي، كما تنفي إسرائيل بدورها استهداف الصحفيين والمدنيين عمدًا، قائلةً إنها تُلاحق عناصر حركة حماس التي تحكم قطاع غزة والتي نفذت هجوم في 7 أكتوبر/تشرين الأول.
وفي 1 أبريل 2024، صوّت البرلمان الإسرائيلي (الكنيست) بأغلبية 71 صوتا مقابل 10 لصالح قانون يسمح لرئيس الوزراء بنيامين نتنياهو بحظر وسائل إعلام أجنبية «تضر بالأمن في إسرائيل» وعلى رأسها قناة الجزيرة، متهما كما قال إياها بإلحاق الضرر بأمن إسرائيل، وبكونها شاركت فعليا في هجوم السابع من أكتوبر/تشرين الأول 2023. وفي 5 مايو 2024، صوت الحكومة الإسرائيلية على قرار بإغلاق مكاتب شبكة الجزيرة الإخبارية المحلية في إسرائيل.

### رسالةٌ مفتوحة من الصحفيين
في 10 نوفمبر وقع أكثر من 750 صحفيًا من وكالات إخبارية إعلامية مختلفة على رسالة مفتوحة تدين «قتل إسرائيل للصحفيين في غزة وتنتقد تغطية وسائل الإعلام الغربية للحرب»، وقيلَ لرسالة إن غرف الأخبار «مسؤولة عن الخطاب اللاإنساني الذي استخدم لتبرير التطهير العرقي للفلسطينيين». بالإضافة للقول بأنه حتى لو لم يكن ذلك بصوتهم، «يجب على الصحفيين استخدام كلمات مثل «الفصل العنصري» و«التطهير العرقي» و«الإبادة الجماعية»؛ لوصف معاملة إسرائيل للفلسطينيين.

## حجم الدمار

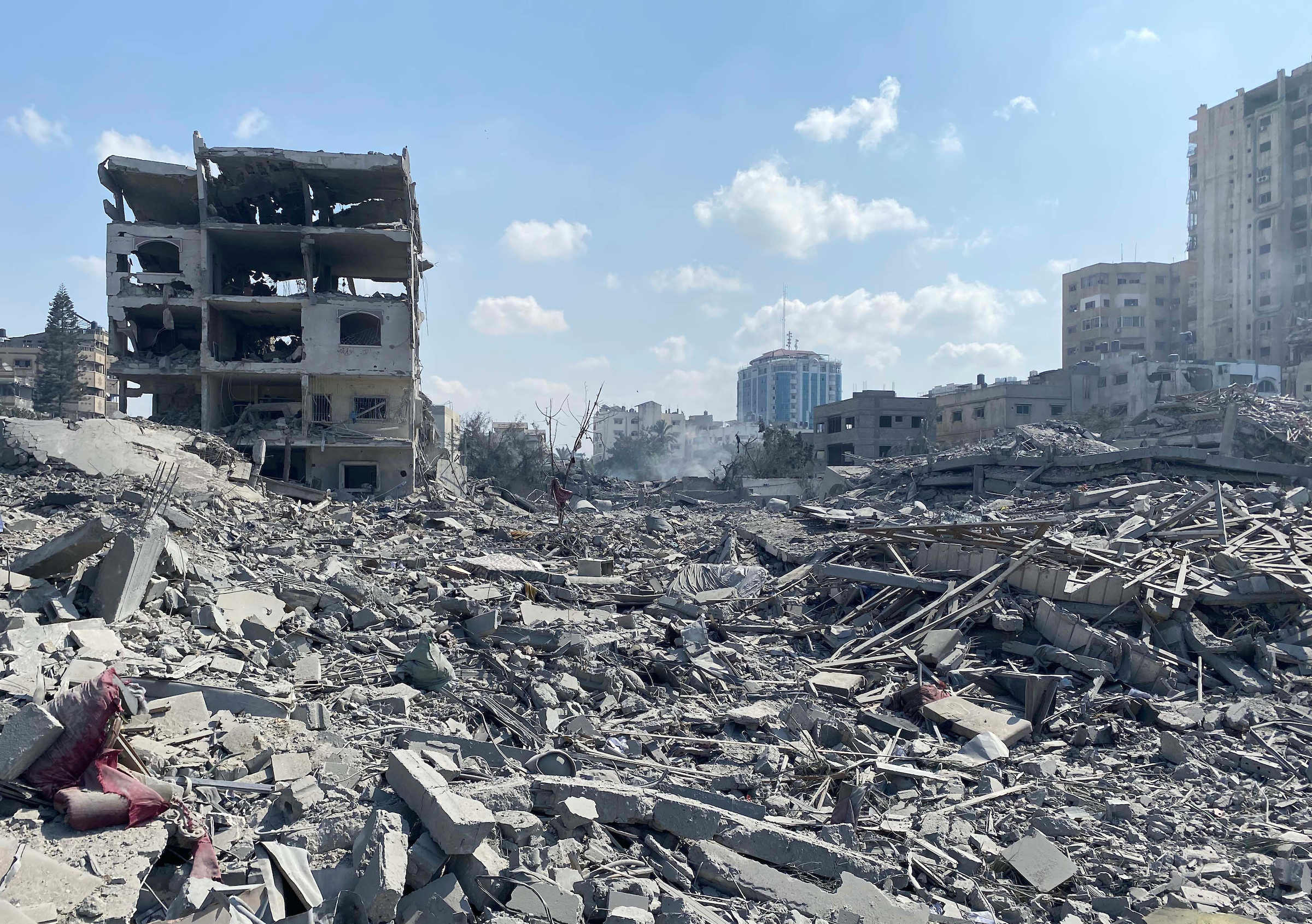
حي الرمال في مدينة غزة بعد غارة جوية إسرائيلية، 10 أكتوبر 2023.

يُعد حجم ووتيرة الدمار والضرر الذي لحق بالمباني في قطاع غزة من بين الأشد في التاريخ الحديث، متجاوزًا قصف دريسدن وهامبورغ ولندن مجتمعة خلال الحرب العالمية الثانية،  وشمل المباني السكنية والمستشفيات والمدارس والمواقع الدينية والمصانع ومراكز التسوق والبنية التحتية البلدية. اعتبارًا من يناير 2024، قدر الباحثون في جامعة ولاية أوريغون وجامعة مدينة نيويورك أن 50-62٪ من المباني في قطاع غزة قد تضررت أو دمرت. يقال إن الأضرار التي لحقت بالمباني في شمال غزة تتجاوز الأضرار التي لحقت بباخومت وماريوبول في الغزو الروسي لأوكرانيا، وحلب في معركة حلب (2012–2016)، والموصل والرقة في الحرب ضد تنظيم الدولة الإسلامية. إن الذخائر البالغ عددها 29000 التي أسقطتها إسرائيل على غزة في ثلاثة أشهر تجاوزت الكمية (3678) التي أسقطتها الولايات المتحدة بين عامي 2004 و 2010 بعد غزوها للعراق. ووفقًا لتحليلات الأقمار الصناعية، فقد تضرر أو دمر 68٪ من الطرق، و 70٪ من البيوت الزجاجية، ونحو 70٪ من محاصيل الأشجار. بعد مرور عام، تقدر الأمم المتحدة أن إجمالي الأنقاض التي تملأ القطاع تبلغ 42 مليون طن، وقد يستغرق تنظيفها وإعادة بنائها 80 عامًا وتتكلف أكثر من 80 مليار دولار.
ذكرت صحيفة الغارديان أن حجم الدمار دفع خبراء القانون الدوليين إلى طرح مفهوم القتل العمد، الذي تصفه بأنه "التدمير الشامل للمساكن لجعل المنطقة غير صالحة للسكن". في أكتوبر 2024، وبعد مراقبة وتحليل سلوك إسرائيل في الحرب في غزة لأكثر من عام، نشرت منظمة Forensic Architecture منصة خرائطية تفصيلية للحملة الإسرائيلية في غزة بعنوان "رسم خرائط الإبادة الجماعية"، مصحوبة بتقرير نصي من 827 صفحة يخلص إلى أن "الحملة العسكرية الإسرائيلية في غزة منظمة ومنهجية وتهدف إلى تدمير ظروف الحياة والبنية التحتية الداعمة للحياة".

## جرائم حرب
وقد ذكرت لجنة الأمم المتحدة المعنية بالصراع الإسرائيلي الفلسطيني أن هناك "أدلة واضحة على أن جرائم حرب ربما ارتُكبت في أحدث موجة من العنف في إسرائيل وغزة، ويجب محاسبة كل من انتهك القانون الدولي واستهدف المدنيين". وفي 27 أكتوبر/تشرين الأول، دعا المتحدث باسم مكتب المفوض السامي لحقوق الإنسان التابع للأمم المتحدة إلى إنشاء محكمة مستقلة لمراجعة جرائم الحرب المحتملة التي ارتكبها الجانبان.
أكدت المحكمة الجنائية الدولية أن تفويضها للتحقيق في جرائم الحرب المزعومة المرتكبة منذ يونيو/حزيران 2014 في دولة فلسطين يمتد إلى الصراع الحالي. في 20 مايو/أيار، أعلن المدعي العام للمحكمة الجنائية الدولية كريم خان عن نيته إصدار أوامر اعتقال ضد قادة حماس يحيى السنوار ومحمد ضيف وإسماعيل هنية ورئيس الوزراء الإسرائيلي بنيامين نتنياهو ووزير الدفاع يوآف جالانت، بتهمة ارتكاب جرائم حرب وجرائم ضد الإنسانية أثناء الحرب. في 21 نوفمبر/تشرين الثاني 2024، أصدرت المحكمة الجنائية الدولية أوامر اعتقال بحق بنيامين نتنياهو ويوآف جالانت وضيف بتهمة ارتكاب جرائم حرب وجرائم ضد الإنسانية.
ووفقاً للهيئة الدولية للدفاع عن حقوق الشعب الفلسطيني (حشد)، فقد ارتكبت قوات الاحتلال الإسرائيلي خلال قرابة عام من الحرب أكثر من 4650 مجزرة بحق المدنيين، عن طريق استهداف معظمهم داخل منازلهم، أو في مراكز إيواء النازحين الذين تمَّ تهجيرهم في حملة تهجير قسرية أرغمت خلالها قرابة 90% من سكان القطاع ما يعادل مليوني شخص على النزوح والهجرة، وارتكبت جرائم حرب وانتهاكات عديدة لحقوق الإنسان، منها استعمال الأطفال الفلسطينيين وعائلاتهم كدروع بشرية بشكل منظَّم وممنهج خلال المعارك مع المقاومة، وذلك بحسب وثائق جمعتها الحركة العالمية للدفاع عن الأطفال، وقد اعتقلت سلطات الاحتلال الإسرائيلي 5 آلاف كرهائن من القطاع بحجة أنهم مقاتلون غير شرعيون، ووضعتهم تحت ظروف قهرية بدنية ونفسية قاسية، ومارست بحقهم شتَّى أنواع التعذيب والتنكيل، ومنهم من تعرَّض للاغتصاب والتحرُّش الجنسي، ولم يسلم العاملون في المنظمات الدولية والإنسانية من الانتهاكات الإسرائيلية، فقد قتلت نحو 200 موظَّف، وهاجمت قوافل الإغاثة الإنسانية ودمَّرت العديد منها، وقتلت ما لا يقل عن 172 صحفياً، أغلبهم تمَّ استهدافهم بطريقة متعمَّدة ومباشرة، ودمَّرت البنية التحتية للعديد من المؤسسات الإعلامية؛ بهدف منع تغطية الجرائم التي ترتكبها في القطاع، ولم تسلم المستشفيات والمرافق الصحية والمدارس والمنشآت المدنية من الاستهداف الممنهج والمتعمَّد وهذه جرائم حرب – بموجب اتفاقية جنيف – لم تحصل من قبل في تاريخ الحروب.

## التأثير الإنساني

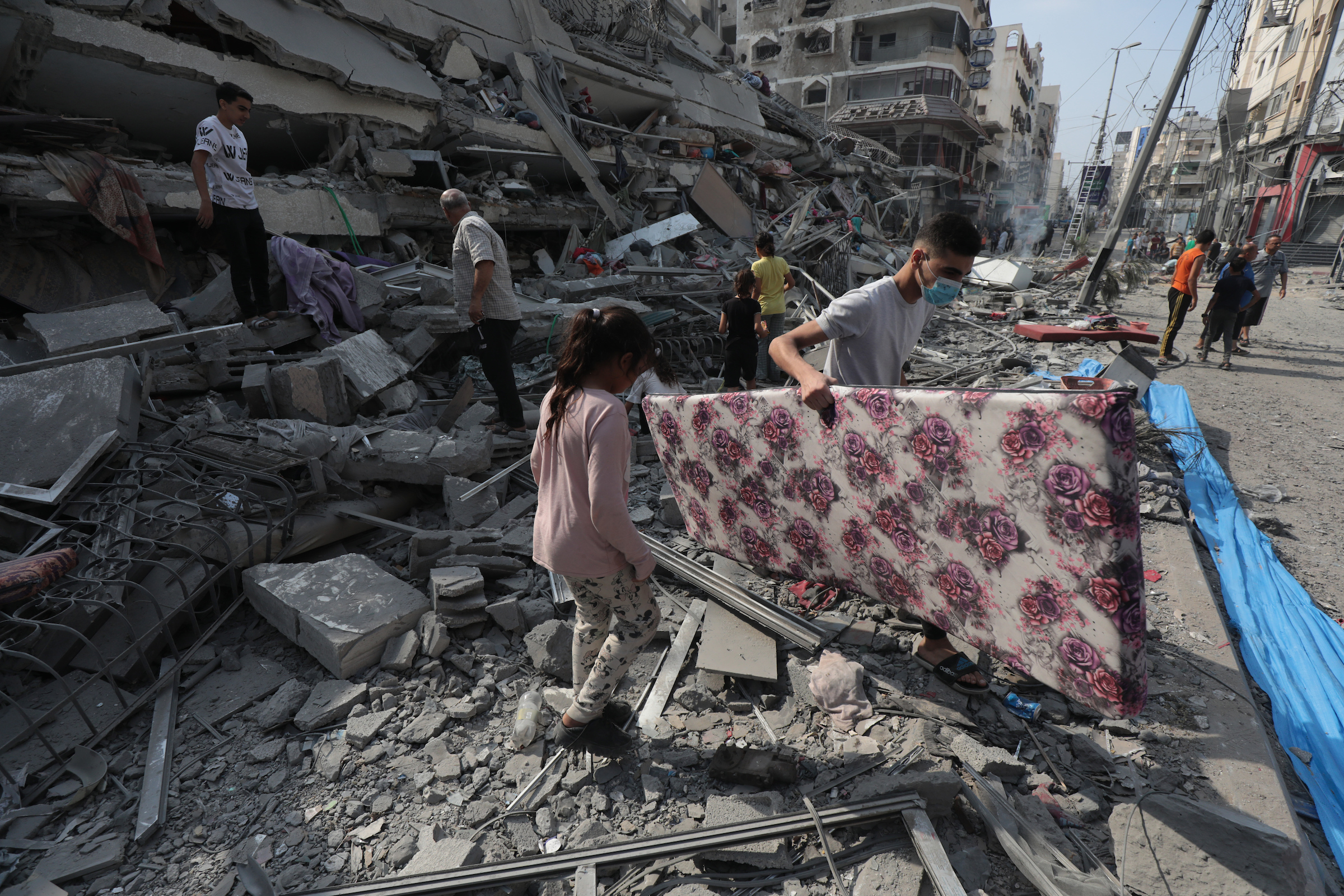
سكان فلسطينيون يتفقدون أنقاض مبنى دمرته الغارات الجوية الإسرائيلية في مدينة غزة في 8 أكتوبر 2023.

يعاني قطاع غزة من أزمة إنسانية نتيجة للحرب بين إسرائيل وحماس، بما في ذلك أزمة الجوع، حيث حدثت ظروف شبيهة بالمجاعة في بعض مناطق القطاع ولا يزال هناك خطر كبير للمجاعة حتى أكتوبر 2024، بالإضافة إلى انهيار الرعاية الصحية. في بداية الحرب، شددت إسرائيل حصارها على قطاع غزة، مما أدى إلى نقص كبير في الوقود والغذاء والأدوية والمياه والإمدادات الطبية الأساسية. أدى هذا الحصار إلى انخفاض بنسبة 90٪ في توفر الكهرباء، مما أثر على إمدادات الطاقة في المستشفيات ومحطات الصرف الصحي وإغلاق محطات تحلية المياه التي توفر مياه الشرب. في يوليو 2024، بلغ معدل المياه المتاحة 4.74 لترًا للفرد يوميًا، أي أقل بقليل من ثلث الحد الأدنى الموصى به في حالات الطوارئ. حذر الأطباء من انتشار الأمراض بسبب اكتظاظ المستشفيات. كان وباء شلل الأطفال هدفًا لحملات التطعيم الناجحة في الغالب.
تسبب القصف العنيف بالغارات الجوية الإسرائيلية في أضرار كارثية للبنية التحتية في غزة، مما أدى إلى تعميق الأزمة. تسببت الهجمات المباشرة على البنية التحتية للاتصالات من قبل إسرائيل، وحصار الكهرباء، ونقص الوقود في انهيار شبه كامل لأكبر مزودي شبكة الهاتف المحمول في غزة. أدى نقص الوصول إلى الإنترنت إلى إعاقة مواطني غزة عن التواصل مع أحبائهم، ومعرفة عمليات الجيش الإسرائيلي، وتحديد المناطق الأكثر تعرضًا للقصف وطرق الهروب المحتملة. أعاقت الانقطاعات خدمات الطوارئ، مما جعل من الصعب تحديد مكان الجرحى الحرجيين والوصول إليهم، وأعاقت وكالات الإغاثة الإنسانية والصحفيين. بحلول ديسمبر 2023، تلقى 200000 من سكان غزة (حوالي 10٪ من السكان) إمكانية الوصول إلى الإنترنت من خلال eSIM المقدمة من Connecting Humanity.
أفادت وزارة الصحة في غزة بإستشهاد أكثر من 4000 طفل في الشهر الأول من الحرب. صرح الأمين العام للأمم المتحدة أنطونيو غوتيريش أن غزة "أصبحت مقبرة للأطفال". ومن المتوقع أن تكون الوفيات الفلسطينية غير المباشرة أعلى بكثير بسبب شدة الصراع وتدمير البنية التحتية للرعاية الصحية ونقص الغذاء والمياه والمأوى والأماكن الآمنة للمدنيين للهروب إليها وانخفاض تمويل الأونروا، حيث ذكرت إحدى دراسات مجلة ذا لانسيت أن عدد القتلى في غزة، بما في ذلك الوفيات المستقبلية الناجمة بشكل غير مباشر عن الحرب، قد يتجاوز 186000.

### تدمير التراث الثقافي

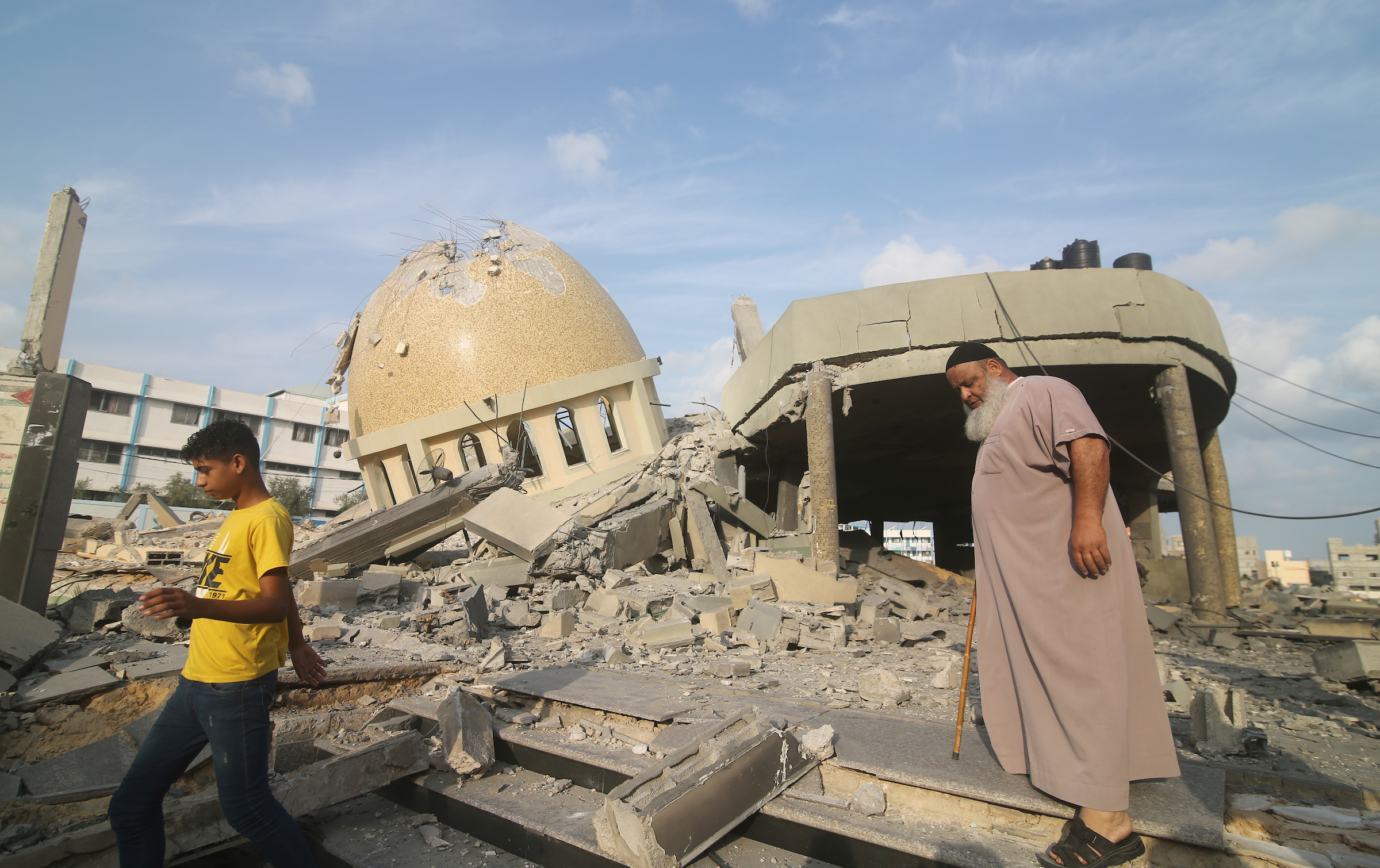
تدمير مسجد الأمين محمد يهان يونس بعد غارة إسرائيلية.

### المجاعة

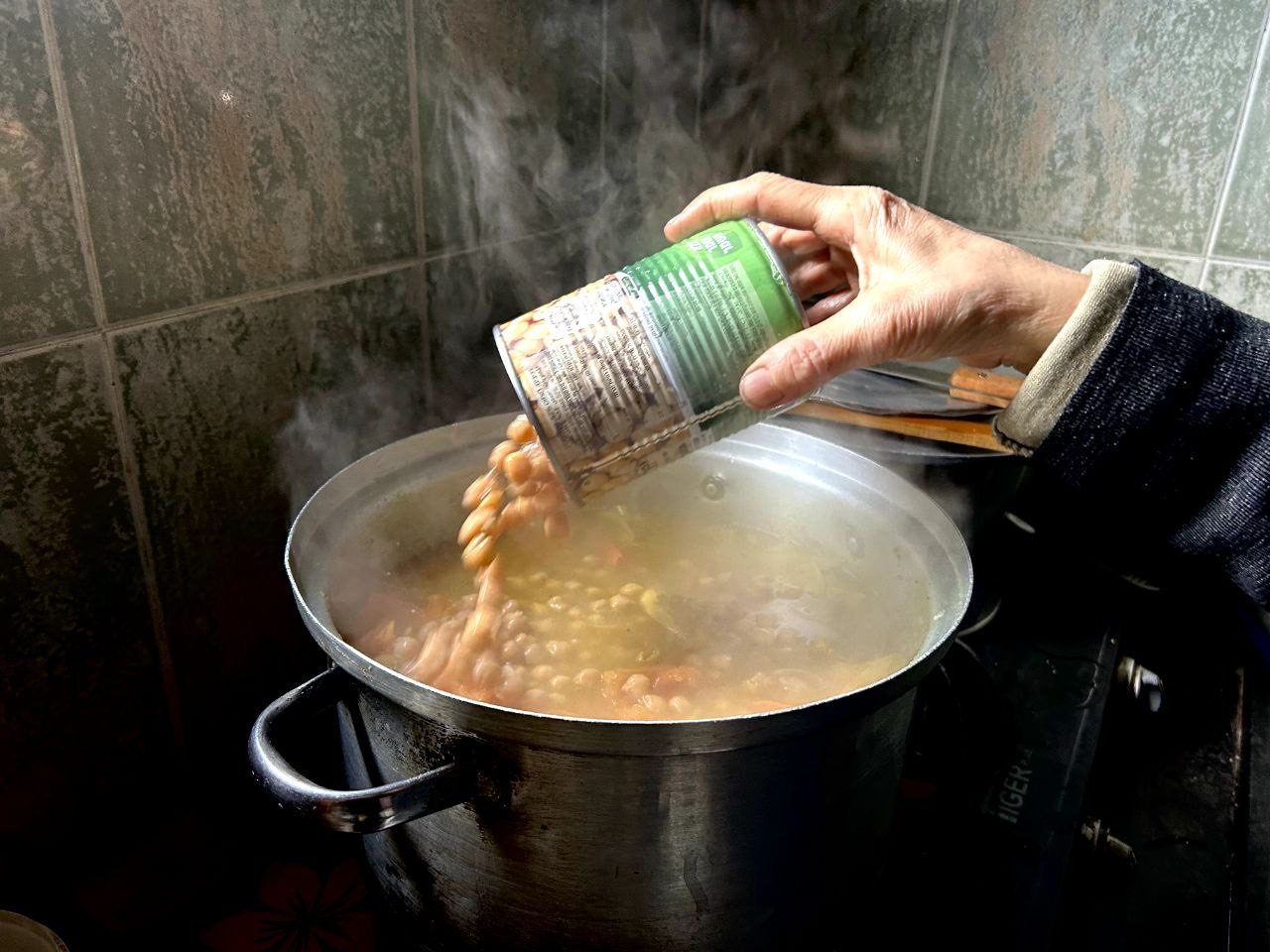
اللجوء إلى استخدام المعلبات خلال الحرب، نتيجة لاعتماد القطاع على الطعام المعلّب المقدم من التبرعات.

بعد اندلاع الحرب في السابع من أكتوبر 2023 بيومين فرضت إسرائيل حصارًا شاملاً على قطاع غزة وقطع جميع الامدادات والمساعدات الإنسانية من ماء وغذاء ودواء وكهرباء، وأبسط مقومات الحياة وشنً حملة تجويع وعقاب جماعي شرسة. وفي نوفمبر 2024 أي بعد 13 شهراً من اندلاع الحرب قالت تقارير أمميَّة أن أساليب الحرب الإسرائيلية على قطاع غزة تتوافق مع خصائص الإبادة الجماعية بما فيها استخدام التجويع كسلاح حرب، وقالت لجنة التحقيق في الممارسات الإسرائيلية في تقرير لها "منذ بداية الحرب، دعم مسؤولون إسرائيليون علنا سياسات تسلب الفلسطينيين من الضروريات الأساسية لاستمرار الحياة من الغذاء والماء والوقود. هذه التصريحات مع التدخل المنهجي وغير القانوني في المساعدات الإنسانية، يجعل نية إسرائيل واضحة في استغلال الإمدادات المنقذة للحياة لتحقيق مكاسب سياسية وعسكرية".

## ردود الفعل

### إسرائيل
كان رد الحكومة الإسرائيلية على الهجوم الذي قادته حماس على إسرائيل في عام 2023 متعدد الجوانب، بما في ذلك الرد العسكري الذي أدى إلى الغزو الإسرائيلي لقطاع غزة. في أكتوبر/تشرين الأول، وافق الكنيست في 12 أكتوبر 2023 على تشكيل حكومة حرب في إسرائيل، مضيفًا وزراء الوحدة الوطنية وتعديل الحكومة؛ جمد بنيامين نتنياهو وبيني غانتس التشريعات غير الحربية، وأنشأوا حكومة حرب بسلطة عسكرية.
وقد أدت التوسعات الاستيطانية وتصريحات المسؤولين إلى تفاقم الاضطرابات، مما أدى إلى اندلاع الاحتجاجات ضد الحرب في إسرائيل، كما أثار قانون الكنيست الذي يجرم استهلاك "المواد الإرهابية" انتقادات شديدة.
وفي مقابلة مع صحيفة وول ستريت جورنال في 25 ديسمبر 2023، قال بنيامين نتنياهو إن أهداف إسرائيل كانت "تدمير حماس، ونزع السلاح من غزة، وإزالة التطرف من المجتمع الفلسطيني بأكمله" حسب وصفه. وكان هناك دعم واسع النطاق في المجتمع الإسرائيلي للعمليات العسكرية في غزة. وقال استطلاع للرأي العام أجراه المعهد الإسرائيلي للديمقراطية في ديسمبر 2023 أن 87٪ من الإسرائيليين اليهود يؤيدون الحرب في غزة.

### الأراضي الفلسطينية
في البداية، أكد رئيس السلطة الفلسطينية محمود عباس على «حق الشعب الفلسطيني في الدفاع عن نفسه» ضد «إرهاب المستوطنين وقوات الاحتلال» وأدان الأوامر التي أصدرتها إسرائيل للسكان بتجير شمال غزة، ووصفها بأنها "نكبة ثانية". وفي وقت لاحق، رفض عباس قتل المدنيين من الجانبين، وقال إن «منظمة التحرير الفلسطينية هي الممثل الوحيد للشعب الفلسطيني».

### العالمية

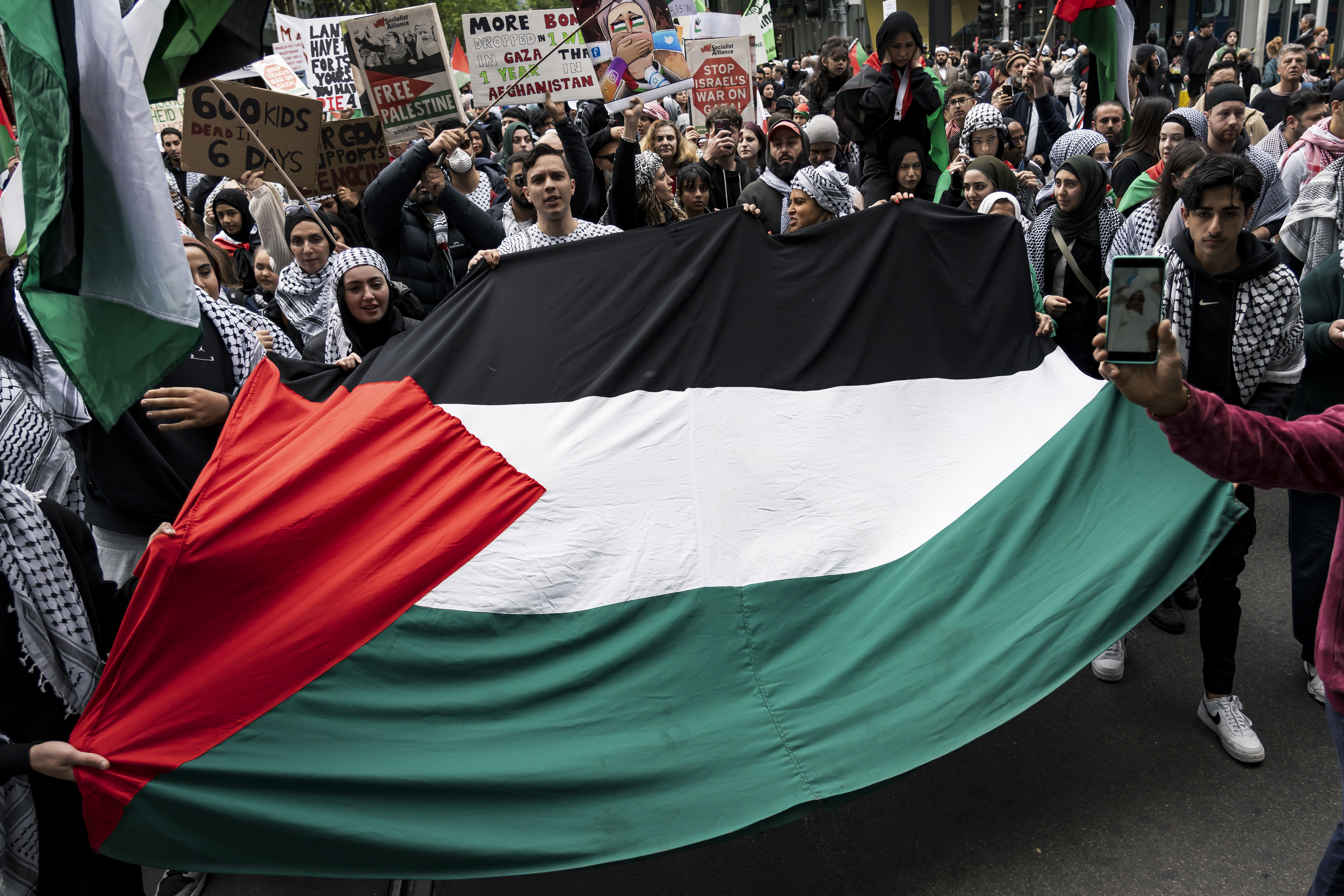
احتجاجات التضامن مع الفلسطينيين في ملبورن، 15 أكتوبر.

خريطة تظهر ملخص ردود الفعل الدولية على عملية طوفان الأقصى
المنطقة التي يحدث فيها النزاع
الدول التي تدعم حماس أو تدين إسرائيل.
الدول التي تدعم إسرائيل أو تدين تصرفات حماس.
دول محايدة
مجهول

نشأت انقسامات جيوسياسية كبيرة أثناء الحرب، قدم جزء كبير من العالم الغربي دعمًا دبلوماسيًا وعسكريًا قويًا لإسرائيل، بما في ذلك الولايات المتحدة، والمملكة المتحدة، وألمانيا، ومع ذلك، كانت العديد من الدول الأوروبية أقل دعمًا لأفعال إسرائيل، وأبرزها إسبانيا والنرويج وأيرلندا التي اعترفت رسميًا بدولة فلسطين في خطوة منسقة في يونيو 2024. كما دعمت إسبانيا وأيرلندا قضية الإبادة الجماعية التي رفعتها جنوب إفريقيا ضد إسرائيل. وقد أدى هذا إلى اتخاذ إسرائيل إجراءات انتقامية، حيث استدعت سفرائها من الدول الثلاث وأعلنت لاحقًا أنها ستغلق سفارتها في دبلن. يقول هيو لوفات من المجلس الأوروبي للعلاقات الخارجية إن إسرائيل انحازت أثناء الحرب الباردة إلى الغرب ضد الدول العربية التي دعمها السوفييت، ويرى الزعماء الغربيون عموماً أن إسرائيل "عضو في النادي الديمقراطي الليبرالي" وأن هذا "يفسر جزئياً الدعم الغربي القوي المستمر لإسرائيل - والذي أصبح الآن انعكاسياً إلى حد كبير". وقد أدانت 44 دولة على الأقل حماس وأدانت صراحة سلوكها في السابع من أكتوبر باعتباره «إرهاباً»، بما في ذلك بيان مشترك من الولايات المتحدة والمملكة المتحدة وفرنسا وإيطاليا وألمانيا.
وعلى النقيض من ذلك، ندد العالم الإسلامي ومعظم دول الجنوب العالمي بأفعال إسرائيل وحلفائها، وانتقدوا "السلطة الأخلاقية للغرب" وزعموا أنه يتبنى معايير مزدوجة فيما يتعلق بحقوق الإنسان. ومن وجهة نظرهم، فإن المعايير المزدوجة تتمثل في إدانة الاحتلال غير القانوني في أوكرانيا بينما يقفون بحزم خلف إسرائيل التي احتلت الأراضي الفلسطينية. وقطعت بوليفيا جميع العلاقات مع إسرائيل نتيجة للصراع، في حين استدعت كولومبيا وتشيلي سفراءهما لدى البلاد.

### إسرائيل

#### إجلاء الرعايا الأجانب
أعلنت عدة دول إجلاء رعاياها من إسرائيل، حيث أعلنت البرازيل عن عملية إنقاذ مواطنيها من إسرائيل وغزة باستخدام طائرة نقل تابعة للقوات الجوية. أعلنت بولندا أنها ستنشر طائرتي نقل من طراز سي-130 لإجلاء 200 من مواطنيها من مطار بن غوريون. في 9 أكتوبر قامت المجر بإجلاء 215 من مواطنيها من إسرائيل باستخدام طائرتين، بينما قامت رومانيا بإجلاء 245 من مواطنيها على طائرتين من طراز تاروم وطائرتين خاصتين بنفس اليوم. كما أعلنت أستراليا عن رحلتين جديدتين على الأقل لشركة كانتاس لإجلاء رعاياها. فر 300 حاج نيجيري في إسرائيل إلى الأردن قبل نقلهم جواً إلى وطنهم. وأعلنت الخارجية الإيطالية عن عودة نحو 200 من مواطنيها من إسرائيل في طائرتين عسكريتين. وفي 12 تشرين الأول/أكتوبر، نظمت المملكة المتحدة رحلات جوية لإجلاء مواطنيها في إسرائيل؛ غادرت الطائرة الأولى مطار بن غوريون بنفس اليوم. وكانت الحكومة قد قالت من قبل إنها لن تقوم بإجلاء رعاياها بسبب توفر الرحلات الجوية التجارية، ومع ذلك تم تعليق معظم الرحلات الجوية التجاري نظمت نيبال رحلة جوية لإجلاء ما لا يقل عن 254 من مواطنيها الذين كانوا يدرسون في إسرائيل. أطلقت الهند عملية لإجلاء مواطنيها من إسرائيل. قامت سلطات أوكرانيا بتسهيل إجلاء حوالي 450 من مواطنيها من إسرائيل اعتبارًا من 18 أكتوبر، مع التخطيط لرحلة إجلاء إضافية في 19 أكتوبر ورحلات أخرى. وفي 10 أكتوبر، أعلن نائب وزير الشؤون الخارجية التايلاندي، أن الحكومة تسعى لإجلاء آلاف التايلانديين، وعاد أكثر من 7000 من حوالي 30000 تايلاندي يعملون في إسرائيل إلى تايلاند.

## أنظر أيضًا
- عملية طوفان الأقصى
- الصراع العربي الإسرائيلي
- الخط الزمني للحرب الفلسطينية الإسرائيلية

## وصلات خارجية
- خريطة الحرب الفلسطينية الإسرائيلية 2023: كل يوم على يوتيوب
- Hostilities in Gaza and Israel, Humanitarian Update. مكتب الأمم المتحدة لتنسيق الشؤون الإنسانية